# Cuisine des États-Unis
Pour les articles homonymes, voir Cuisine américaine.

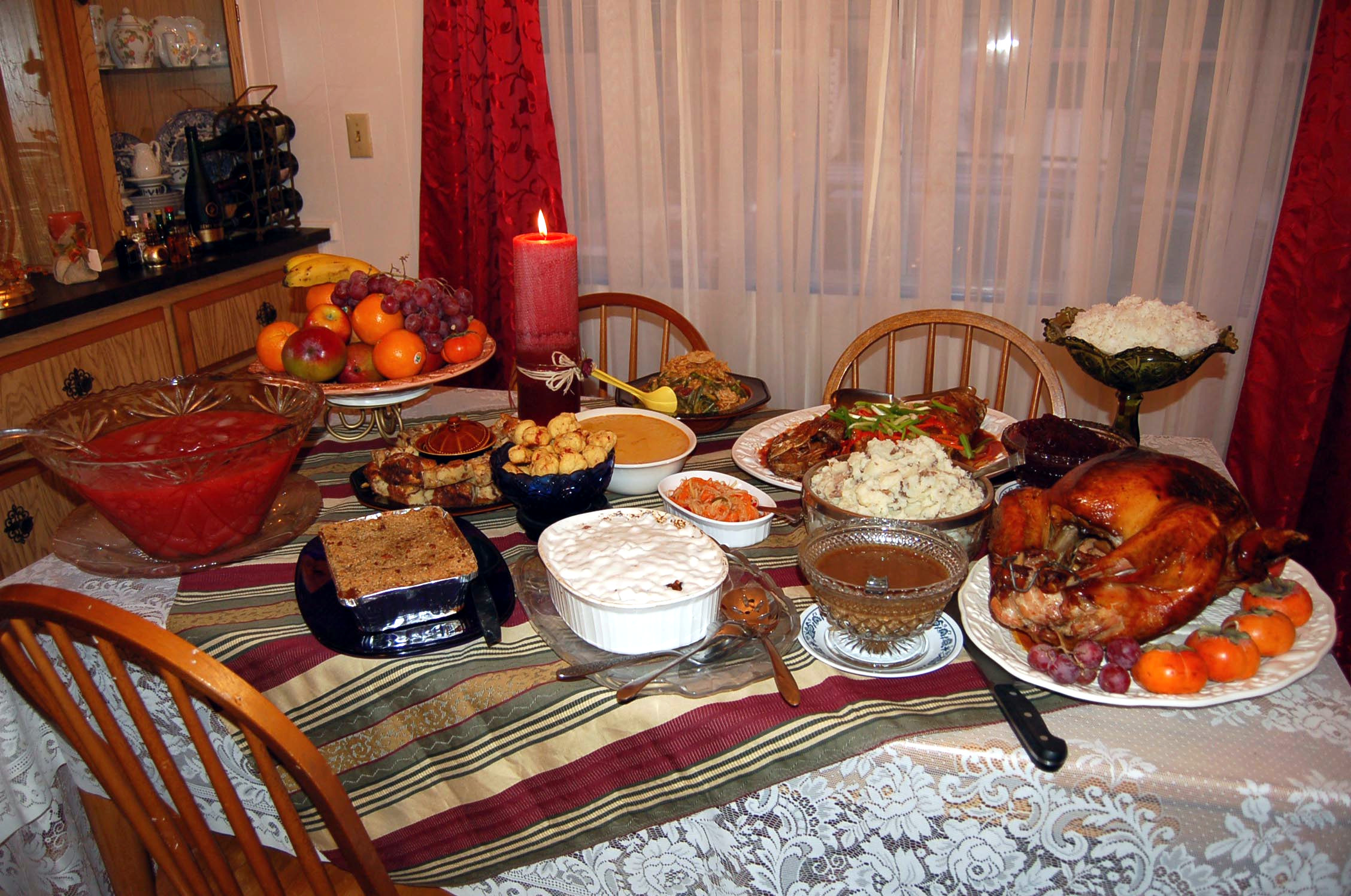
Un buffet pour Thanksgiving.

La cuisine des États-Unis est extrêmement diversifiée et difficile à définir, le pays ayant attiré des immigrants du monde entier, apportant chacun leur culture et leurs goûts culinaires.
D'une certaine façon la cuisine américaine est considérée comme une synthèse des cuisines du monde, les principaux apports étant allemands, hollandais et irlandais et leurs influences perdurant jusqu'à nos jours. La cuisine amérindienne compte également beaucoup : les recettes traditionnelles des Autochtones d'Alabama, par exemple, sont préservées et protégées comme un patrimoine culturel.

## Histoire

### Origines amérindiennes
La cuisine américaine commence avec les Amérindiens qui cultivèrent la terre et y chassèrent pendant des millénaires avant l'arrivée des colons européens. Le régime alimentaire des différentes tribus dépendait en grande partie du climat, de la flore et de la faune du territoire qu'elles occupaient : la masse continentale des États-Unis actuels s'étend sur 2 500 km du nord au sud et sur 4 500 km d'est en ouest. On y trouve la taïga, les forêts tempérées, les déserts et les prairies, ainsi que plusieurs marais subtropicaux, des milliers de kilomètres de plages côtières et l'un des plus grands fleuves navigables du monde. L'Alaska, le plus grand État, fait plus de trois fois la taille de la France avec une grande partie de son territoire dans l'Arctique. Porto Rico, les îles Vierges américaines et certains territoires du Pacifique tels que les îles Mariannes et les îles Midway ont des climats tropicaux où abonde la flore forestière tropicale. Il y avait donc selon les lieux une grande variété de produits et de régimes alimentaires.

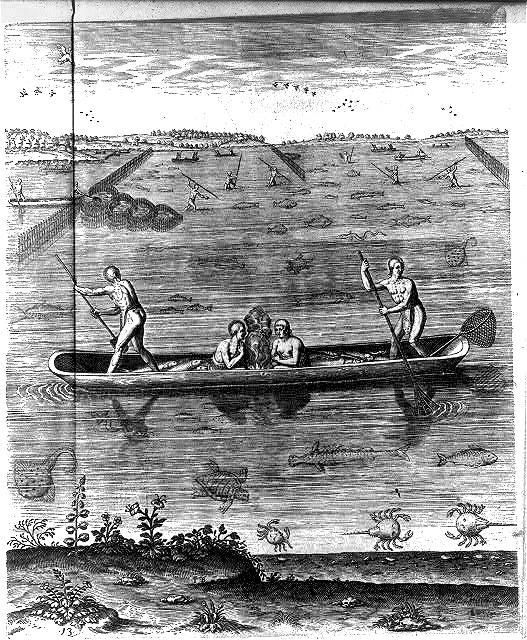
Cette gravure, datée de 1590, représente la méthode de pêche traditionnelle chez les Amérindiens en Caroline du Nord, sans doute près des Outer Banks. L'artiste accorde une attention particulière à la participation des deux sexes (voir le canot), à l'abondance de crabes, et aux déversoirs de pêche à l'arrière-plan.

Les autochtones des déserts du Sud-Ouest (les Havasupai, les Apaches, les Navajos et les Paiutes) cultivaient le piment et échangeaient avec les lointaines tribus du désert mexicain. Ils transhumaient selon les saisons entre désert et montagnes, et mangeaient des pignons de pin et les fruits des cactus. Dans les États du Pacifique, sur le territoire qui s'étend aujourd'hui de la baie de San Francisco à la frontière avec la Colombie-Britannique, les tribus du Pacifique pratiquaient le potlatch, cérémonie durant laquelle les échanges de cadeaux, les danses et les banquets resserraient les liens entre les tribus. Au potlatch régnaient les viandes rôties et les ragoûts de lapin, de même que des aliments plus exotiques comme les palourdes géantes, les huîtres, le saumon kéta fumé sur du bois de bouleau et la viande de baleine grise, d'une grande importance culturelle.

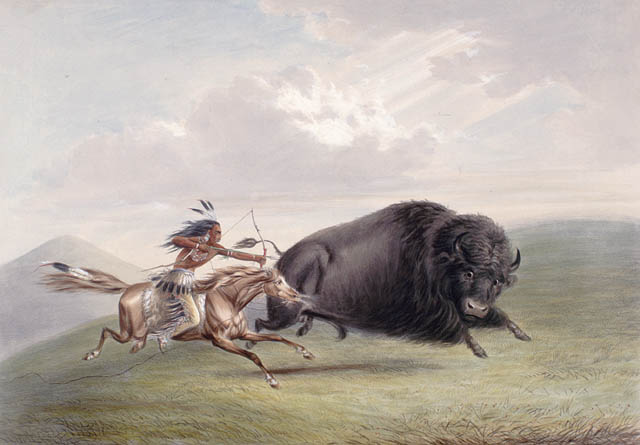
La chasse au bison par les tribus des Plaines. La chasse au tir à l'arc date de milliers d'années, mais en 1832, année de ce tableau, le cheval mustang n'était introduit que depuis trois cents ans.

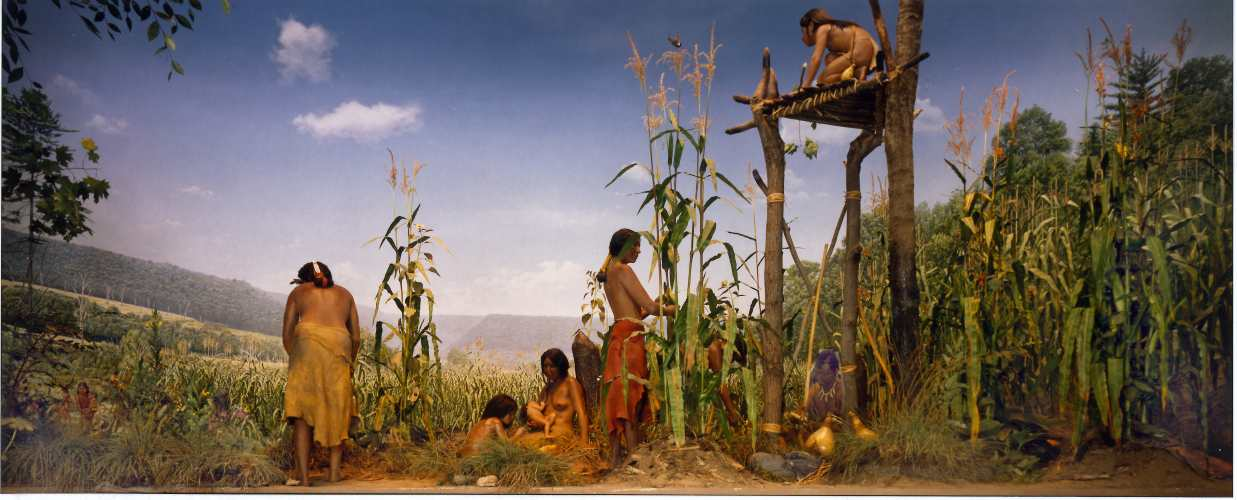
Une famille iroquoise cultive les kionhekwa, ou « trois sœurs ».

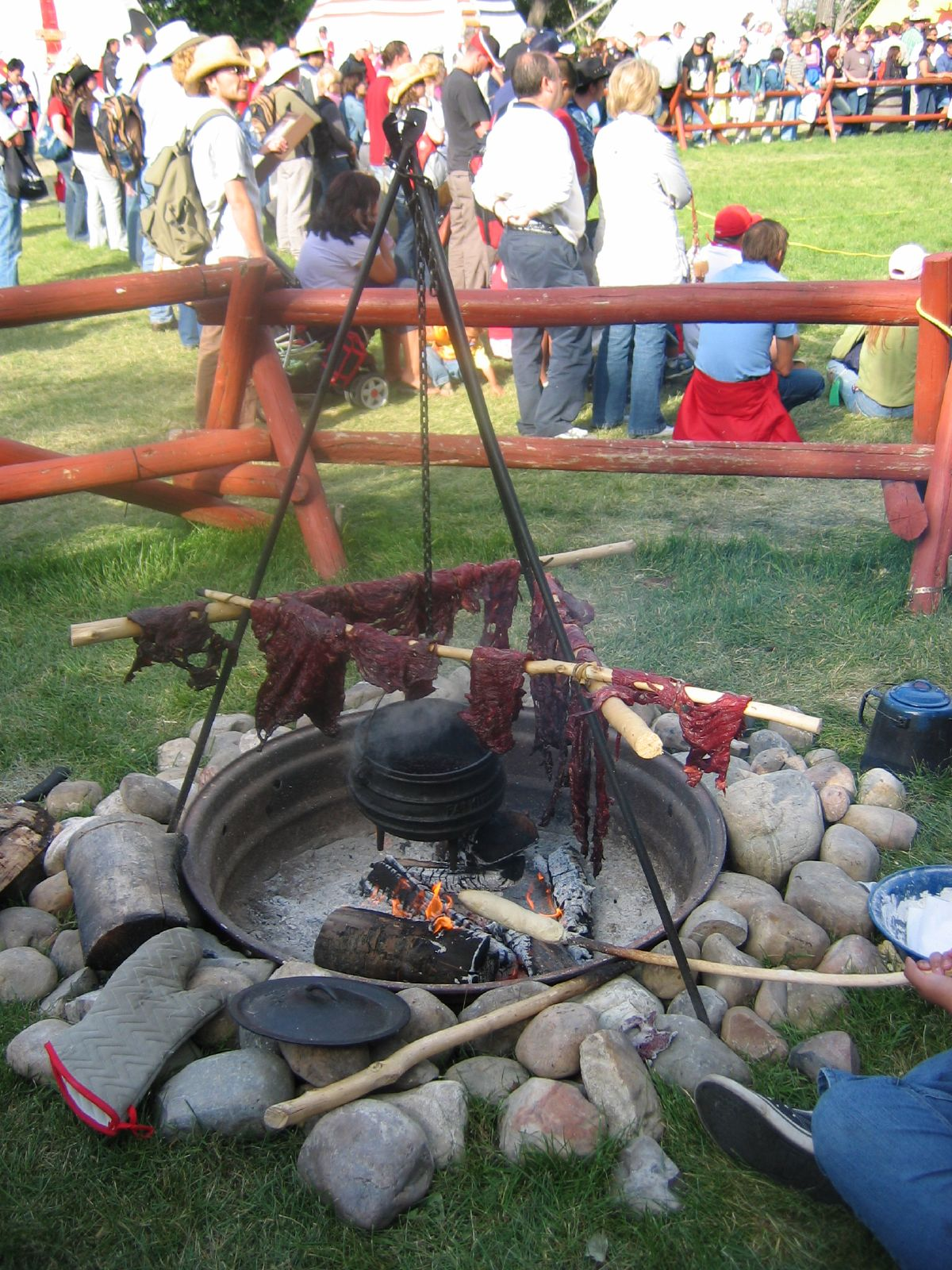
Une méthode typique de préparation du pemmican chez les tribus des prairies. Les tiges en fonte de fer sont inspirées de dessins du début du XXe siècle.

Les tribus des prairies sont connues pour la chasse au bison et tout indique qu'elles suivirent la migration des troupeaux pendant des millénaires, avant l'arrivée des Européens. Antérieures à la réintroduction du cheval en Amérique du Nord, les tribus des prairies appliquaient le précipice à bisons, technique utilisant une falaise élevée vers laquelle les chasseurs conduisaient le troupeau et d'où ils le poussaient ensuite à sauter ; ils ramassaient ensuite les bêtes au pied de la falaise pour les dépecer. La datation au carbone 14 permet de faire remonter l'activité de plusieurs sites à 10000 av. J.-C.. Dans les marécages méridionaux, y compris en Floride et en Louisiane, les Amérindiens chassaient l'ours noir pour sa graisse, sa chair et son pelage si précieux pendant les rudes mois d'hiver. Ils chassaient aussi du petit gibier comme l'écureuil gris, le colin de Virginie et la sarigue. Ils bâtissaient de petits canots et des pirogues afin de pêcher les espèces abondantes comme le poisson-chat, les moules et les palourdes d'eau douce, les écrevisses, l'achigan, l'alligator et les tortues serpentines. À l'est, les tribus côtières profitaient à la fois de la cueillette terrestre et de la pêche ; comme fruits de mer se mangeaient le crabe bleu, l'anguille d'Amérique, l'alose savoureuse, le saumon atlantique, les huîtres de Virginie, les pétoncles de baie, la chair et les œufs de tortue et le homard américain ; sur terre, on cueillait la liane de Grenade, les noix du noyer noir, les noix piquées du noyer blanc, le sirop d'érable, les noisettes américaines et l'écorce des pins blancs. Tous ces aliments se retrouvaient autour du feu où ils étaient grillés ou bouillis à l'aide de pierres chaudes. Aux Caraïbes, et beaucoup plus tard à Hawaï[réf. nécessaire], apparurent les premières méthodes de barbecue : le mot barbecue est entré en français américain par l'intermédiaire de l'espagnol des Caraïbes barbacoa, mot d'origine arawak signifiant « claie en bois, ».
Les habitudes alimentaires des différentes tribus autochtones se recoupent avec la chasse au gros gibier quadrupède et à la famille des faisans, ainsi qu'avec la culture des « trois sœurs » : les haricots, le maïs et la courge. La datation au carbone 14 fait supposer que cette triade légumineuse est originaire du sud-ouest avant de se propager lentement vers le nord et l'est, propagation pour laquelle il a fallu un millier d'années, mais la plupart des Amérindiens les cultivaient bien avant l'époque romaine. Dans presque toutes les régions des États-Unis continentaux, sauf la Californie et les zones désertiques les plus reculées, le dindon sauvage servait de viande fondamentale dont toutes les sous-espèces connues étaient chassées. Partout en Amérique du Nord les cervidés fournissaient de la viande et du cuir : le wapiti, le cerf de Virginie, le cerf mulet de même que l'orignal étaient chassés et consommés jusqu'à la dernière bribe de moelle. La viande était souvent séchée ou fumée et mélangée avec des baies séchées afin d'obtenir du pemmican.

### Colonisation européenne, 1609-1775
Plus que tout autre groupe, les Britanniques, venus d'Angleterre, du Pays de Galles, d'Irlande de l'Est, de Cornouailles, et d'Écosse ont joué un rôle clé dans le développement de la toute nouvelle cuisine américaine. Au début, les colons étaient plutôt attachés à leurs traditions d'origine et ne toléraient que ce qu'ils avaient connu dans leur pays natal ; pour eux, les « trois sœurs » étaient l'avoine, le blé, et l'orge, dont la culture s'est d'abord avérée difficile avec pour résultat la famine dans la majorité des établissements : Jamestown, la colonie de Plymouth, la Nouvelle-Suède ; dans une certaine mesure, tous les établissements hollandais agricoles connurent aussi des périodes de famine ou de difficultés dans leurs premières années. Les colons, partout où ils allaient, apportaient les graines et les bulbes à planter dont ils avaient eu l'expérience dans leur pays natal. Carottes, navets, petits pois, choux, oignons, panais, moutardes, et aulx, ainsi que de jeunes pommiers soigneusement plantés dans des fûts, sont mentionnés dans les registres des provisions qu'ils importaient au Nouveau Monde mais ces cultures ont rencontré des succès divers, car la compréhension d'un climat différent et d'un modèle différent des saisons de croissance était limitée. Le feu bactérien et les chenilles ravagèrent les vergers de jeunes pommiers et menacèrent les cerisiers et les pruniers d'autant qu'à cette époque il n'y avait pas de pesticides.
Depuis 2007, les fouilles archéologiques sont menées sur le site de Fort Jamestown. Elles indiquent que l'ignorance de l'environnement local a été encore plus désastreuse qu'on ne le croyait jusqu'à présent : les dossiers des colons de Jamestown montrent que ceux-ci provenaient pour la plupart de familles aristocratiques et que, de l'aveu même de la Virginia Company, leur intention était davantage de s'établir dans un endroit facile à défendre des pillards plutôt que de chercher un endroit approprié à la culture de la terre. L'histoire orale suggère que les autochtones Powhatans qui vivaient dans la région ne s'intéressaient pas à l'île où les colons construisirent leur fort en raison de son manque d'eau potable et de ses perspectives limitées pour la chasse. Les premiers éléments découverts lors des fouilles révèlent que non seulement beaucoup de colons périrent de dysenterie, due aux pratiques sanitaires rudimentaires, mais aussi qu'ils furent souvent contraints de sacrifier les animaux (ou tout au moins ce qui restait du cheptel encore vivant) qu'ils auraient dû garder comme reproducteurs. Le compte rendu d'un survivant indique que les habitants de Jamestown en furent réduits à se nourrir de crapauds, de rats, de chats et de serpents, et les fouilles effectuées parmi les tombes prouvent que le désespoir en conduisit certains au cannibalisme.
Pour les Anglais, en cette période, la chasse et la pêche étaient perçues comme des activités auxquelles ils n'avaient recours qu'en cas d'extrême nécessité. Pour la plupart des colons européens, elles étaient strictement réservées aux riches tandis qu'elles étaient interdites aux classes pauvres. Ainsi, les membres de la Virginia Company, marchands ou encore issus de la petite noblesse, savaient chasser, au contraire des colons arrivés plus tard au Massachusetts, en Géorgie et dans les colonies du Centre. La méconnaissance de la chasse, ou (comme dans le cas des premiers colons de Virginie) la méconnaissance des techniques élémentaires de survie se révéla funeste. D'autre part, d'après les croyances du XVIIe siècle et du début du XVIIIe siècle, les femmes ne devaient jamais travailler dans les champs, car cela « dépassait leur force physique » selon le patriarche des puritains John Winthrop ; les colons furent donc surpris quand ils virent les femmes amérindiennes planter le maïs. Plusieurs témoignages hollandais traitent les membres des tribus voisines de brutes dépourvues de toute décence et, chez les colons européens, les Hollandais ont fait partie des plus rétifs à changer leurs habitudes[réf. nécessaire]. Cet état d'esprit devait toutefois nécessairement changer pour que les colons puissent survivre ; ils comprirent rapidement que ceux qui ne travaillent pas n'ont rien à manger. À la fin du XVIIe siècle, les plantes et les animaux si prisés par les tribus indiennes de la côte est furent très bien intégrés dans le régime alimentaire des colons et les ingrédients du Nouveau Monde incorporés aux recettes de l'Ancien Monde.
Contrairement à ce qui se passait en Europe, les colons du Nouveau Monde n'allaient pas au marché pour se procurer de quoi manger car ce mode d'échange commercial ne fut établi qu'à la fin du XVIIIe siècle lorsque la guerre d'Indépendance américaine les contraignit à devenir totalement autonomes. Pendant environ cinq générations, ces hommes et ces femmes durent apprendre à vivre de la terre et seulement de la terre. Bien que le fermage se soit développé pendant le XVIIIe siècle, il était beaucoup moins commun que dans l'Ancien Monde, et les Treize Colonies britanniques n'ont jamais connu un système seigneurial similaire à celui de la Nouvelle-France. Les colonies de la Nouvelle-Angleterre se concentrèrent sur l'élevage des moutons, l'élevage laitier et le commerce, en particulier celui des poissons et des crustacés. Les poissons allaient devenir un élément de base du régime alimentaire de la Nouvelle-Angleterre. D'innombrables témoignages de l'époque coloniale écrits dans les journaux et les lettres envoyés vers l'Ancien Monde attestent de rivières et de baies remplies de bars rayés, de harengs, d'aiglefins, d'anguilles d’Amérique, d'ombles de fontaine, de saumons et, ce qui est capital, de morues. Avec le temps, la morue va devenir un élément primordial du régime alimentaire des colonies du Nord et une denrée commerciale lucrative. Les morues étaient bien sûr salées et mises en tonneaux pour être vendues sur les marchés autour de la Méditerranée, habituellement échangées contre des agrumes. Elles étaient également expédiées en France, en Espagne, ou en Angleterre, où il y avait une demande tout aussi élevée.

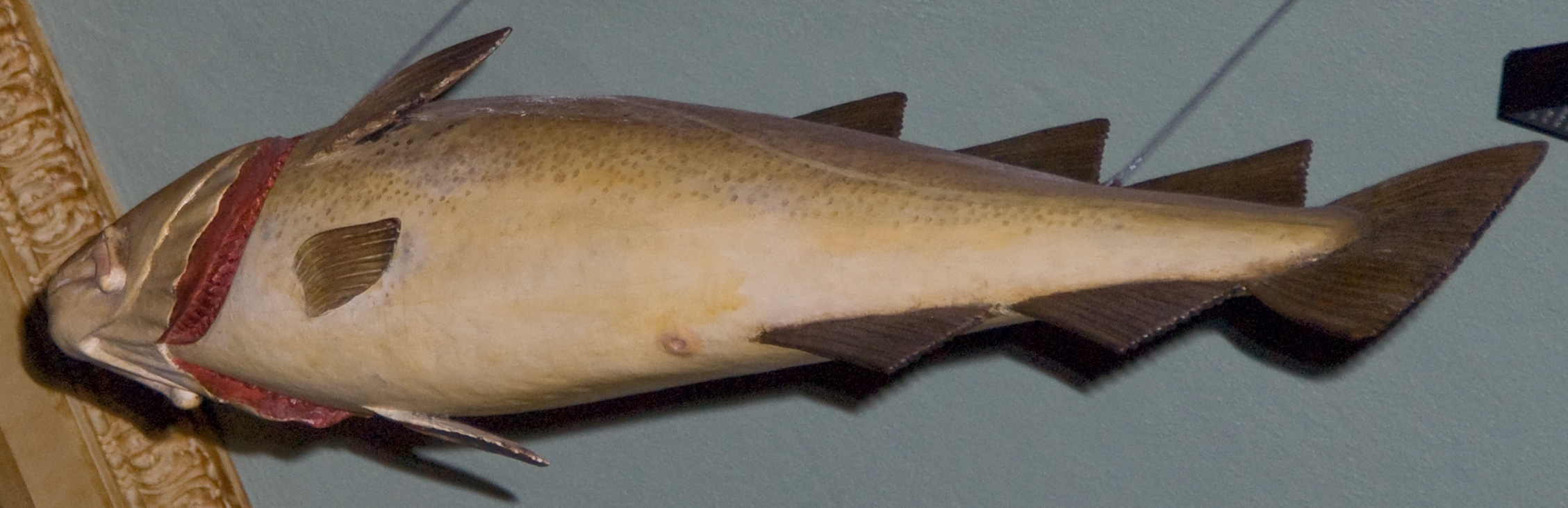
Cette sculpture pend dans l'hôtel d'État du Massachusetts ; c'est la morue sacrée de l'État. Cette troisième version de la sculpture date de 1784. Elle est le symbole de la prospérité du Massachusetts et souligne l'importance économique de la pêche à la morue. À la suite d'un canular d'étudiants de Harvard elle disparut brièvement en 1933, provoquant la panique parmi la population.

Les coquillages étaient abondants et représentaient une grande partie de l'alimentation en Nouvelle-Angleterre. Les colons découvrirent la méthode de cuisson wampanoag où les palourdes sont cuites à la vapeur d'eau de mer avec des algues, du maïs et du homard, en utilisant des pierres chaudes et du sable. Cette méthode est toujours utilisée de nos jours : on l'appelle clambake. Les huîtres et les palourdes étaient si abondantes qu'elles étaient vendues dans la rue, consommées crues sur une demi-coquille. Le nom narragansett de la palourde survit en anglais américain : quahog ) et les mots anglais du XVIIe siècle utilisés pour décrire leurs différentes tailles (countnecks, littlenecks, cherrystones, etc.) survivent aujourd'hui en Nouvelle-Angleterre, mais non dans les zones côtières d'Angleterre, où ce système de mesures a disparu depuis longtemps.

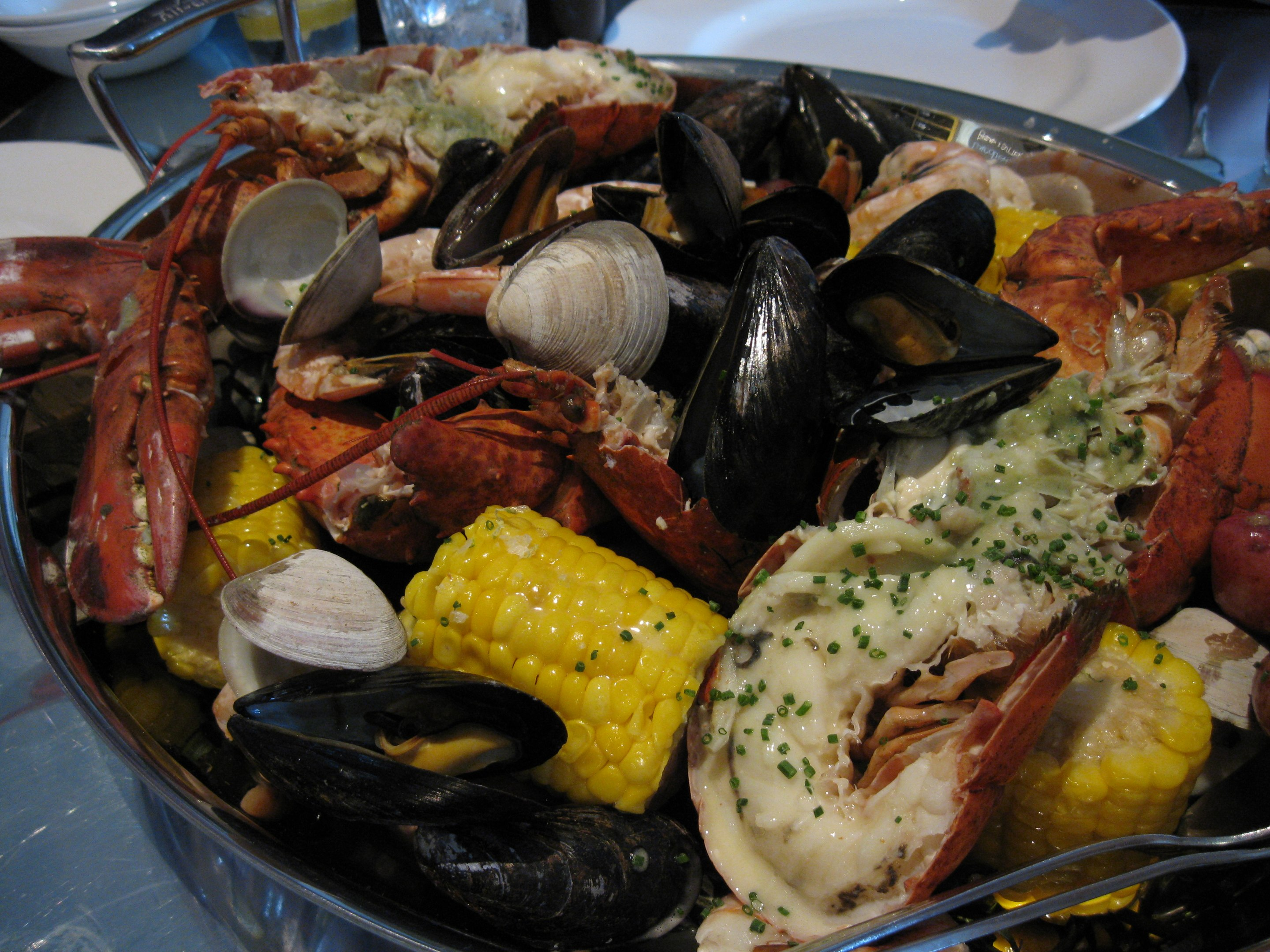
Le clambake néo-anglais. Les ingrédients ont peu changé en quatre cents ans : homard, maïs en épi, moules, palourdes, pétoncles et algues. Il se mange toujours avec les doigts.

Le commerce avec les Antilles passait par Boston qui, avec le temps, devint un port de première importance qui rivalisait avec des endroits comme Orléans ou Southampton en Europe. En retour, les marchands importaient des épices comme la cannelle, le gingembre, la noix de muscade, le poivre et le sucre, qui firent leur entrée dans l'alimentation de nombreux ménages des classes moyennes et supérieures. Le maïs, qui n'était pas au départ considéré comme une denrée de subsistance, devint un aliment de base parce que la récolte était beaucoup plus productive, même sur les plus petites parcelles de terre, que toutes les céréales d'origine européenne et, avantage supplémentaire, parce que le maïs pouvait être séché et consommé toute l'année sous forme de farine ou dans un produit nouveau connu sous le nom pop-corn. La mélasse devint à la fois un élément du commerce triangulaire avec l'Afrique et un ingrédient courant de la cuisine au XVIIIe siècle. Le chocolat, bien que toujours très rare sauf pour les classes les plus fortunées à l'époque de la révolution américaine, était connu des colons britanniques par le contact avec La Havane, Cuba et San Juan, Porto Rico (territoires de l'Amérique espagnole) ou par le commerce avec l'Espagne elle-même où les navires venant d'Amérique du Sud accostaient avec fèves et poudre de cacao.

#### Les colonies centrales
Dans les colonies du centre se forma rapidement un carrefour entre les traditions du Nord et du Sud après la fondation de la Pennsylvanie, au milieu du XVIIe siècle. Tout comme Boston, Philadelphie et Nieuw Amsterdam (rebaptisée plus tard New York) furent fondées sur des terres fertiles et fécondes. Dans le cas de New York, c'est un énorme estuaire qui s'étend sur un rayon de 40 kilomètres à partir de la pointe sud de l'île de Manhattan. Philadelphie, sa voisine, fut fondée sur le fleuve Delaware au milieu d'une grande vallée, juste au nord de l'estuaire d'un complexe fluvial très vaste où les fleuves se jettent dans la baie de Chesapeake. Les colons néerlandais et britanniques notèrent la présence d'énormes nuées d'oiseaux (en particulier d'oiseaux aquatiques et de pigeons migrateurs) dont la masse pouvait occulter le soleil pendant des heures. De nombreuses lettres envoyées en Europe vantaient la fécondité de la terre. Les traditions de l'heure du souper étaient plus égalitaires que les pratiques des anglicans des colonies du Sud ou des puritains de la Nouvelle-Angleterre. Le repas était partagé par la famille au grand complet, y compris les enfants et les domestiques. Certaines denrées alimentaires (comme le sucre, le beurre et plus rarement le thé) étaient évitées, par pénitence, en raison des tendances pacifistes des quakers et des shakers. Contrairement aux colons des autres parties du pays, les quakers des colonies du Centre s'abstenaient de rhum, produit du travail des esclaves. Les Hollandais, les Suédois et les Allemands, issus de dénominations protestantes différentes, n'avaient pas ces scrupules religieux : les Hollandais ont utilisé la future New York comme port de commerce des esclaves et se sont servis du rhum comme monnaie sur leurs navires. Quant aux Allemands, ils appréciaient l'alcool à base de céréales. Comme dans les colonies du Nord, la principale (et très britannique) méthode de cuisson était la cuisson par ébullition. Les recettes de puddings salés et celle du pop-robin abondaient dans les colonies du centre.
Des villes telles que New York et Philadelphie étaient particulièrement adaptées au commerce avec l'Europe en raison de leur importante capacité portuaire. Elles bénéficiaient également d'une longue saison où hommes et femmes pouvaient exercer leur métier sur une eau libre des glaces, ce qui était d'une importance particulière lorsqu'on compare avec les colonies plus froides de Montréal et de l'Acadie. La composition ethnique était plus diversifiée que dans toute autre partie des treize colonies, et même après la prise de contrôle par l'Angleterre des territoires néerlandais et suédois en 1664 et 1682, les immigrants ont continué à émigrer des Pays-Bas du Nord et du Sud ainsi que du Värmland et de Göteborg. Ces nouveaux immigrants ont importé leurs traditions culinaires. Les Suédois ont apporté avec eux leur amour d'un type de navet jaune qu'ils ont planté en grande quantité, si bien que le mot anglais américain pour cette plante provient de la langue suédoise : le rutabaga.
Les colons hollandais raffolaient de harengs marinés et d'anguilles. L'Hudson et les eaux autour de New York sont encore un énorme réservoir pour plusieurs espèces de harengs. Les archives de La Nouvelle-Amsterdam témoignent de l'existence d'entreprises florissantes dans l'estuaire de New York-New Jersey. Pieter Stuyvesant y est mentionné comme faisant paître ses moutons et ses bovins dans les marais salants qui bordaient sa ferme, et il existe des preuves qu'il avait projeté des vergers de pommiers et de poiriers. Un outil ménager indispensable fut importé par les colons néerlandais : un type de haut faitout en fonte appelé Dutch oven. Les ménagères hollandaises l'avaient utilisé pour cuire de tout, depuis les tartes jusqu'à la viande, la chaleur provenant de charbons ardents du foyer. Ce faitout rentre toujours dans la batterie de cuisine de base américaine d'aujourd'hui, en particulier dans la cuisine en plein air américaine. Les biscuits et petits gâteaux secs (cookies) trouvent leur origine dans les koekjes hollandais, petits biscuits de Noël à base de beurre et de cannelle. Les boules de pâte frite olykoeks néerlandaises devinrent les doughnut, largement consommés par tous les New-Yorkais dès la fin du XVIIIe siècle.

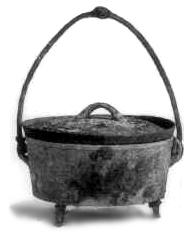
Faitout dit hollandais.

Avec la prospérité et le développement rapide des colonies du centre et des villes portuaires de New York et Philadelphie arrivèrent de nouveaux types d'immigrants qui bénéficièrent de l'aide de la Couronne britannique ainsi que de celle des Pays-Bas. On peut ranger dans cette catégorie les premiers immigrants germanophones. Les régions qui constituent aujourd'hui le centre et le sud-ouest de l'Allemagne ainsi que certaines parties de la Suisse moderne ont fréquemment souffert des guerres avec la France et de conditions d'élevage épouvantables. Comme les habitants de ces régions étaient en grande majorité protestants, ils gagnèrent la sympathie de la Couronne britannique et également celle de la famille Penn, à l'origine de la fondation de la Pennsylvanie. La plupart de ces germanophones étaient extrêmement pauvres et ils cherchèrent leur survie dans le Nouveau Monde, loin des ravages de l'Ancien Monde ; à la fin du XVIIe siècle, beaucoup d'entre eux se rendirent à Londres ou à Rotterdam afin d'y embarquer pour chercher fortune, et cette tendance se poursuivit jusqu'au siècle suivant.
En règle générale, quand ils avaient gagné assez d'argent pour racheter leur contrat de servitude, ils devenaient agriculteurs et fondaient des communautés séparées, comme celle de Germantown, en Pennsylvanie (aujourd'hui un quartier de Philadelphie). Ces immigrants et leurs familles avaient souvent subi les pires formes de pauvreté et leurs habitudes culinaires reflétaient le souci de ne pas gaspiller le moindre morceau de nourriture. Normalement, ils fumaient leurs jambons plutôt que de les saler et les abats étaient consommés, soit tels quels, comme les tripes, soit sous forme de saucisses. Le chou était le légume le plus utilisé et les pains de seigle étaient préférés aux pains de froment. La bière blonde et le cidre étaient les boissons les plus appréciées à table. S'est également perpétuée la tradition médiévale de puddings bouillis qui mélangent saveurs aigre et sucrée. Le scrapple, un pudding fait à partir d'abats de porc et de céréales, est devenu un aliment de base dans la vallée du Delaware et se trouve fréquemment encore aujourd'hui au menu du petit déjeuner.

#### Le vieux Sud
La majorité des colons qui s'établirent dans le Sud embarquèrent vers le Nouveau Monde en tant que serviteurs sous contrat ou comme esclaves africains. Les autres étaient généralement des cadets de familles européennes fortunées, qui ne pouvaient hériter des terres ou du titre de leur père. Ainsi, Nicholas Spencer, un lointain parent de Diana, princesse de Galles, fut le fondateur d'une des premières familles de Virginie. Le Vieux Sud était un monde qui était stratifié socialement. Les habitudes alimentaires d'un Sudiste dépendaient de sa classe sociale.
Au sommet de la pyramide étaient les riches propriétaires de plantations, comme Thomas Jefferson ou les membres de la famille Randolph, qui pouvaient se permettre d'acheter les denrées de luxe apportées par les navires en provenance des Antilles et d'Europe. La deuxième partie, la classe moyenne (les marchands, les apothicaires, les avocats, les commerçants, les boulangers, etc.) étaient des hommes et des femmes qui pouvaient se permettre un luxe occasionnel, mais qui étaient autosuffisants : leurs habitudes alimentaires dépendaient en grande partie des talents de la maîtresse de maison et le plus souvent les repas étaient simples mais savoureux. Dans la troisième partie se trouvaient les fermiers indépendants et les hommes qui devaient travailler à la force du poignet, et dont la majorité étaient les descendants de protestants venues des plantations d'Ulster, ou des victimes des Highland Clearances, ou encore réfugiés de la persécution, comme les Acadiens de la Louisiane. Au bas de la pyramide étaient les esclaves africains et (dans une moindre mesure) les Amérindiens. En termes de cuisine, c'est dans cette région des États-Unis modernes que l'influence du Royaume-Uni se fait le plus sentir, car elle y a moins subi les changements apportés par les immigrants du XXe siècle et du XIXe siècle, avec des influences françaises lentement assimilées plus tard.

##### Petite France sur le bayou
La Louisiane et des portions de la Côte du Golfe (Mississippi et Alabama) conservent des habitudes culinaires d'origine française contrairement au reste de la région. Les Sudistes, tout comme leurs voisins de la Nouvelle-Angleterre et de New York, avaient en général des préjugés contre la cuisine française. Dans l'édition de 1774 de son livre de cuisine, Hannah Glasse écrivit : « Telle est la folie aveugle de cet âge, qu'ils préféreraient s'en laisser imposer par un fou français, que d'encourager un bon cuisinier anglais. » Bien qu'un petit nombre de huguenots aient émigré vers les colonies britanniques, l'attitude envers la cuisine française ne changerait que beaucoup plus tard et les aliments prisés par la ménagère moyenne francophone étaient inconnus de la ménagère anglophone du Maryland.
La grande majorité des francophones de la Côte du Golfe venaient à l'origine du Poitou, de Normandie et du Maine, via la Nouvelle-Écosse et les Maritimes avant la colonisation britannique. La quasi-totalité d'entre eux étaient des paysans, et leurs habitudes alimentaires avaient un caractère rustique très éloigné de la haute cuisine, celle d'abord développée à l'époque Louis XIV par des chefs qui avaient peu de contacts avec les habitudes alimentaires des agriculteurs et des populations rurales. Après la déportation de beaucoup de Français d'Acadie par les Britanniques en 1710, ces malheureux se retrouvèrent dans une situation très difficile car les conditions en Louisiane et au Mississippi étaient très différentes de celles de la Nouvelle-France ou de la France de l'Ouest : le climat était extrêmement chaud et humide (30 °C en juillet) et l'eau était infestée d'alligators et de tortues géantes. Les pommiers ne supportaient que difficilement la chaleur et quant à l'avoine, l'orge et les navets, ils pourrissaient rapidement. Naturellement, les Cadiens n'eurent d'autre choix que de demander aux Choctaw, aux Natchez et aux Chickasaw des conseils sur la façon de vivre de la terre, et c'est ainsi qu'ils apprirent à manger de la sarigue (opossum), de la caouane (tortue alligator), du bec-fin garpique longnez ainsi que de jeunes cocodris (alligators).
Heureusement, il y avait quelques lieux qui leur rappelaient leurs origines : la Louisiane avait des prairies où l'élevage du bétail était possible, ce qui était très important pour ces descendants de Normands qui avaient besoin d'une source de protéines durant le Carême (le lait). Les huîtres et les palourdes étaient abondantes dans les marais, les crevettes et les écrevisses étaient nombreuses et, à ce jour, les Cadiens comme leurs ancêtres normands tirent une partie de leurs revenus de la pêche. La canne à sucre, un produit qui intéressait fortement l'Angleterre, mais qui ne pouvait pas être cultivé dans les colonies de l'Est, prospéra sous le soleil chaud de juillet et pour la première fois les pauvres purent à l'occasion se repaître de sucre si la récolte avait été abondante.
L'influence espagnole s'est également avérée être très forte et le commerce avec l'Empire espagnol à proximité prospérait au début, à la fois avec les ports des Caraïbes comme Haïti et d'avant-postes dans ce qui est aujourd'hui le Texas : au XVIIIe siècle, de nombreux colons en provenance d'Espagne et de la France urbaine installés dans les villes comme La Nouvelle-Orléans fondent la cuisine créole à base de piments, kumquats (appelés localement « petites oranges ») et mirliton, répandue dans les bayous, et fournissant de très bonnes sources de vitamine C. Le sanglier, un des gibiers préférés des Créoles et Cajuns, pouvaient nourrir plusieurs personnes à la fois. Le rôti de porc (mets de base espagnol) a été une bénédiction que même les pauvres occasionnellement mangeaient, contrairement à la France où tant de gens n'étaient pas propriétaires des terres et n'avaient pas le droit de posséder une arme. Les coutumes françaises s'y perpétuèrent après avoir disparu de France même : les Cadiens surent éviter la dépendance excessive du pain qui sévissait dans les régimes alimentaires de leurs cousins de l'Ancien Monde et, malgré leur situation sociale inférieure, ils n'eurent pas à subir les horreurs de la famine dont la population souffrit en France vers 1790.

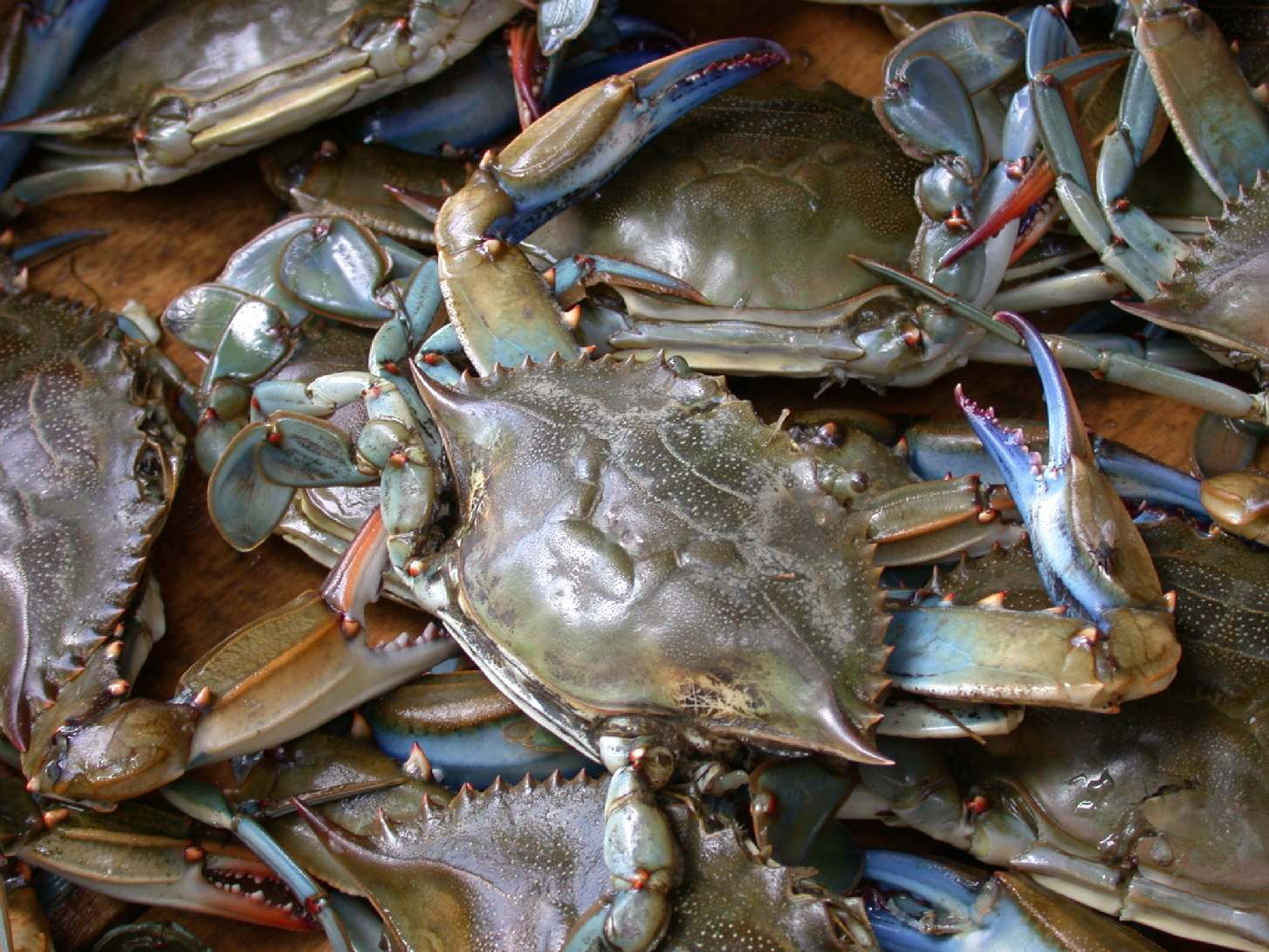
Le crabe bleu était consommé par les Amérindiens, puis devint un mets préféré des Cadiens, des émigrés d'origine britannique et des Néerlandais. Beaucoup de leurs recettes sont toujours utilisées et les Américains attrapent ces crabes chaque été à l'aide de petits pièges.

##### Le vieux dominion et ses sœurs: les colonies britanniques du Sud
Les aristocrates qui vivaient à proximité des côtes du Maryland, de la Virginie, de la Caroline du Nord, de la Caroline du Sud, et de la Géorgie avaient fait fortune dans le commerce du tabac, plante héritée des Amérindiens de Virginie orientale : les cargaisons de tabac étaient fortement cotées à la bourse de Londres et cette culture bénéficiait d'une longue période de foliation. Plus tard, ces aristocrates cultivèrent aussi l'indigo et le coton qui pouvaient être vendus à un prix élevé, ce qui généra beaucoup d'argent pour la Couronne du Royaume-Uni. Ils essayèrent d'imiter les modes de vie anglais de l'époque géorgienne et de l'époque Stuart et par conséquent leur premier instinct fut d'importer des bovins et des moutons de Grande-Bretagne afin de pouvoir en consommer la viande. Cependant, cette entreprise se révéla difficile jusqu'en 1770, puisque les colonies britanniques du Nord disposaient déjà d'agneaux de races hollandaise et écossaise. Dans les plantations, la bière était souvent brassée sur place, mais les propriétaires de plantations devaient se procurer par troc le houblon et l'orge qui poussaient très mal dans ce climat subtropical. Dans les villes qui disposaient de ports naturels, comme Baltimore et Charleston, les planteurs échangeaient leurs récoltes contre les épices venues du nord des Antilles, par exemple le piment, le gingembre, la cardamome et la noix de muscade.
Les fruits comme les pommes, les pêches et les poires avaient été introduits en Amérique par les premiers colons, et les vergers prospérèrent très tôt : la Berkeley Hundred Plantation, l'une des premières plantations de Virginie, dispose de registres sur la culture des pommes Catshead dès 1638. La première mention qui soit faite de la culture du pêcher dans les colonies britanniques se trouve dans le testament de George Minifie en 1645 : cette culture est encore aujourd'hui extrêmement importante pour l'économie du Sud. Tous ces fruits ont probablement été introduits dans le Nouveau Monde afin de pouvoir fabriquer du brandy, du cidre et du poiré, qui étaient des boissons de base à table (l'eau était rarement bue en raison de sa mauvaise qualité sanitaire). D'autres alcools arrivaient souvent dans le Vieux Sud en contrebande, le roi d'Angleterre n'ayant aucun intérêt à enrichir d'autres nations. Ainsi le xérès, le porto et le madère de la Péninsule Ibérique, le clairet de France et la canne à sucre des territoires néerlandais, espagnols et français des Caraïbes étaient très populaires : à l'époque moderne, le planter's punch et le syllabub qui sont servis à Noël dans le Sud sont en grande partie pour l'un, une réinterprétation du XVIIIe siècle de l'ancienne recette médiévale du wassail (en) et pour l'autre une interprétation de la recette ancienne de l'époque Tudor, réinterprétations qui impliquent des quantités massives de rhum des Caraïbes.

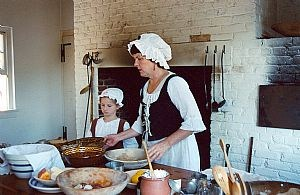
Une cuisine typique du XVIIIe siècle en Virginie. Les filles apprenaient à aider leur mère dès l'âge de sept ans jusqu'à seize ans, âge auquel elles étaient prêtes pour le mariage. À droite de la cheminée, on peut remarquer des fours qui auraient normalement été garnis de braises de bois pour la cuisson.

Le porc était un aliment de base de la table de toutes les classes. Les dossiers tenus dans les plantations indiquent que des dizaines de porcs étaient engraissés avec des arachides ou des noix, des châtaignes, des noix de caryer et des glands pendant huit mois, puis ils étaient abattus en novembre, avant les premières neiges. Les jambons étaient fumés et conservés au frais et au sec afin d'être consommés pendant le reste de l'année et même le plus pauvre paysan des montagnes faisait un voyage annuel dans les flatlands (plaines) pour y troquer ses meilleurs porcs, tout en en gardant quelques-uns pour lui-même. Les Amérindiens avaient fait connaître les noix et les fruits comme l'asimine, les noix de noyer noir, les plaquemines de Virginie, les bleuets, les fruits de la liane de grenade et les noix de pécan qui ont été intégrés dans des recettes en Angleterre, en Écosse et au Pays de Galles. Les Sudistes ont appris des Amérindiens à fabriquer un produit alimentaire essentiel à la cuisine du Sud : le hominy, où les grains de maïs sont traités avec une solution alcaline (lessi) pour créer un type de farine. De la mer venaient les crabes bleus, et un seul crabe bleu pouvait peser jusqu'à un kilogramme ; au printemps, les colons attendaient avec impatience le retour de l'alose savoureuse et du gaspareau, qui seraient fumés, un peu comme le faisaient les Écossais. L'oyster stew (ragoût d'huîtres), même si c'était à l'origine un aliment pour pauvres en Angleterre, est devenu un mets célèbre servi aux tables des classes moyennes et supérieures. Les eaux côtières du Sud ont encore aujourd'hui des bancs d'huîtres qui sont visibles à marée basse et, à l'époque coloniale, ils faisaient plusieurs fois la taille des bancs d'huîtres européens, promesse de festin.

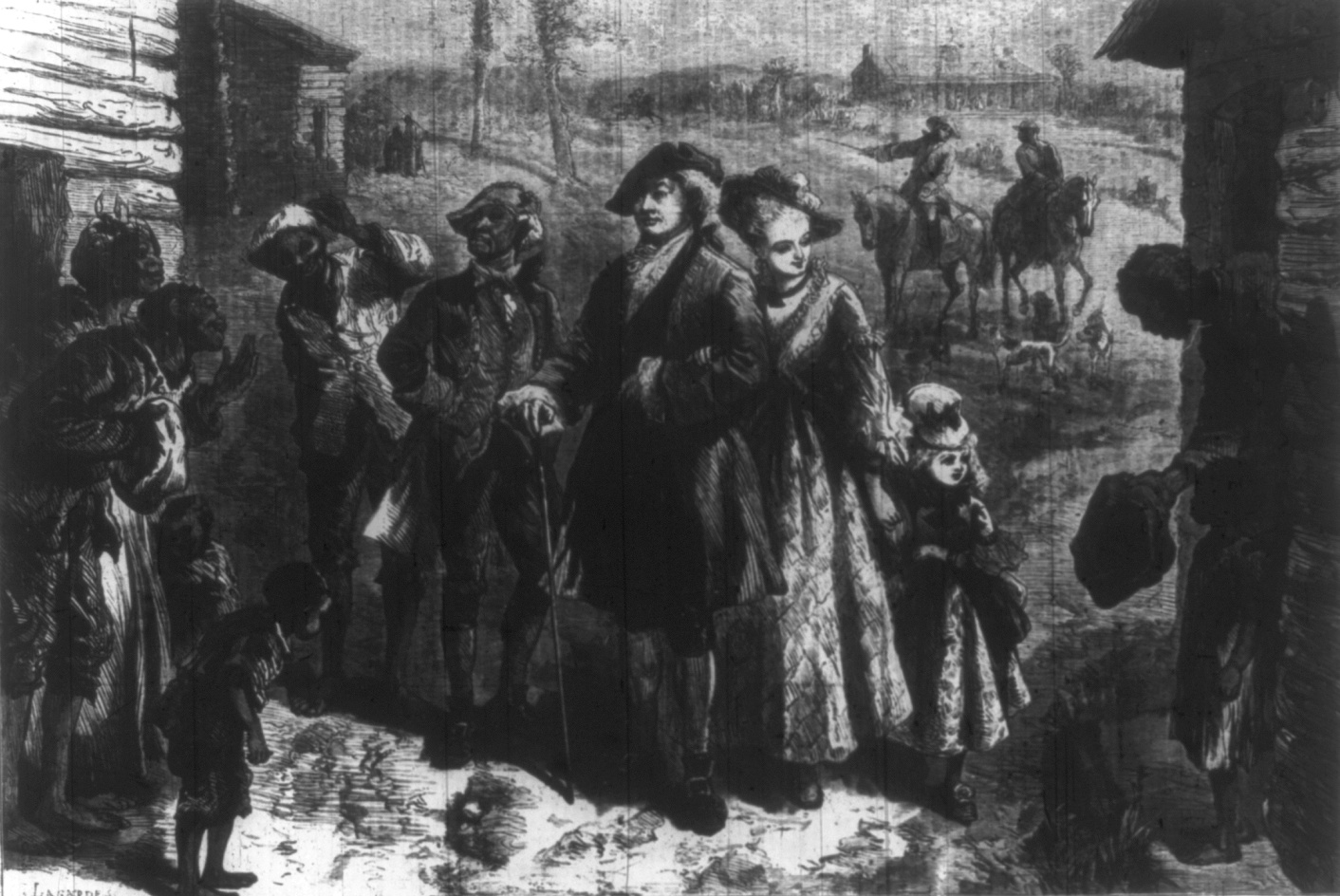
Cette illustration montre un maître en visite chez ses esclaves pendant la période coloniale, entre 1745 et 1770. La jeune fille blanche et le jeune esclave noir sont du même âge, bien qu'elle soit beaucoup plus grande. La plupart des esclaves devaient faire semblant d'être heureux de voir leur maître afin de pouvoir améliorer leur situation, y compris d'obtenir de la nourriture.

Une autre influence allait changer la cuisine américaine à jamais : celle des esclaves africains. La plupart d'entre eux venaient d'Afrique occidentale, de ce qui est maintenant la Sierra Leone, le Ghana, la Gambie, le Bénin, la Côte d'Ivoire, le Nigeria, le Mali, le Sénégal et l'Angola. Ils apportèrent avec eux les méthodes de cuisson et les ingrédients qu'ils connaissaient, en particulier les femmes, qui étaient responsables de la cuisine dans ces sociétés. D'Afrique, les esclaves étaient souvent menés dans des campements de la mer des Caraïbes, à Cuba, à la Jamaïque, à Haïti) afin d'y être dressés au travail des plantations ; c'est là que les esclaves apprirent à travailler avec de nouveaux produits, comme la canne à sucre, et de nouvelles méthodes, comme le dépeçage du bétail.
En tant qu'esclaves, ils devaient souvent se contenter de ce que leur maître voulait bien leur accorder. L'objectif principal du propriétaire d'esclaves était la rentabilité. Il cherchait à nourrir et vêtir ses esclaves à moindre coût : les cornilles et les haricots rouges furent introduits en Amérique au XVIe siècle dans ce but, car ces plantes produisaient en abondance à peu de frais et pouvaient contribuer à nourrir des centaines de personnes à la fois si nécessaire. Des sources archéologiques laissent à penser que les premiers propriétaires d'esclaves ne nourrissaient pas suffisamment leurs esclaves pour qu'ils restent en bonne santé, et la malnutrition était courante, surtout chez les enfants. Sur la plantation, les esclaves pouvaient élever leurs propres poulets, et une oie de temps en temps pour les plus chanceux (leurs maîtres ne pensaient pas que cela les détournait de leur travail), mais les morceaux de viande les plus nourrissants, en particulier ceux de bœuf et de porc, étaient réservés au maître et à sa famille : un esclave pouvait être sévèrement battu pour avoir volé ou vendu les jambons que lui et ses frères avaient contribué à fabriquer au mois de novembre, et le nombre de Noirs qui avaient accès à la cave était de toute manière restreint, parce que la plupart des esclaves travaillaient dans les champs de l'aube au crépuscule.
Les esclaves avaient droit aux restes de l'abattage, le plus souvent les abats, la tête, les pieds, ou les morceaux de viande moins nobles comme le brisket (la poitrine). Dans beaucoup de grandes plantations, les esclaves et leur famille pouvaient cultiver un petit jardin derrière leur cabane, mais tout ce qui y poussait devait avoir l'approbation du maître : les esclaves n'avaient pas le droit d'avoir de l'argent, et c'était le maître qui achetait les graines.
Pour difficile et cruelle que fût la vie des esclaves, du point de vue culinaire, elle n'était pas totalement impossible : elle obligea les femmes à devenir très créatives, à utiliser des denrées négligées par les Blancs et à se rappeler les traditions orales, transmises de mère en fille de génération à génération. Le piment était totalement inconnu des Britanniques, mais il était présent en Afrique occidentale depuis son introduction par les Portugais dans les années 1500. Il était fréquemment cultivé dans les jardins d'esclaves et couramment utilisé dans leur cuisine. Le poisson-chat, qui vit dans la vase et qui était pour cette raison dédaigné par les Blancs, était servi pané et frit à la table des esclaves et y représentait une source importante de protéines. Les écureuils, les lapins et les tortues étaient chassés avec ardeur et entraient dans la composition de ragoûts et de soupes. Le mot anglais américain local pour la tortue cooter vient du mot bambara, kuta. Il a probablement obtenu son nom en anglais américain des esclaves africains qui ont remarqué la présence de tortues de la taille d'assiettes dans les rivières et les rizières du Sud (assez grand pour que leurs femmes en fassent un ragoût) et son maître remarquant ses esclaves chuchotant et pointant le cooter avec envie.[pas clair]

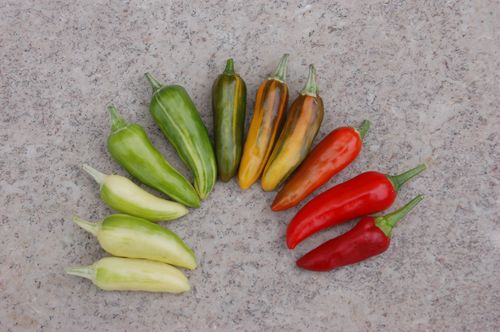
Ce piment est un fish pepper que les esclaves du Maryland cultivaient dans leurs petits jardins. Ces piments sont comestibles encore verts ou arrivés à maturité et résultent de siècles de croisements de piments africains.

Le gombo, les ignames, les patates douces et les aubergines étaient la base de l'alimentation de même que les melons de toutes sortes ; les arachides sont arrivées en Virginie avec des esclaves venus des Caraïbes au XVIIe siècle. L'apport le plus important fut cependant celui du riz : les analyses ADN montrent que le riz de Caroline est génétiquement issu de cultivars de riz connus seulement en Afrique occidentale, sur le Golfe de Guinée. Les Européens et leurs descendants ne savaient pas cultiver ni récolter le riz. Cependant, il y avait là moyen de gagner des fortunes, et les négriers étaient prêts à payer plus pour des esclaves qui connaissaient les techniques d'irrigation, de récolte et de soins à donner au riz. Au moment de la récolte, les femmes battaient le riz dans d'énormes mortiers avec des pilons en bois. Il était ensuite passé au crible dans de grands paniers ronds en herbes tressées, presque identiques à ceux en usage en Afrique, afin de séparer le grain de son enveloppe. Avec le temps, les îles au large des côtes marécageuses de Caroline du Nord et Caroline du Sud ont été transformées en d'immenses fermes pour la production du riz, ce qui rendit leurs propriétaires énormément riches, rivalisant avec la noblesse d'Europe.
La dernière catégorie dont l'influence se fit sentir dans les colonies britanniques est celle des montagnards. La majorité d'entre eux venaient du Nord de l'Angleterre, d'Irlande, et des Highlands d'Écosse ; certains étaient venus directement (les victimes des évictions des Highlands) ou indirectement (ceux qui venaient d'Ulster et les réfugiés jacobites). La plupart de ces colons arrivèrent en Amérique trop tard pour profiter des terres arables qui avaient déjà été distribuées à l'est et ils durent par conséquent aller s'implanter dans des terres inoccupées. Ils étaient méprisés en Europe et, parce qu'ils avaient souvent dû travailler sur des terres qui ne leur appartenaient pas avant de pouvoir devenir eux-mêmes propriétaires, un nouveau terme les a désignés, d'après la couleur de leur cou, acquise au travail au soleil : redneck.
Une des plus grandes contributions culinaires de ce groupe peut se résumer par cette expression gaélique : uisce beatha. À cette époque, de nombreuses formes traditionnelles de distillation étaient interdites : la première interdiction du peatreek, du poitìn et du moonshine date du règne de Charles II d'Angleterre (beaucoup de ces méthodes sont toujours interdites dans l'Union européenne). Toutefois, la distance de 3 200 km entre Londres et l'Amérique rendait la loi pratiquement impossible à appliquer. Les hommes des montagnes eurent tôt fait de profiter des nombreux cours d'eau pure et claire de leur nouveau pays afin de s'y livrer à la distillation. Au fil du temps, ils apprirent des Amérindiens d'autres méthodes, principalement parce que l'orge et la tourbe n'étaient pas disponibles dans les Appalaches : ils commencèrent à utiliser des fûts fabriqués avec du chêne autochtone et à fumer leur malt sur le bois du noyer blanc et l'érable à sucre. Ils ont également abandonné les ingrédients traditionnels (flocons d'avoine, orge, pommes de terre) pour le maïs et le sucre. Le whisky américain était né et son seul inconvénient était le mépris dans lequel le tenaient les classes supérieures qui lui préféraient le vin de Madère, moins alcoolisé.
Le régime alimentaire de ces colons reposait essentiellement sur les bouillies de céréales comme le gruau et sur les produits laitiers comme le lait caillé. La friture était le mode de cuisson préféré : il est probable que ce sont eux qui ont inventé le poulet frit par souci d'économie. De petits bosquets de pommiers étaient plantés non loin des lieux d'habitation car les pommes étaient pressées pour faire du cidre ou séchées et conservées avec soin dans des tonneaux : par temps de gel, lorsque la terre était stérile, elles représentaient une réserve de vitamines A, D et E, nécessaires à la survie. Les habitants des Appalaches faisaient cuire des sortes de crêpes avec de la pâte sans levain sur des bakestones, sortes de plaques à frire circulaires et ces gâteaux étaient connus sous le nom de clapbread, griddlecakes et pancakes, mais à cette époque la recette était plus susceptible de comporter de l'avoine, un peu comme en Écosse. Bien que la pomme de terre soit originaire d'Amérique du Sud, elle ne fut consommée en Amérique du Nord qu'à partir du XVIIIe siècle, quand elle fut introduite dans le Sud par les colons du nord de l'Angleterre et sa culture devint alors aussi importante que celle du maïs. Les colons issus de cette classe sociale complétaient leur alimentation avec du gibier : le dindon sauvage, le wapiti, la bernache du Canada, la bécasse des bois et les pigeons furent vigoureusement chassés et fournissaient à ces descendants de Celtes un festin de roi si on compare leur alimentation avec celle de leurs cousins restés au pays. Il n'y avait pas à cette époque de commerce de boucherie dans la région, et la chasse était donc le seul moyen de se procurer de la viande. Lorsque Georges III interdit aux colons de posséder des fusils, il condamna à la famine, par ignorance et par bêtise, ceux-là mêmes qui avaient aidé son père à gagner la guerre de la Conquête.

## Chefs desXXeetXXIesiècles
À la télévision : Julia Child (de 1963 aux années 1990), puis, dans les années 1970 et 1980, James Beard et Jeff Smith. Ming Tsai dans les années 1990 et début des années 2000.
Autres cuisiniers notables : Thomas Keller, Alton Brown, Charlie Trotter, Grant Achatz, Alfred Portale, Jasper White, Cat Cora, Jacques Pépin, Paul Prudhomme, Paul Bertolli, Paula Deen, Mario Batali, Alice Waters, Emeril Lagasse, Bobby Flay, Ina Garten, Tom Colicchio et Todd English.

## Repas

### Repas du matin(breakfast)

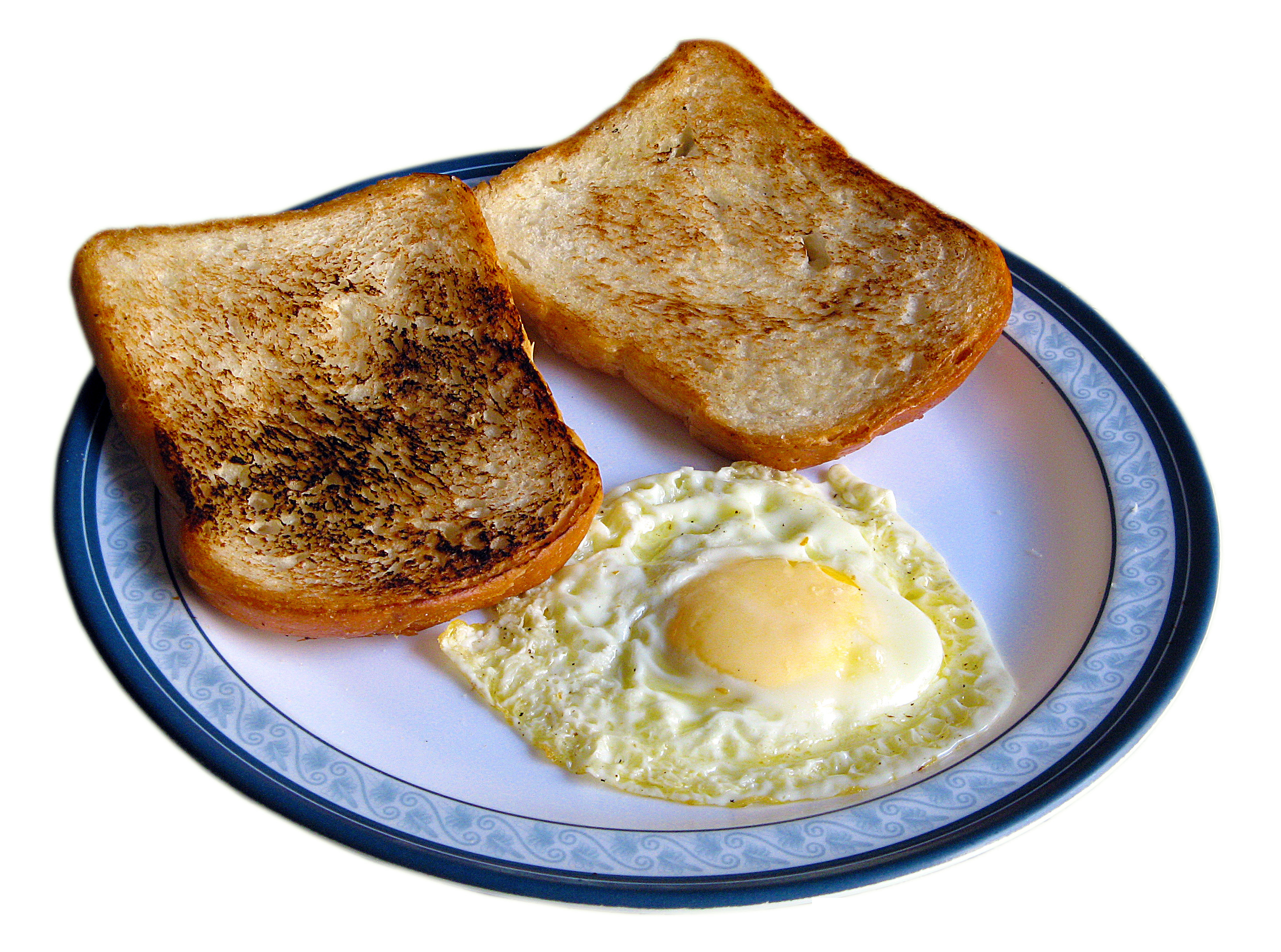
Un petit déjeuner traditionnel, avec œuf sur le plat et pain grillé.

Le petit déjeuner nord-américain, ou breakfast, est pour l'essentiel une variante du petit déjeuner anglais : œufs au plat ou brouillés, lard ou saucisse, auxquels on ajoute parfois des galettes de pommes de terre sautées ou une poêlée de celles-ci. Aux œufs se substituent des mets sucrés comme les crêpes (pancakes), les gaufres ou le pain perdu, tous les trois au sirop d'érable. Le tout s'accompagne des muffins, des fruits, mais le plus souvent de toasts : deux ou trois tranches de pain de mie grillées, tartinées au beurre ou à la confiture. Dans les États du Sud-Est, on préfère au toast des petits pains épais faits de babeurre dits biscuits, tartinés au beurre et à la confiture, ou bien arrosés de gravy (biscuits and gravy) ; sinon, on prend des grits, c'est-à-dire le gruau de maïs soit au beurre soit trempé du jus de viande.
Aujourd'hui, le petit déjeuner traditionnel est habituellement réservé au week-end et aux grandes occasions en raison du temps nécessaire à sa préparation de même que de la quantité de calories en cause. La version allégée d'un petit déjeuner américain, dit continental breakfast, se réduit au yaourt, aux flocons d'avoine ou aux céréales au lait, et s'accompagne de fruits, notamment des cantaloups, des bananes, des bleuets, des fraises et des mûres. Les pâtisseries tels que les beignes (donut) et les roulés à la cannelle sont fréquentes. Des boissons comme le jus d'orange, de pomme, d'ananas ou de canneberge accompagnent le repas.
Contrairement aux mœurs retenues dans d'autres anciennes colonies britanniques, les Américains ne boivent plus de thé au petit déjeuner. Le café est la boisson de choix depuis 1773, date à laquelle le parlement britannique voulut forcer les colons américains à payer un lourd impôt sur le thé importé. C'est en signe de protestation que les Américains commencèrent à boire du café. Le café américain est généralement légèrement caféiné (moins que la plupart des marques françaises) et servi avec du sucre et de la crème. Il est rarement servi dans une tasse, mais le plus souvent dans un mug ou dans un gobelet en carton.

### Repas du midi (lunch)
En Europe, le repas du midi est généralement le repas principal de la journée. L'Amérique, qui suivait un rythme plus agricole, négligeait le repas du midi au profit du petit déjeuner, jugé nécessaire pour se lancer au travail, ainsi que le dîner, repas pris relativement tôt. Le repas du midi n'a été pendant longtemps qu'une collation. Les entreprises restent généralement ouvertes en journée continue jusqu'au coucher du soleil. Les pauses pour ce repas sont brèves, habituellement un peu plus d'une heure. Les repas à ce moment de la journée sont généralement très simples et en particulier comprennent des soupes, des sandwichs ou des hotdogs et des salades, des aliments qui peuvent être préparés et consommés rapidement, de sorte que les gens puissent se remettre au travail rapidement. Généralement, les gens ne rentrent pas chez eux pour le repas du midi et très peu vont au restaurant, sauf pour des déjeuners d'affaires. Les adultes, qui doivent retourner au travail peu de temps après avoir terminé leur repas, restent près de leur bureau ; certains bâtiments ont des cafétérias où la nourriture préparée depuis le matin est prête vers midi. Les enfants ne quittent pas l'école avant 15 heures et généralement mangent aussi dans une cantine avec leurs amis plutôt qu'en famille.

### Repas du soir (dinner/supper)
Le repas du soir, ou dinner (supper selon les régions), est le repas principal de la journée. Les raisons de cette habitude remontent à l'ère puritaine, où la paresse était considérée comme un péché et le plaisir devait être mérité, y compris celui du repas quotidien. Le mot anglais américain breadwinner signifie en français littéralement « celui qui gagne son pain ». Plus tard, les agriculteurs et les ouvriers (dont les croyances religieuses n'avaient rien de commun avec celles des puritains) ne pouvaient que rarement faire une pause longue à midi. Dans les usines du XIXe siècle, les syndicats n'existaient pas encore et si un travailleur partait au milieu de la journée, il risquait de perdre son poste ou son salaire pour la journée. À la ferme, des familles entières travaillaient, même les enfants, et s'arrêtaient brièvement à midi pour avoir un petit repas. Quant aux classes moyennes, leurs entreprises devaient être ouvertes en permanence pour servir les clients en continu. Par conséquent, pendant la plus grande partie de l'histoire américaine, le repas du soir a presque toujours été le repas principal en fin de journée quand il est enfin temps d'être ensemble.
La cuisine est généralement de vastes dimensions, y compris dans les appartements. Elle sert de lieu de réunion et de discussion aux parents et amis et c'est là que les enfants apprennent à faire la cuisine avec leurs parents. La cuisine est littéralement au cœur de la maison, à côté du family room (salle de détente) ou bien directement reliée à la salle où se trouve la table familiale. La cuisine américaine est conçue pour pouvoir abriter, outre les classiques marmites et casseroles et leurs équivalents plus exotiques tels que woks et mexicanas ollas, divers gadgets électroniques comme les batteurs multifonctions, sorbetières, fours doubles, micro-ondes, robots de cuisine, grille-pains et mixeurs qui, pour certains, sont devenus populaires dès le début du XXe siècle aux États-Unis et au Canada et qui font partie intégrante de la manière de faire la cuisine à l'américaine.
Dans l'Amérique du XXIe siècle, le repas du soir en famille est toujours un évènement social ainsi qu'une fonction nécessaire : depuis près de cent ans, le cinéma américain et les médias reflètent fidèlement la pratique de la réunion de la famille autour de la table. Le repas du soir commence habituellement au coucher du soleil, lorsque la majorité des entreprises ferment et que les adultes sont en mesure de partir en voiture et d'aller chercher leurs enfants. À 17 h 30, les enfants et les adolescents ont terminé leurs activités extrascolaires, les plus jeunes sont sortis de la garderie et tous sont prêts à se réunir avec leur famille ainsi qu'à s'occuper de leurs devoirs ou des tâches ménagères. Une fois que chacun est à la maison, un des deux parents prépare le repas dans la cuisine puis, tous assis autour de la table, rendent grâce ; ils mangent, ils discutent, et surtout ils se rapprochent.
Les différents plats ne sont jamais servis les uns après les autres, sauf lors de repas de cérémonie ou de dîners pris dans un restaurant de luxe. Les repas à la maison sont servis family style, à la mode familiale. Le plat de service, copieusement garni, est passé autour de la table, et chacun se sert, y compris le bébé dès qu'il est en âge de manger ce qui est proposé. Le service de table est très simple : une grande assiette, une cuillère, un couteau et une fourchette, un grand verre rempli de glace pour rafraîchir la boisson. La fourchette est tenue dans la main directrice, comme une cuillère, les dents tournées vers le haut. La salade, lorsqu'il y en a, est habituellement coupée en morceaux et servie en accompagnement. Plusieurs types de mets, comme le maïs en épi, le poulet frit, les tacos, les homards, et même quelques pâtisseries, comme les whoopie pies (en) et les biscuits, se mangent avec les doigts, ce qui explique la coutume de se laver les mains avant de s'asseoir pour manger.
C'est un repas généralement plus élaboré que celui servi au repas du midi, et on peut y trouver de tout ou presque : un ragoût, un potage, une viande rôtie, un mets en cocotte, du poisson, des pâtes, ou même des sautés similaires à ceux d'Extrême-Orient. Le vin et l'alcool sont généralement absents, car il n'est pas habituel de boire devant les enfants en dehors des grandes occasions. L'attitude actuelle de l'Amérique envers la cuisine est comme sa culture, une mosaïque extrêmement éclectique où tout est permis, ce qui se manifeste à l'heure du dîner en particulier. Les enfants sont habitués à manger des mets d'origines très diverses dès le plus jeune âge. Échanger des recettes entre voisins de différents groupes ethniques n'est pas rare, ce qui a contribué et contribue encore à l'élaboration de nouvelles recettes typiques de la gastronomie américaine.

## Mets principaux

### Viandes et volailles
- Andouille de Louisiane : cette saucisse est très différente de la variété d'origine française du fait qu'elle ne comprend pas d'abats. Elle est généralement très épicée avec du poivre noir et de l'ail, et fumée au bois de pacanier pendant huit heures.
- Barbecue à la texane : depuis près de 200 ans, l'État du Texas est célèbre pour l'élevage de bétail et les cow-boys[11]. Un héritage culinaire important dans cet État, comme dans la majorité du Sud-Ouest, est donc la préférence pour le bœuf ou autres viandes mais jamais pour le porc au barbecue. Chaque partie de l'État, plus grand que la France entière, a ses préférences : par exemple, tout près de la frontière avec le Mexique, les habitants préfèrent le cabrito, un chevreau entier rôti à la broche[12]. Dans le centre du Texas, le bœuf pur, toujours pur, est généralement frotté uniquement avec du sel et du poivre noir (bien que certains restaurants soient connus pour utiliser d'autres épices), puis cuit à la chaleur indirecte du bois de noix de pécan, de chêne ou de mesquite. La sauce est généralement considérée comme inutile, mais elle peut être servie en accompagnement pour compléter la viande. Les saucisses épicées sont toujours au rendez-vous, ainsi que la bière très froide.
- Boudin de Louisiane : le boudin de Louisiane se décline en trois variétés : blanc, rouge et alligator. Le boudin blanc est presque identique à la recette originale française[13], mais les deux autres ne le sont pas : le boudin rouge ne contient pas de sang et est une invention épicée créole ; l'autre est une invention cajun à base de chair d'alligator américain.
- Bull roast : c'est une spécialité d'été du Maryland pour les fêtes avec un grand nombre de personnes. Cette tradition remonte à la fin du XVIIe siècle en Angleterre[14]. Tout d'abord, une grande fosse est creusée dans le sol et remplie de bois de pommier, puis le feu est allumé. Quand il y a suffisamment de braises, on y fait rôtir lentement à la broche pendant douze heures un taureau entier dont on a ôté la tête et les pattes et dont la chair a été frottée d'une grande quantité d'épices. Il est servi avec de la salade de pommes de terre et de la bière froide.
- Burnt ends, savoureux morceaux de viande découpés à partir de la moitié "pointe" d'une poitrine fumée.
- Caneton rôti de Long Island (Long Island roast duckling) : préparation très simple où le caneton est cuit et farci de riz sauvage et servi avec une sauce aux cerises. Cette recette date d'environ cent vingt-cinq ans[15],[16].
- Cochon de lait rôti à la hawaïenne (Hawaiian roast suckling pig) : un mets traditionnel qui était autrefois réservé aux rois et reines. Pour rôtir le porc, une grande fosse est creusée dans le sol puis est tapissée de feuilles de bananier. Des pierres de lave sont chauffées à la flamme ; une fois très chaudes, elles sont placées dans la fosse et un porc assaisonné est placé à l'intérieur. Celui-ci est recouvert de feuilles de bananier qui servent d'isolant et préservent la saveur.
- Fajita
- Huevos rancheros, un classique du Sud-Ouest, à base d'œufs. La version américaine comprend généralement des œufs brouillés, une sauce à base de tomate et de piments, du jambon, du fromage Monterey Jack et des pommes de terre. Ce mets très épicé est servi pour le petit déjeuner.
- Œufs Bénédicte (eggs Benedict) : souvent consommé au petit déjeuner ou au brunch, ce mets se compose de deux muffins anglais grillés surmontés d'une tranche de lard et de deux œufs pochés, servis avec une sauce hollandaise.
- Pain de viande (meatloaf) : un mets très similaire à la version consommée au Québec, sauf qu'il est principalement composé de viande de bœuf et n'utilise pas de lait. Il est cuit dans un moule à pain, et non pas dans une marmite, pendant environ une heure. Les autres variantes utilisent la viande de dinde hachée.
- Ponce : c'est un mets cajun préparé seulement à la maison. C'est une sorte de saucisse faite avec du porc frais, des épices, du riz et des légumes cousus dans un estomac de porc et cuite au four pendant plusieurs heures[17].
- Tourte au poulet (en) (chicken pot pie) : un plat modeste provenant des recettes du XVIIe siècle en Angleterre et au Pays de Galles, aujourd'hui disparu des régimes alimentaires britanniques. Les Américains ne consomment généralement pas de tourtes à quelques exceptions près (par exemple, les Québécois et les francophones qui vivent dans le nord de la Nouvelle-Angleterre, les Cajuns, à Noël, les immigrés jamaïcains, etc.). Ce mets contient du poulet cuit, du maïs, des carottes, des petits pois, des petits oignons et une sauce blanche à la crème. Il n'y a pas de fond de tarte, et le mets est simplement recouvert de pâte à tarte. Entre autres variantes, les Allemands de Pennsylvanie y mettent des nouilles et du bouillon.
- Poulet frit (fried chicken) : une spécialité qui trouve son origine chez les esclaves et les pauvres du Sud. La recette est simple, avec plusieurs variantes : les morceaux de poulet sont panés dans du babeurre, des œufs et une chapelure de farine et d'épices, puis frits dans l'huile de maïs. Ce mets est typiquement accompagné de pommes de terre en purée, de haricots verts et de maïs en épi.
- Poulet sur une canette de bière (beer can chicken) : cette technique consiste à faire mariner un poulet entier puis à le cuire sur le gril debout, en insérant une canette de bière légère dans sa cavité abdominale ; non seulement la bière aromatise le poulet durant la cuisson mais la canette permet aussi de stabiliser le poulet debout sur le gril, permettant ainsi une cuisson presque entièrement indirecte. Le résultat a une saveur très distincte.
- Poulet royal (Chicken à la King) : un mets composé de poulet coupé en dés dans une sauce à la crème, et souvent avec du xérès, des champignons et légumes, servis sur du pain ou des pâtes[18],[19].
- Poulet aux noix de cajou (chicken with cashews) : plat très simple dérivé de la cuisine chinoise. Le poulet est sauté dans une sauce d'huîtres avec des noix de cajou, des pois mange-tout et du poivron.

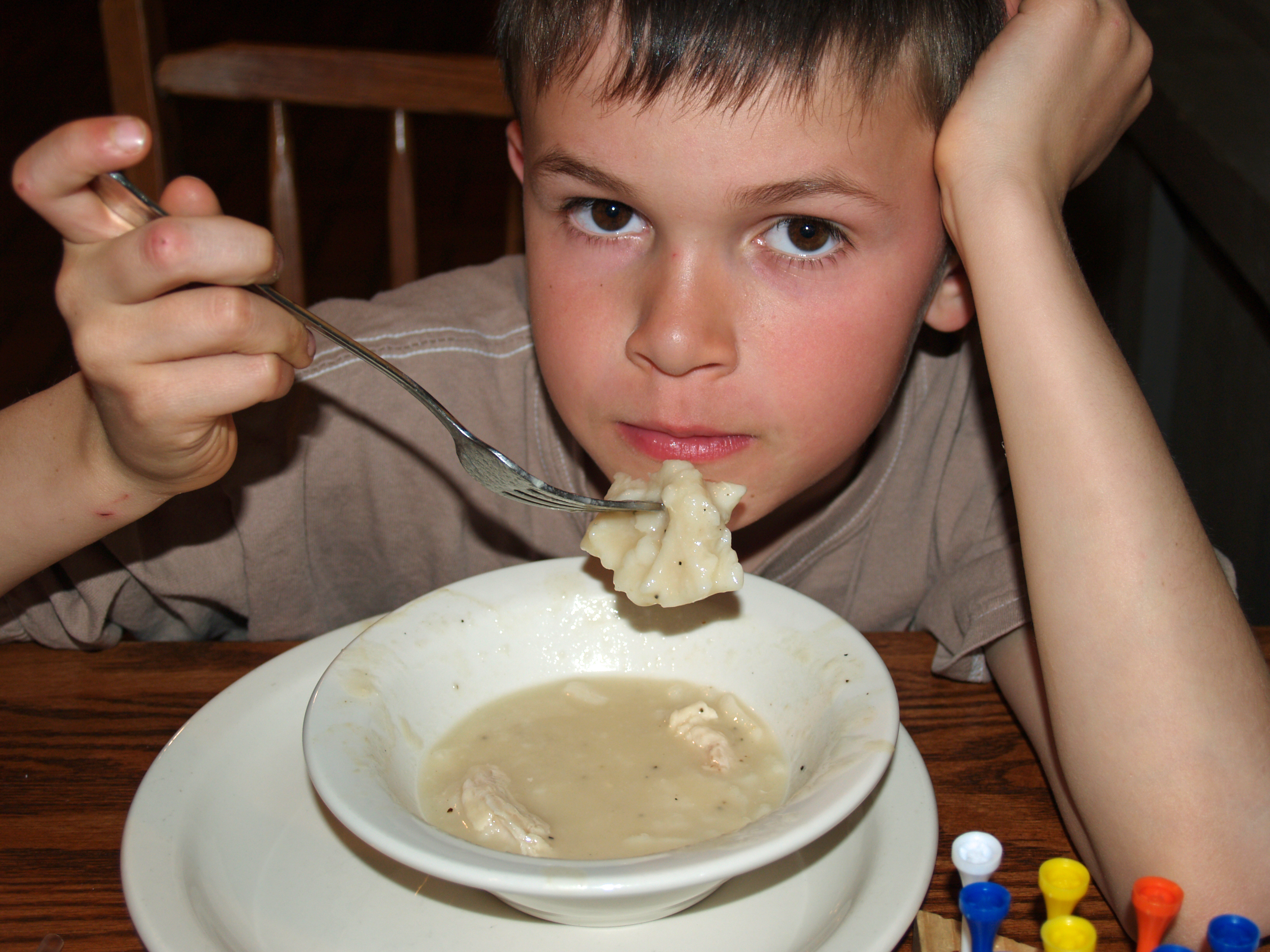
Poulet et quenelles.

- Poulet et quenelles (Chicken and dumplings) : mets du Sud dont les origines sont inconnues. Vieille d'au moins cent cinquante ans, cette recette est courante et vite réalisée pour les enfants.

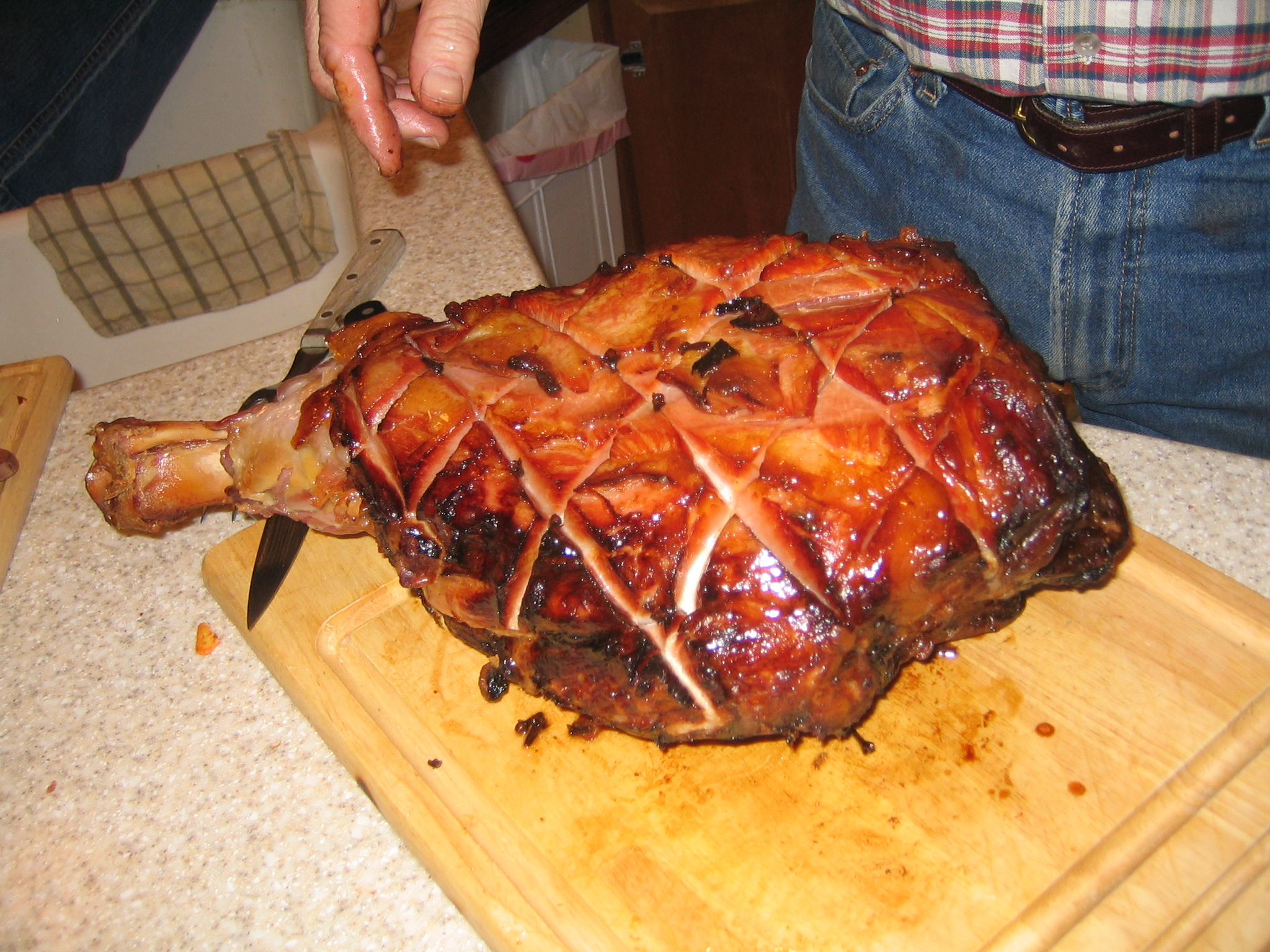
Un jambon de Virginie, prêt à être servi. Il est tout d'abord conservé à la glacière dans de l'eau pendant plusieurs jours afin de le dessaler et d'y ajouter les épices nécessaires. Il est ensuite glacé, généralement avec du miel et de l'ananas, puis rôti au four pendant plusieurs heures.

- Jambon de Virginie (Virginia ham) : dans les années 1600, les colons britanniques avaient l'habitude d'abattre leurs porcs en novembre et le traitement du jambon permettait de conserver la viande pendant une année. Aujourd'hui, leurs descendants utilisent les mêmes méthodes tout en y ajoutant un bref fumage au bois. Il est toujours de tradition en Virginie de servir ce jambon à Noël et c'est l'un des seuls endroits du pays où la dinde n'est pas la pièce maîtresse de ce repas.
- Tasso : provenant de l'épaule du porc, la viande est enrobée d'un mélange de sel et de sucre pendant trois heures. Elle est ensuite rincée à l'eau et assaisonnée avec du poivre de Cayenne et de l'ail et enfin fumée sur une flamme nue. Il s'agit d'une spécialité de la Louisiane.
- Jambon Taylor (Taylor ham) : un type de jambon habituellement servi pour le petit déjeuner et très populaire dans le New Jersey et en Pennsylvanie. Habituellement, il est mangé sur un petit pain avec des œufs et du fromage, un type de sandwich pour déjeuner.
- Jambon du Tennessee (Tennessee ham) : variété de jambon de la région des Appalaches, également produite dans l'État voisin du Kentucky. Les habitants de la région des Appalaches, tout comme ceux des plaines, aimaient fabriquer des jambons : dans l'ancien temps, ils faisaient même des jambons avec les porcs sauvages des montagnes qu'ils chassaient avec leurs chiens. Aujourd'hui, le jambon du Tennessee est salé selon la même méthode que celui de Virginie, mais il comprend souvent des ingrédients tels que les flocons de piment, le poivre noir, le miel et bénéficie d'une maturation plus longue, de deux ans. Dans certaines variantes du Kentucky, la viande est fumée au bois d'érable ou de noyer[20].

Œuvre d'art fameuse de Norman Rockwell, À l'Abri du besoin (anɡlais : Freedom from Want). Pendant une période de troubles, Franklin Roosevelt a présenté à sa nation les quatre libertés, incluant ce droit. Dans ce tableau, Norman Rockwell choisit sciemment une dinde rôtie comme le symbole d'abondance en raison des racines profondes de ce mets dans la culture américaine, particulièrement la fête de Thanksgiving.

- Dinde rôtie : Dinde rôtie: C’est le plat principal typique de Thanksgiving, bien que, comme en France, il est parfois aussi servi pour Noël. La dinde sauvage a été une source de subsistance pendant des milliers d’années avant l’arrivée des Européens et alors que c'était un aliment pour la royauté en Europe, c'est devenu un mets délicat et un symbole d’abondance pour l'Homme ordinaire du nouveau Monde: il apparaît dans les récits de la Nouvelle-France, de la Nouvelle-Hollande, des colons de la Nouvelle-Angleterre et au Sud des États-Unis. Aujourd'hui il existe des dizaines de méthodes de préparation de cet oiseau, comprenant les rôtisseries, les fumoirs et les méthodes classiques au four. Les familles parcourront des milliers de kilomètres pour se réunir autour de la table de Thanksgiving pour la fête; les amis se joindront également. Dans le Haut-Midwest, un type de riz sauvage (Zizania) est la base de la farce, tandis qu’au Texas et dans le Old South, on préfère le pain au maïs.Les herbes et les épices comprendraient n'importe quelle combinaison de sauge, d’ail, d’oignon séché, de paprika, de romarin et de thym, mais dans certaines parties du Sud-Ouest et de la Californie, la sauce mole des immigrés mexicains ou le piment fumé ne serait pas inhabituel pour une dinde beaucoup plus relevée et épicée. D’autres ingrédients populaires pour farcir l’oiseau seraient par exemple des huîtres (sur la côte Est), des saucisses, du céleri, des châtaignes, des petits oignons ou des pommes, selon les goûts et la région où habite le cuisinier.
- Travers de porc à l'américaine (baby back ribs) : une spécialité de barbecue d'été, en particulier pour le jour de l'Indépendance des États-Unis. C'est la viande tirée des côtes d'un jeune porc, en haut de la cage thoracique entre la colonne vertébrale et les côtes levées. Les travers sont fumés à basse température sur du bois de noyer, ou bien cuits au barbecue sur une flamme nue, arrosés en permanence de sauce barbecue.
- Turducken : on admet généralement que ce plat a été inventé après la Seconde Guerre mondiale mais il est probablement plus ancien. Pendant l'époque coloniale française, les hommes de haut rang en Louisiane et à Haïti ont essayé d'imiter la cuisine aristocratique. Il existe des recettes pour les volailles farcies avec d'autres volailles servies aux tables royales sous le règne de Louis XIV et même plus tôt. Des propriétaires de plantations ont ordonné à leurs domestiques et à leurs cuisiniers de reproduire les recettes de livres de cuisine importés de France, de Paris en particulier. Aujourd'hui, les descendants de ces cuisiniers en font un plat très riche avec des ingrédients indigènes des États-Unis.
- Rôti de porc du Sud (en) (pig pickin) : C’est un type de barbecue spécifique au Vieux Sud et est apprécié pour les occasions spéciales et pendant les élections. La recette varie d’une famille à l’autre, mais dans toutes les recettes, un cochon entier est fumé dans un fumoir spécial sur des charbons ardents ou une fosse est creusée dans le sol à quelques mètres de profondeur ; le sol est toujours fait d'argile rouge. Le cuisinier glacera la viande avec une sauce qui a des proportions et des variations variables avec de la moutarde jaune (celle qui contient une grande quantité de curcuma), de la sauce piquante, du vinaigre, des épices, du poivre de Cayenne, de la cassonade et de la purée de tomates. Le plat est prêt à manger lorsque la viande est assez tendre pour se détacher de l’os et que le porc entier est mangé du museau à la queue. Ceci est différent du cochon de lait cajun car il est souvent plus gros et les épices sont plus douces.
- Souper bouilli de Nouvelle-Angleterre Un parent proche du jigs de la Nouvelle-Écosse. Il s'agit généralement d'une poitrine de bœuf salé non cuite ou d'une épaule de porc qui a été fumée. Chaque morceau de viande est ensuite laissé à cuire dans une mijoteuse à feu doux avec des légumes-racines comme des pommes de terre rouges, des oignons jaunes, des navets, des panais et des épices comme des grains de poivre et des feuilles de laurier. Il cuit pendant de nombreuses heures. Un plat très similaire est appelé corned beef and cabbage, lui-même une évolution de la version du XIXe siècle du plat irlandais moderne, chou et bacon[21],[22],[23].
- Souse : type de pâté de viande préparé à partir du pied ou de la langue de porc, épicé et mariné. Il trouve son origine au XIXe siècle chez les Allemands de Pennsylvanie.
- Yankee pot roast : ce plat est sans aucun doute un descendant du pot-au-feu français et de certains plats anglais de l'époque géorgienne. Il s'agit d'un morceau de bœuf pris dans le collier de l'animal, lentement braisé dans un faitout du genre dutch-oven ou une mijoteuse pour un maximum de cinq heures avec des oignons, des carottes et des pommes de terre. Il est généralement servi avec du pain pour absorber le jus du rôti.

### Fruits de mer

#### Poissons

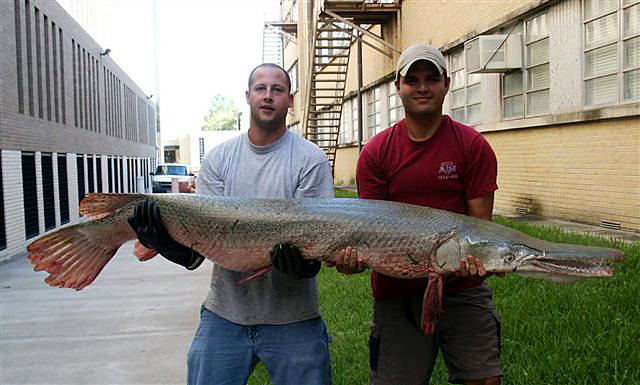
L'alligator garpique ne se trouve que dans les bayous et les rivières de l'Est du Texas, le Mississippi et la Louisiane. Le poisson sur la photographie fait environ 2 mètres de long et pèse 59 kg, mais des spécimens peuvent être deux fois plus grands. L'alligator garpique est l'une des plus grandes espèces de poissons d'eau douce aux États-Unis.

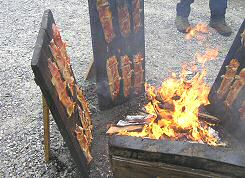
Une tradition de printemps : les aloses sont marinées et assaisonnées dans une poêle avant d'être cuites face au feu de camp.

- Alose d'Amérique (American shad) : ce poisson est particulièrement apprécié en Virginie, mais il est pêché sur toute la côte atlantique ; il est anadrome, et il nage vers l'amont au printemps pour frayer. La tradition est de fumer le poisson sur une planche de caryer sur un feu ouvert au bord de la rivière. C'est une tradition de la politique locale de le servir lors des élections du printemps[24],[25].
- Barbue de rivière : ce poisson est extrêmement populaire dans le Sud des États-Unis où il est abondant dans les rivières et les lacs du Texas à la Floride et au nord, vers la Virginie. Il est généralement servi grillé ou frit mais est surtout connu pour la manière dont il est habituellement capturé : il est fréquent que les populations locales pataugent dans la rivière et les sortent de leurs cachettes à mains nues, atteignant la bouche du poisson et s'en par les branchies.
- Bar rayé grillé (grilled striped bass) : ce mets se trouve tout le long de la côte est des États-Unis. Le bar rayé est similaire au bar européen mais la préparation varie en fonction de l'endroit. C'est un mets très populaire lors des réunions de famille[26],[27],[28].
- Grand brochet (Northern pike) : c'est un poisson très populaire dans le Wisconsin et le Minnesota, où il est abondant dans les lacs et est apprécié dans la pêche sur glace. Normalement, il est frit dans une poêle et est assez grand pour être un élément du potluck[29],[30].
- Mahi-mahi : ce poisson est apprécié le long du golfe du Mexique, au Texas et en Floride, dans les îles des Caraïbes (Porto Rico et les îles Vierges américaines) et à Hawaï. C'est un mets consommé durant l'été et sa chair est cuite en grillade. À Porto Rico, il est parfois garni de sauce à base de jus de mangue.
- Plie rouge (winter flounder) : poisson très populaire sur la côte Est, en particulier dans les eaux au large de New York et de la Nouvelle-Angleterre. Habituellement, il est désarêté, grillé au four et servi légèrement salé.
- Poisson noirci (blackened fish) : recette typique de La Nouvelle-Orléans, mais qui connaît des variations dans tous les États de la côte du Golfe du Mexique. Le poisson est trempé dans du beurre fondu puis saupoudré d'un mélange d'herbes et d'épices, habituellement une combinaison de thym, d'origan, de piment, de poivre et de sel. Il est ensuite cuit dans une poêle en fonte très chaude. Les poissons les plus couramment utilisés sont le poisson-chat bleu (Texas, Louisiane, Alabama) et le vivaneau rouge (Floride). La variante de la Floride utilise les citrons[31],[32].
- Saumon royal (king salmon, chinook salmon) : le saumon royal est natif de l'Alaska et on le retrouve le long de la côte du Pacifique jusqu'en Californie du Nord. Il s'agit de la plus grande espèce de saumon du Pacifique, pesant jusqu'à 65 kg. Il a formé une partie essentielle du régime alimentaire de nombreuses tribus amérindiennes, dont les Yupiks, les Klickitat, les Klamath et les Shasta pendant plus d'un millier d'années. Bien que menacé en Californie, il est encore suffisamment abondant dans d'autres parties de son habitat pour pouvoir être consommé régulièrement. Un saumon royal cuit au four est en mesure de nourrir trente personnes.
- Saumon fumé (smoked salmon) : les Amérindiens avaient leurs propres méthodes pour fumer les viandes. Ils en avaient également pour fumer le saumon : c'était une partie de leur alimentation à la fois sur les côtes Est et Ouest des États-Unis. Leurs méthodes sont encore utilisées aujourd'hui et le saumon fumé est un mets typique souvent servi pour le brunch ou petit déjeuner ; à New York, où il est mieux connu sous son nom yiddish, lox, il est fréquemment consommé sur des bagels au petit déjeuner[33],[34],[35].
- Sushis américains : Les Japonais ont commencé à émigrer aux États-Unis à la toute fin du XIXe siècle, principalement à Hawaï et en Californie. Ils étaient fortement impliqués dans le commerce de la pêche et ont apporté leur expertise sur la collecte d'ormeaux et de crabes. En partie à cause de l'inimitié à l'égard des camps d'internement et aussi à cause de la méfiance créée par la Seconde Guerre mondiale entre le Japon et les États-Unis, ce n'est que dans les années 1970 que les sushis sont soudainement devenus extrêmement populaires.

En conséquence, il existe de nouveaux types de sushis inventés aux États-Unis, mais inspirés des méthodes japonaises. Le Philadelphia roll est fait avec du fromage à la crème Philadelphia, du saumon fumé et de l'avocat. Le California roll est fait avec de la chair de crabe, de l'avocat et du tobiko ; il est généralement fait à l'envers de sorte que la feuille de nori (algues) entoure la chair de crabe. Le Rainbow roll est un type de sushi fait avec plusieurs poissons différents (saumon, thon, corégone) et coupé. En outre, le saumon du Pacifique est utilisé pour faire des sashimis et des chirashi, ce qui n'est pas traditionnel au Japon. C'est également un poisson grandement apprécié cru dans les sushis.
- Tambour rouge (red drum) : c'est un gros poisson de la côte Est et dans le golfe du Mexique qui peut atteindre 37 kg, mais 17 kg en moyenne. Il est très populaire auprès des pêcheurs récréatifs et ce sont ces derniers qui lui ont donné son nom : ce poisson rouge vif fait un bruit comme un tambour basse quand il pense qu'il est en danger, d'où le « tambour rouge ». En Louisiane, il est souvent un ingrédient des courts-bouillons et, dans d'autres endroits, il est souvent préparé en filet et cuit au four pour le dîner familial[36].
- Tautogue noir (tautog) : poisson particulièrement fréquent sur les côtes du New Jersey, de New York et du Connecticut. Son nom est entré en anglais et en français grâce au livre de Roger Williams, A Key Into the Language of America, introduction au narragansett. Aujourd'hui, les New-Yorkais quittent les ports de plaisance au mois de juin et passent des heures au large dans leurs petits bateaux à la recherche du spécimen parfait. Il est généralement consommé en soupe de poisson, cuit au four ou grillé[37],[38],[39].
- Truite-arc-en-ciel (rainbow trout) : ce poisson est extrêmement invasif en France, mais en Amérique, il est originaire de nombreuses régions de l'Ouest. Il est couramment servi dans les restaurants et également grillé sur un feu de camp. Il a naturellement un goût de noisette[40],[41].
- spare doré(Scup or Porgy): C'est un poisson très populaire en Nouvelle-Angleterre, dans le New Jersey et dans l'État de New York ; il est aussi bien connu en Nouvelle-Écosse. La pêche à la scup est l'une des plus anciennes entreprises de pêche aux États-Unis; il a été une source régulière de subsistance depuis l'époque coloniale. Le poisson est de la bonne taille pour tenir dans une assiette et donc une portion parfaite pour un adulte. Il a une chair ferme et feuilletée qui est généralement légèrement assaisonnée de sel, de poivre et de jus de citron, et il est cuit ou frit.

#### Crustacés et coquillages

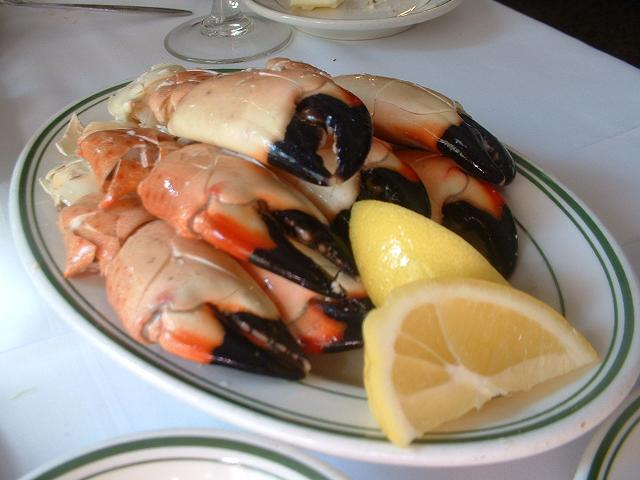
Pinces de crabe, présentation typique de restaurant en Floride.

- Couteau américain (razor clam) : considéré comme invasif en France, ce couteau est originaire de la côte Est des États-Unis. En Nouvelle-Angleterre, il est souvent mangé en clam strips (en français : « bandes de palourdes ») : la chair est découpée longitudinalement, passée à l'œuf, frite dans de la graisse végétale et servie dans un petit panier[42],[43].
- Crabe dormeur du Pacifique (Dungeness crab) : un crabe très apprécié et consommé sur la côte Ouest des États-Unis, en particulier en Californie ou à Seattle. Le crabe est souvent simplement cuit à la bière et légèrement épicé avant d'être fendu avec un maillet et mangé. D'autres recettes de crabe dormeur sont issues de traditions cantonaises, dans lesquelles le crabe est cuit à la vapeur dans un mélange de sauce soja, d'échalote et de gingembre[44],[45],[46]. C'est le crabe qui fait traditionnellement partie de la recette du cioppino.

- Crabes farcis (deviled crab) : un mets raffiné de Floride, très épicé et fortement influencé par les hispanophones de la mer des Caraïbes[47]. Une recette typique comprend de l'origan séché, du paprika fumé, de la moutarde en poudre, du xérès, de la chair de crabe royal de Floride, des piments serrano ou piments scotch bonnet et de la chapelure. C'est un mets aux saveurs explosives.
- Crabe peekytoe : ce crabe proche parent du poupard est originaire du Maine et du Massachusetts et mesure environ 13 cm de long. Il tire son nom américain de ses pattes courbées. Initialement, il a été capturé par accident dans les casiers à homard mais il est récemment devenu un mets local très populaire, servi entier avec du beurre, en salade ou en soupe. On le trouve parfois sur la carte des meilleurs restaurants de New York et de Washington[48],[49].
- Crabe royal d'Alaska (Alaska king crab) : le lieu de pêche de prédilection de ces crabes se situe près des îles Aléoutiennes dans la mer de Béring. En France, le crabe royal est très cher mais il est assez commun sur les côtes Ouest du Canada et des États-Unis. Il est généralement servi chaud avec une sauce au beurre citronné ou froid dans les salades d'avocat[50],[51],[52],[53]. Ces crabes sont énormes et, une fois préparés, ils peuvent nourrir une grande quantité de convives[54].

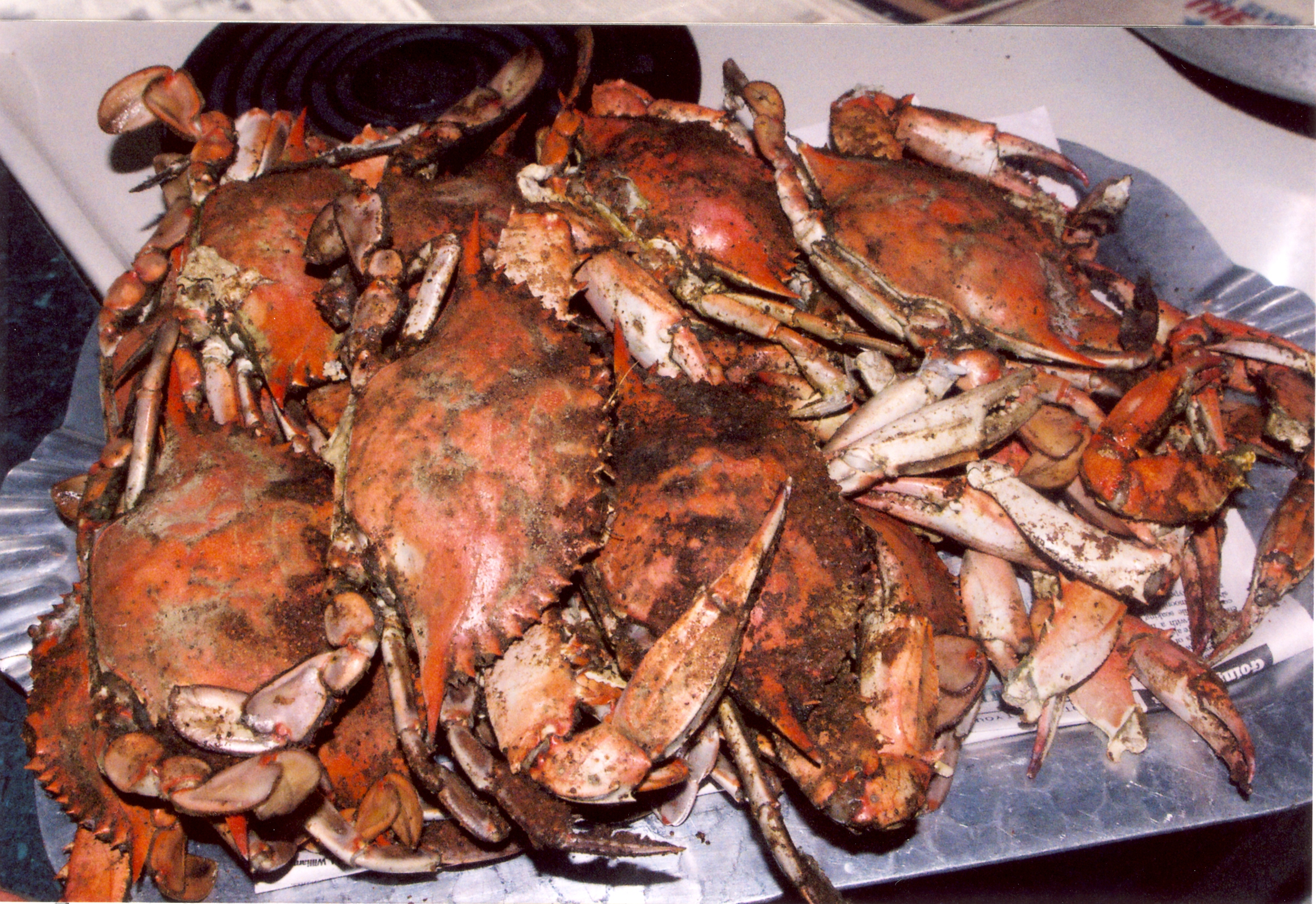
Crabes à la vapeur du Maryland. Normalement on les mange avec les doigts.

- Crabes à la vapeur du Maryland (bouillie de crabe (en)) (Maryland crab feast) : un mets estival originaire de l'État du Maryland, mais extrêmement populaire et disponible dans toute la baie de Chesapeake. Dans ce mets, les crabes bleus sont cuits à la vapeur dans un mélange de bière et de vinaigre de cidre de pomme et ensuite généreusement saupoudrés d'un mélange d'épices avant d'être servis entiers[55],[56],[57].

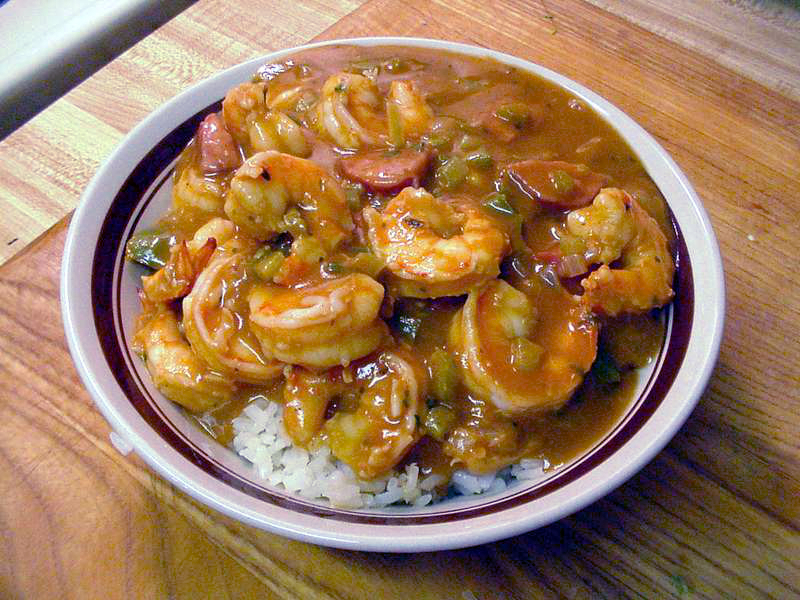
Crevettes à la créole (carry crevette).

- Crevettes à la créole (shrimp creole) : un mets hybride d'origine française, africaine et espagnole. Les crevettes sont bouillies dans une sauce tomate épicée avec du céleri, des poivrons, de l'oignon et de la sauce piquante, accompagnées de riz. Très piquant.
- Crevettes du Golfe (Gulf shrimp) : la crevette blanche est originaire de tout le Sud-Est américain. En Louisiane, la pêche à la crevette a servi d'ascenseur social aux Cajuns, aux Noirs, aux Italiens et plus récemment aux immigrants vietnamiens. Chaque groupe a apporté ses propres recettes pour les crevettes et celles-ci se sont répandues partout dans le Golfe, où, en plus de la fameuse liste du film Forrest Gump , de nouvelles recettes et saveurs sont en train de naître avec des ingrédients venus d'Europe, d'Amérique et d'Asie[58].
- Croquettes de crabe du Maryland (Maryland crab cakes) : l'origine de ce mets se trouve probablement en Angleterre mais ses ingrédients sont totalement américains. Les crabes bleus sont pêchés au large de la ville de Baltimore où ils sont très abondants. Chaque année en août se tient à Baltimore un festival pour célébrer la saison du crabe et cette croquette est le plat typique de la ville, assaisonné de poivre, de cardamome, de gingembre, de muscade et autres épices avant d'être servi avec une sauce tartare[59].
- Écrevisses au pot (Louisiana crawfish boil) : au Sud, crawfish est le nom anglais pour les écrevisses. Les crawfish ne sont jamais servies froides en Amérique. C'est une préparation typique de la Louisiane. Les écrevisses sont jetées dans une casserole d'eau épicée en ébullition avec des pommes de terre rouges, des épis de maïs, des oignons et des gousses d'ail. On les sert avec de la saucisse fumée et parfois des crabes bleus sur une table recouverte de papier journal, où on les mange avec les doigts[60],[61].
- Fausse-mactre (gaper clam) : énorme palourde qui peut peser jusqu'à 1,5 kg, originaire de l'État de Washington et de l'Oregon. La pêche de ces grosses palourdes est très populaire. Elle est en apparence très semblable à la geoduck mais la chair est moins croquante. On la prépare de nombreuses façons : en chaudrée, frite en beignet et trempée dans une sauce piquante ou à la vapeur dans le vin.
- Homard Newberg (lobster Newburg) : plat très riche à base de homard, beurre, crème, cognac, sherry, œufs et poivre de Cayenne, inventé à New York à la fin du XIXe siècle.

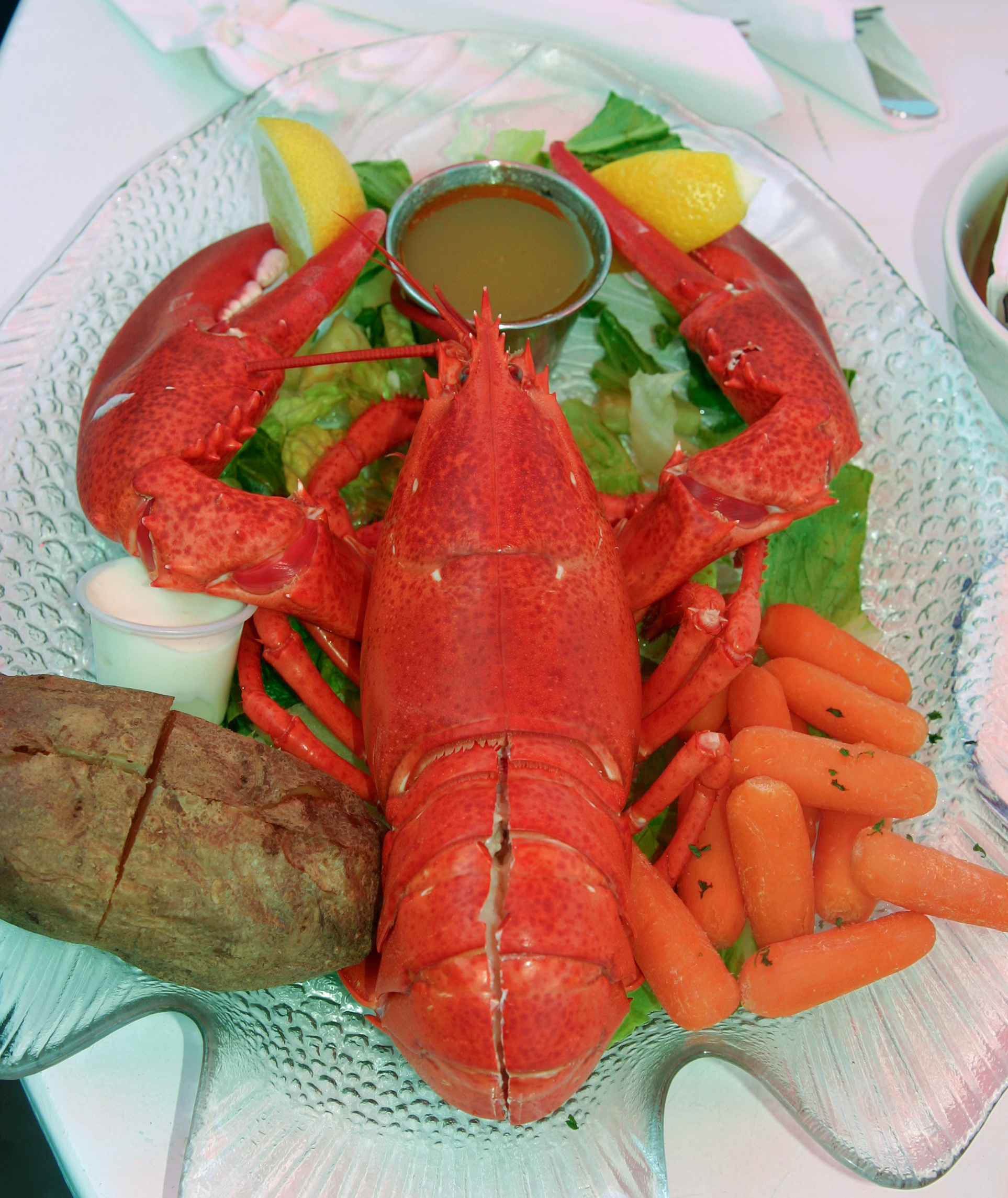
Présentation typique du homard en Nouvelle-Angleterre.

- Homard de la Nouvelle-Angleterre (New England style lobster) : en France par exemple, le homard européen est très cher mais en Nouvelle-Angleterre, et surtout à Boston, c'est un aliment traditionnel, la plupart des homards américains étant consommés du printemps à l'automne. Ce mets est normalement accompagné d'une pomme de terre au four ainsi que de beurre fondu dans lequel les gens trempent la chair du crustacé. En Nouvelle-Angleterre, il est souvent intégré au traditionnel clambake et il est alors cuit dans des algues avec des palourdes, des moules et des pétoncles[62].
- Huître d'Olympia (en) (Olympia oyster) : l'habitat indigène de cette huître se trouve entre Puget Sound, dans l'État de Washington, et la baie de San Francisco, en Californie. On ne la trouve nulle part ailleurs au monde. Les Amérindiens ont consommé d'énormes quantités de ces petites huîtres (seulement 7 cm de longueur) qui sont aujourd'hui surtout appréciées avec une bière bien fraîche[63].
- Huître de Virginie (Virginia oyster ou Eastern oyster) : cette huître est en fait originaire de la côte Est et du Golfe du Mexique, et pas seulement de Virginie. Elle est consommée sur la demi-coquille dans presque tous les États de l'Est sauf en Floride. En raison de la gamme de températures disponibles, le goût varie d'un endroit à un autre. Les huîtres de la Nouvelle-Angleterre (Duxbury, Wellfleet, Cotuit) ont tendance à être très saumâtres et sont habituellement accompagnées de vinaigre. Dans le golfe du Mexique (Houma, Galveston, Padre), elles sont cuisinées à la mode cajun ou grillées et servies avec des piments très épicés. Les huîtres de la baie de Chesapeake (Rappahannock, Chincoteague, James River) ont une saveur douce et sucrée qui en ont fait un mets estimé depuis l'époque de Pocahontas[64],[65],[66],[67],[68].
- Langoustes blanches : la Floride a une espèce de langouste qui vit sur ses deux côtes. C'est un délice local là-bas et dans le petit archipel qui comprend Key West. La plupart des langoustes sont coupées en deux dans la largeur et grillées.
- Moules californiennes : ces moules natives des côtes californiennes étaient à l'origine consommées par les Amérindiens de la région. Elles font aujourd'hui partie intégrante des cuisines du nord de la Californie. Elles sont habituellement cuites à la vapeur avec une réduction de vin blanc, d'ail et des citrons ou, plus rarement, du piment chili[69].
- Opihi : spécialité hawaïenne, un type de patelle. Ils sont souvent ramassés à la main sur les rochers où viennent s'écraser les vagues. Ils sont traditionnellement consommés crus au baby luaus, le premier anniversaire d'un enfant. Les bébés et les bambins à Hawaï sont souvent appelés « mon petit opihi » par leurs mères, car ils s'accrochent à leur maman comme un opihi à la roche[70].
- Ormeau d'Ezo : ormeaux originaires du nord du Japon. Ils ont été introduits à Hawaï il y a plusieurs années. Aujourd'hui, ils sont souvent vendus sur les marchés de Maui et la préparation la plus populaire est de les faire griller et les servir avec la sauce de soja ou de sauce tabasco[71].
- Ormeau rouge (red abalone) : pendant des siècles, les Californiens ont consommé ces ormeaux de grande taille qui peuvent atteindre 31 cm de longueur. L'intérieur de la coquille est naturellement irisé et les Amérindiens en ont souvent fait des bijoux. Pendant les premières années du XXe siècle, des pêcheurs immigrés asiatiques ont commencé à les vendre dans le commerce pour répondre à leurs plats japonais et cantonais et aujourd'hui, par conséquent, ils sont une composante de la cuisine californienne[72],[73],[74].
- Palourde jaune (butter clam) : cette palourde est originaire des côtes de l'ouest du Canada, de Washington, de l'Oregon et de la Californie où elle est très appréciée, et les Américains qui vivent ici souvent creusent pour trouver ces palourdes, à des fins récréatives[75]. Les Chumash, Amérindiens de Californie, consommaient des milliers de ces palourdes et plus tard les colons ont appris à les manger. On peut accommoder ce coquillage de diverses façons en fonction des goûts et des origines du cuisinier. Il y a des centaines de recettes locales, tout ceci à partir des variations californiennes de spaghetti alle vongole napolitains ou sautés cantonais en sauce aux haricots noirs, ou même mangées crues avec de la sauce chili[76].
- Palourde royale (geoduck clam) : à l'origine mets raffiné des tribus amérindiennes des États de Washington et de l'Oregon, cette palourde géante est maintenant très appréciée par les immigrants asiatiques et les habitants du nord-ouest du Pacifique. Le nom anglais vient de l'expression nisqually « Gwe-duc! » (en français : « Creusez profondément ! »)[77],[78]
- Pinces de crabe : un des rares exemples de fruits de mer servis froids en Amérique. C'est une préparation très simple où les pinces sont cuites à la vapeur, réfrigérées et servies sur de la glace pilée avec une sauce tartare rouge à base de raifort. Chaque région utilise un type différent de crabe : en Nouvelle-Angleterre, on utilise les crabes nordiques, en Alaska les pattes de crabe des neiges ou de crabe royal, en Floride le crabe royal de Floride[48],[79],[80],[81].
- Mye : il s'agit d'une espèce de grand bivalve à coquille mince originaire de la côte Est, très populaire à New York et en Nouvelle-Angleterre. Les myes sont très simplement cuites à la vapeur dans une marmite remplie d'eau de mer, de persil, de jus de citron et d'ail. Elles sont ensuite servies avec leur coquille dans deux petits bols, l'un rempli d'eau tiède pour enlever tout le sable, et l'autre avec du beurre chaud pour tremper la mye. Ce plat se mange avec les doigts[82],[83],[84].
- Palourde pismo (pismo clam) : palourde indigène de la Californie du Sud, particulièrement appréciée des habitants de la région de Santa Barbara. Il existe un festival de palourdes à Pismo Beach chaque année depuis la fin de la Seconde Guerre mondiale[85]. Sa taille peut atteindre celle d'une main d'enfant de 10 ans. Elle se consomme farcie avec de la chapelure et du beurre, cuite dans le sable, frite dans la farine de maïs, ou encore dans les soupes de style japonais[86],[87]

### Sandwichs
Les sandwichs américains ne nécessitent généralement pas de couverts.
- Beef on weck : un sandwich du nord de l'État de New York et de la région voisine des chutes du Niagara. Il fut inventé par un boulanger allemand il y a un siècle. Le rosbif, cuit saignant à basse température, est coupé en tranches fines. La viande est ensuite mise dans un Kummelweck (petit pain allemand au carvi) avec le jus du rôti et du raifort. Le sandwich est servi chaud avec un gros cornichon.
- Club sandwich : le club sandwich est une préparation composée la plupart du temps de deux étages de garniture, séparés par des tranches de pain. Il est normalement coupé en quartiers, qui sont disposés à la verticale, la pointe vers le haut, et retenus par des cure-dents.
- Hamburger : plat connu dans le monde entier. Il en existe des centaines de variations aux États-Unis et dans le monde. Les burgers seraient originaires d'Hambourg dans le nord de l'Allemagne ou crées par des immigrants allemands en Amérique; Ils sont arrivés plus tard en France au lendemain de la Seconde Guerre mondiale, avec des soldats américains fournissant la recette. Aujourd'hui, selon l'état, on peut en trouver à tous les goûts. Ces derniers ont été popularisés par les fast-food américains comme MacDonald's.

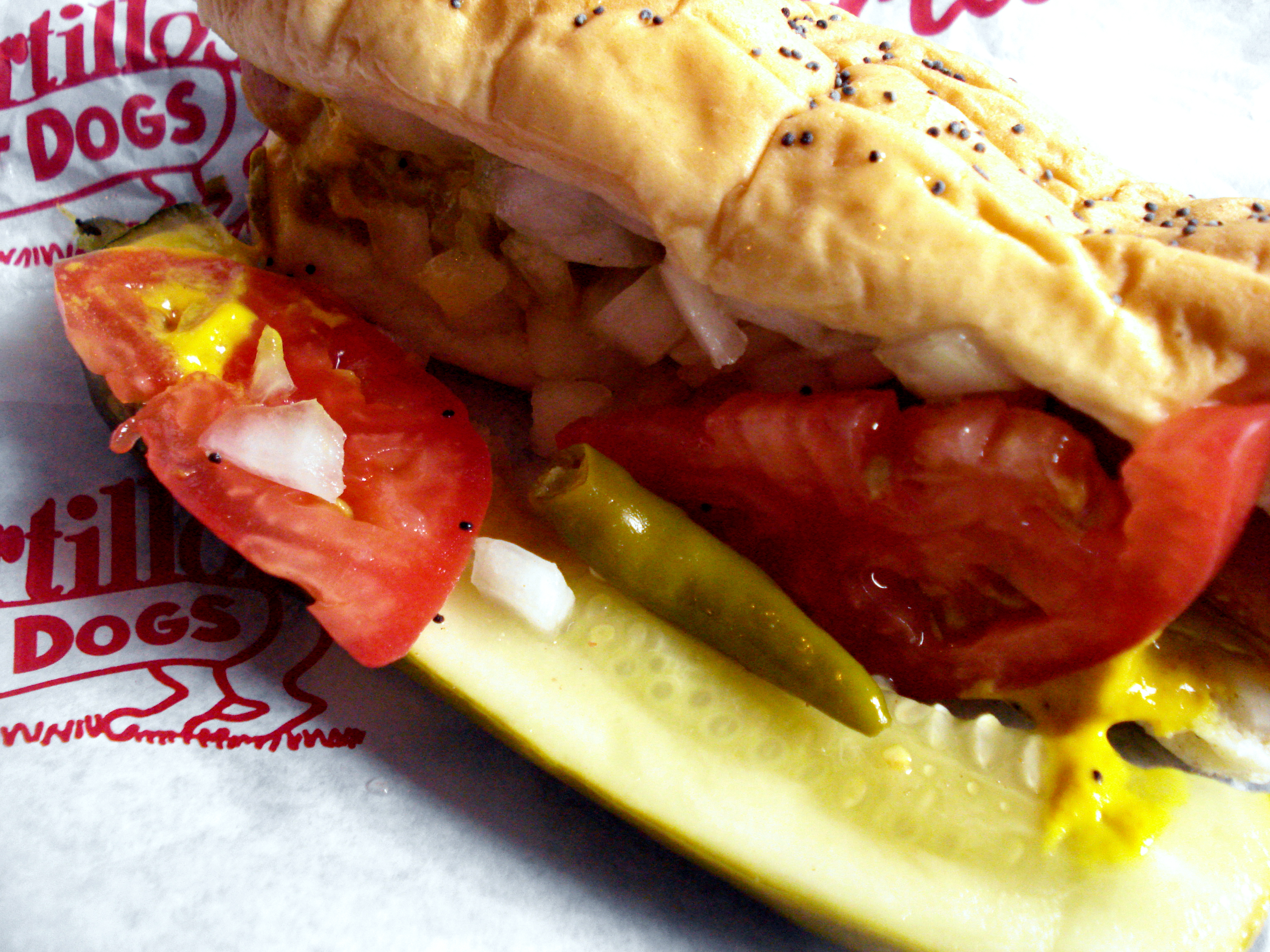
Hot-dog de Chicago.

- Hot-dog : un descendant des saucisses de Vienne et de Francfort. Il en existe des centaines de variations dans tout le pays mais, à la base, c'est une saucisse grillée sur le feu et servie sur un pain avec de la moutarde douce et de la choucroute.
- Lobster roll : Ce sandwich est très populaire en Nouvelle-Angleterre et à l'est de Long Island. Il est habituellement consommé en été. La garniture contient de la chair de homard cuite et refroidie et peut contenir de l'échalote verte, du sel, du poivre, de la laitue, du céleri ou du jus de citron, avant d'être mélangé avec de la mayonnaise et servi sur un pain à hot-dog éventuellement grillé. Autres variantes de New York, de Long Island, et du Connecticut occidental ont un petit pain grillé avec une grande quantité de beurre clarifié.
- Monte Cristo sandwich: un classique de la cuisine des diners, restaurants typiques nord-américains qu'on retrouve par exemple sur la route 66. Il s'agit d'un croque-monsieur imbibé d'un mélange d'œuf, de parmesan râpé, de lait concentré, de noix de muscade et de poivre. Il sera ensuite grillé et servi généralement recouvert de sucre glace ou de sirop d'érable[88].
- Philly cheesesteak sandwich : sandwich composé d'une baguette molle fendue longitudinalement et rempli de rosbif tranché finement, d'oignons sautés et surmonté de provolone fondu. C'est une nourriture de rue, le mets emblématique de la ville de Philadelphie.
- Sandwich BLT : un sandwich très simple. Il comprend quelques tranches fines de bacon rissolé, de la laitue et de la tomate sur du pain grillé avec de la mayonnaise.
- Sandwich de Bologne : un sandwich traditionnellement fait de rondelles de saucisse de Bologne, parfois frites, dans du pain blanc, accompagné de plusieurs condiments.
- Sandwich aux boulettes de viande (meatball sandwich) : un sandwich inventé par les Italo-Américains pour utiliser les restes du repas du dimanche. C'est un sandwich fait de boulettes de viande de bœuf, de sauce tomate et de mozzarella, servi chaud sur une baguette molle. Dans la culture populaire, ce sandwich est un sujet d'une chanson sur l'album des Ramones, The Family Tree et a été un des aliments préférés de Joey Tribbiani dans Friends, une sitcom[89].
- Sandwich French dip : sandwich inventé dans un restaurant du nord de Los Angeles en 1908, vraisemblablement par un nommé Philippe Matthieu. C'est un sandwich servi sur un pain kaiser avec de très minces tranches de rosbif trempées dans du bouillon. Il est servi chaud, avec le jus de cuisson de la viande, « au jus », selon l'expression américaine.
- Grilled cheese : il s'agit d'un sandwich très simple souvent consommé au déjeuner. Les écoles des États-Unis servent fréquemment ce sandwich aux enfants et aux adolescents, car c'est un bon petit plat facile à faire rapidement. Il consiste en deux tranches de pain grillé avec du fromage suisse fondu, du cheddar ou du fromage américain. Il est souvent servi avec une petite tasse de soupe à la tomate. Autres variantes incluent le jambon.
- Muffuletta : sandwich arrivé avec les immigrants siciliens. C'est un sandwich très épais fait sur un pain sésame avec une salade d'olives, de la viande et du fromage suisse.
- Sandwich polonais de Chicago Maxwell Street Polish : une spécialité de Chicago où il existe 185 000 locuteurs de langue polonaise[90]. Il s'agit d'une saucisse kielbasa grillée surmontée d'oignon grillé et de piments, servie comme un hot-dog, dans un pain avec de la moutarde.
- Sandwich petit-dejeuner (Breakfast sandwich) À ne pas confondre avec son cousin irlandais, la recette du sandwich et ses variantes se retrouvent dans tout le pays. En général, la recette comprend une garniture d'œufs brouillés, de fromage fondu chaud et un choix de bacon, de galettes de viande de saucisse ou de jambon. Le pain est soit un muffin anglais, un bagel ou, dans le Sud, un biscuit.
- Po' boy : ce sandwich est un classique de la Nouvelle-Orléans, on dit parfois qu'il a été inventé par un opérateur de tramway noir lors d'une grève en 1929. C'est un sandwich composé de porc ou de fruits de mers comme des crevettes frites ou des huîtres frites servies quelquefois avec une moutarde épicée créole, des cornichons ou de la laitue. Ce sandwich était à la base consommé par les plus pauvres.
- Sandwich Reuben : un sandwich fait de corned-beef, de fromage Fromage suisse, de moutarde et d'une vinaigrette crémeuse. Il est généralement servi chaud.
- Sandwich à la saucisse et au poivron sausage and pepper sandwich : il s'agit d'un sandwich très populaire à manger dans la rue et pendant les matchs de baseball des Yankees de New York, des Phillies de Philadelphie, des Orioles de Baltimore, et des Red Sox de Boston. C'est une recette très simple dans laquelle des saucisses italiennes aromatisées au fenouil et à l'anis sont mélangées avec de l'origan, des tranches de poivrons rouge et vert, de l'huile d'olive, des oignons hachés et de l'ail émincé. Elles sont ensuite cuites au four ou sautées et servies sur une baguette de pain avec du sel et du poivre[91].
- Sloppy joe : plat constitué de viande hachée assaisonnée d'oignons, de sauce tomate ou de ketchup servie dans un pain à hamburger.

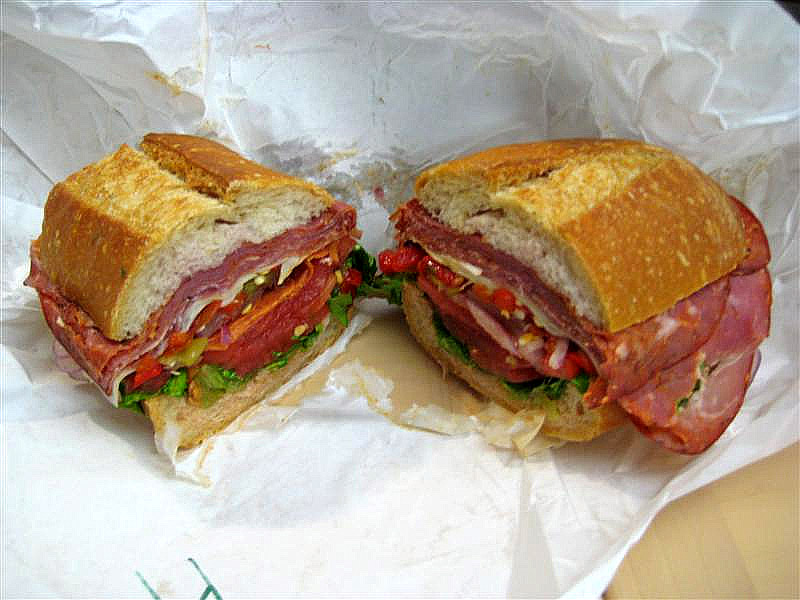
Sandwich sous-marin.

- Sandwich sous-marin (submarine sandwich) : sandwich composé d'un pain long fendu longitudinalement et garni de différentes viandes, fromages, légumes, condiments et sauces. Il y a des centaines de variantes de ce sandwich à travers le pays et les ingrédients peuvent être combinés de multiples façons : bœuf, dinde, mozzarella, salami, mortadelle, avocat, laitue, tomate, piment, concombre, oignon, jambon, cheddar, etc. Initialement, c'était le déjeuner des immigrés de la classe ouvrière italienne, consommé sur le lieu de travail et confectionné par l'épouse qui surveillait son budget.

### Riz et céréales
- Baked ziti : mets inventé par les Italo-Américains, un parent du plat sicilien pasta al forno. Il est fait avec de la sauce tomate, de la ricotta, des saucisses, du bœuf haché, des oignons, des champignons et de la mozzarella. Il est cuit à la cocotte et servi très chaud, les nouilles étant généralement soit des penne, des ziti ou des rigatoni.
- Étouffée : un mets épicé de la Louisiane qui fait partie du patrimoine de la cuisine créole et de la cuisine cadienne. On fait d'abord un roux foncé à partir de beurre clarifié et on ajoute des poivrons, des oignons et du céleri, le tout coupé en dés. On ajoute ensuite du poivre blanc, du poivre noir, du paprika, de l'ail haché, du sel et de la sauce tabasco afin d'assaisonner et de relever le goût. Enfin on ajoute, au choix, des écrevisses, du crabe ou des crevettes, ainsi que des oignons ou des tomates pour la version créole. On sert ce mets avec du riz.
- Dinde tettrazini (turkey tetrazzini) : un mets très riche dont le nom vient de la cantatrice italienne Luisa Tetrazzini. Des tranches de blanc de dinde sont couvertes d'une sauce à la crème parfumée au sherry, au parmesan et aux amandes, servies avec des penne ou des linguini.
- Hoppin' John : mets très ancien, précieux en particulier pour les Afro-Américains : il a été importé d'Afrique de l'Ouest par les esclaves.
- Jambalaya : ce mets est une véritable fusion de plusieurs cuisines différentes. Les Africains ont ajouté le riz, le gombo et les épices, les Français ont ajouté l'andouille, les oignons et les poivrons et les Espagnols ont ajouté leur méthode de cuisson, une variante de la paella. C'est le mets typique de La Nouvelle-Orléans depuis deux cents ans.
- Macaroni au fromage (macaroni and cheese) : ce mets très célèbre trouve son origine dans le sud des États-Unis, probablement chez les Afro-Américains. C'est un mets de base dans tout le pays.
- Pizza new-yorkaise (New York-style pizza) : la plus ancienne variété de pizza originaire des États-Unis. C'est la plus proche parente de la pizza napolitaine car la recette de la sauce et de la pâte ont peu changé. Cependant, contrairement aux recettes napolitaines, elle est beaucoup plus grande, n'est pas cuite dans un four à bois et ses garnitures sont incroyablement variées, certaines incluant des morceaux de poulet, des palourdes ou des brocolis.
- Pizza de Californie : (California-style pizza) : pizza célèbre pour ses associations bizarres d'ingrédients et l'importance accordée aux légumes frais. On peut y trouver des ingrédients aussi variés que des épinards, du fromage de chèvre, des œufs frits, de l'huile de chili asiatique, des crevettes, des courgettes, du curry, des piments, de la laitue romaine et de l'huile d'olive pressée à partir des oliviers Mission.

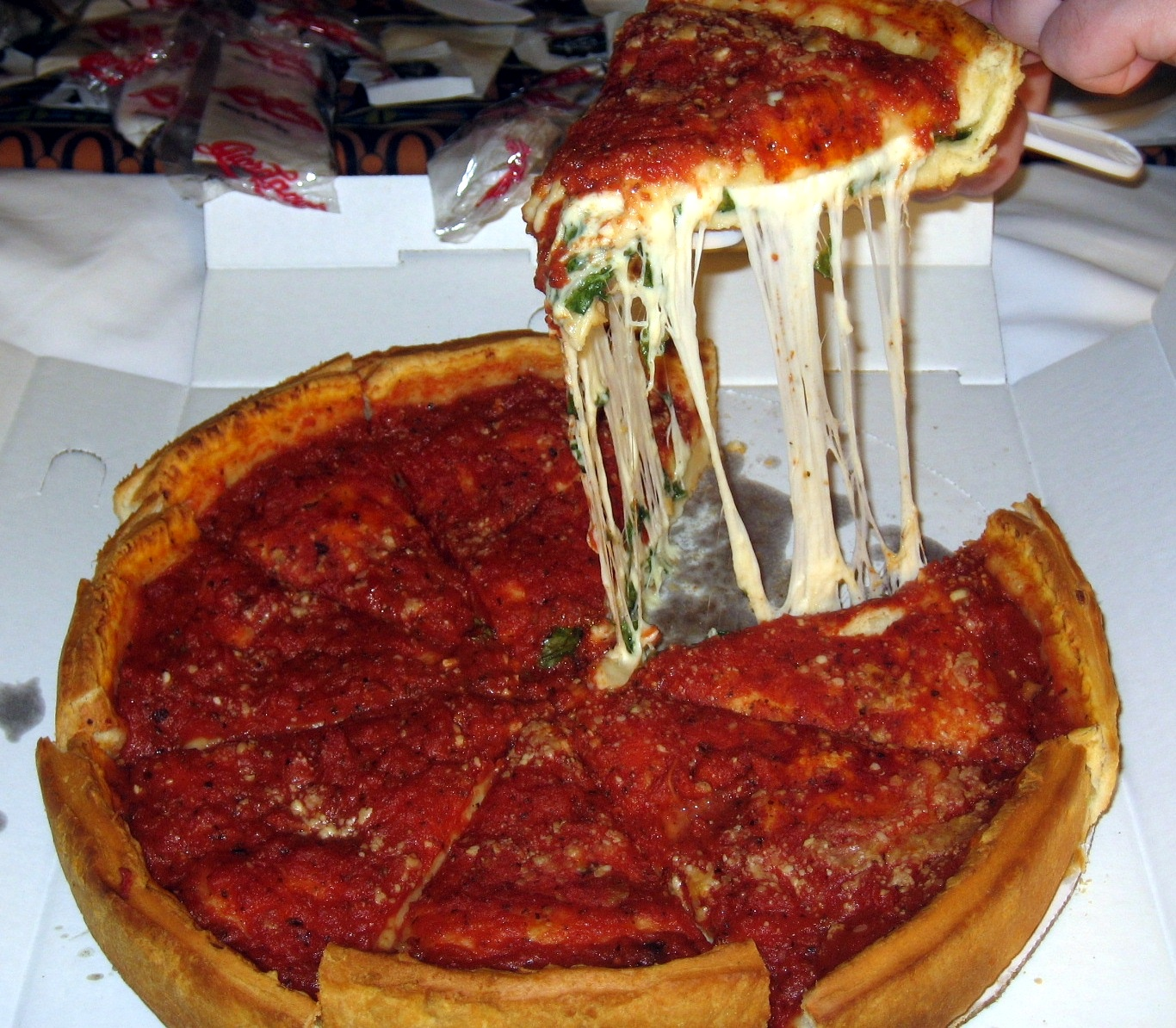
Pizza de Chicago.

- Pizza de Chicago (Chicago-style pizza ou deep-dish pizza, « pizza à plat profond ») : ce type de pizza vient de Chicago. C'est un hybride entre la vieille tradition américaine pour les tartes et les méthodes traditionnelles de fabrication de pizza de Naples. C'est le seul type de pizza américaine qui n'est pas consommée avec les mains, parce qu'elle est servie dans un plat creux et contient trop de mozzarella pour être manipulée.
- Shrimp scampi : lorsque les Italiens sont arrivés aux États-Unis il y a un siècle, ils ont rapidement réalisé que certains ingrédients qui leur étaient familiers en Campanie, en Calabre, en Ombrie et en Sicile étaient impossibles à obtenir, en particulier les poissons et crustacés, y compris les langoustines (scampi en italien). Aujourd'hui, leurs descendants préparent un plat tiré d'une vieille recette italienne où les crevettes sont sautées et cuites dans une sauce au beurre d'ail avec du fromage mozzarella et du vin blanc, généralement un pinot gris californien ou un fiano italien, et toujours accompagnées de linguini.
- Riz et pois d'Angole (arroz con gandules) : ce plat est originaire de Porto Rico, mais il est aussi très commun à New York et en Floride. Il s'agit d'une combinaison de viande de porc, de pois d'Angole, de riz, de rocou, de sel, de sofregit, de poivre noir, de cumin et de feuilles de laurier, cuite dans du bouillon de poulet. C'est un parent de la Hoppin' John[92].

### Soupes et ragoûts

#### Soupes
- Chaudrée de maïs (corn chowder) : cette recette est censée avoir été inventée dans le Connecticut et à Rhode Island. Elle est un parent très proche de la chaudrée de palourdes. La recette comprend de la crème épaisse à 35 % de matière grasse, du bacon coupé en morceaux, des pommes de terre, du poivre concassé, du beurre, et bien sûr, du maïs.
- Chaudrée de palourdes Manhattan (Manhattan clam chowder) : cette chaudrée est bien moins connue que sa cousine à la crème de Nouvelle-Angleterre et, comme son nom l'indique, elle est originaire de New York. La différence entre ce type de chaudrée et celui de Nouvelle-Angleterre est que le bouillon est fait à base de tomates et les ingrédients sont plus susceptibles d'inclure des légumes.
- Chaudrée de palourdes néo-anglaise (New England clam chowder) : une chaudrée très célèbre. Elle est faite de lait, de crème, de palourdes quahog, de pommes de terre, de céleri et parfois de graisse de bacon. Une pratique courante est de la servir dans un petit pain évidé qui sert ainsi de bol comestible[93].
- Chicken long rice : il s'agit d'une soupe d'Oahu, à Hawaï, basée sur une recette chinoise. Elle tire probablement son nom de caractères chinois[pas clair]. Généralement, elle est faite de vermicelles de riz translucides, de bok choy, d'oignon doux de Maui, de champignons shiitake, de fleur de sel, de bouillon de poulet, de cuisses de poulet et d'une grande quantité de gingembre frais. Elle est destinée à servir de nombreuses personnes à la fois.
- Gumbo : cette soupe est un hybride très intéressant. Ses ingrédients sont issus des cuisines africaine, espagnole, choctaw et française. Son nom est probablement dérivé du mot bantou pour le « gombo ». La plupart des variétés de gombo authentiques utilisent une poudre faite à partir de feuilles de sassafras.
- Potage à la citrouille (pumpkin soup) : une soupe couramment servie pendant la fête de l'Action de grâce et pour Halloween. Elle est souvent servie dans la coque évidée de la citrouille, qui sert de soupière.
- Potage à la doubeurre (butternut squash soup) : une soupe d'automne et d'hiver, crémeuse et épicée. Elle contient du poivre blanc, du miel, de la muscade et de la purée de doubeurre.
- Potage de pois cassés (split pea soup) : il y a deux sortes de soupe de pois cassés consommées aux États-Unis. La première provient des anciennes recettes apportées en Nouvelle-Angleterre par des Canadiens francophones et contient toujours des oignons, des carottes et des feuilles de laurier, mais peu de viande. La seconde, plus courante, vient d'Irlande et contient toujours du jambon ou du bacon et elle est parfois servie avec du fromage Swiss cheese fondu.

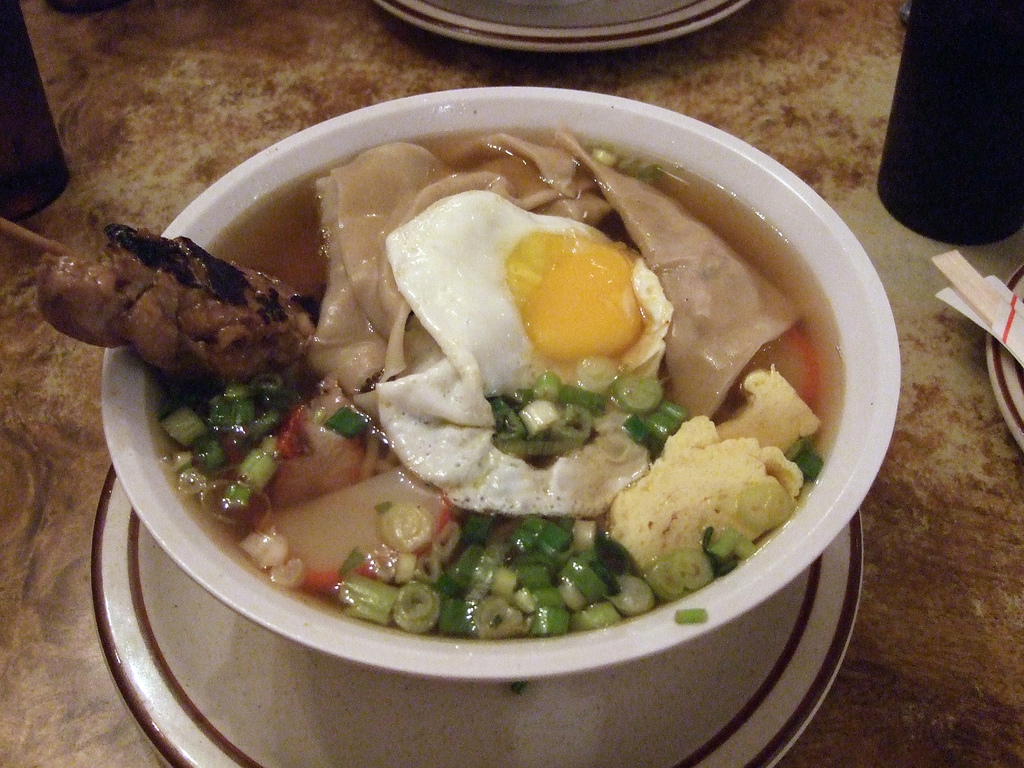
Bol de saimin fait maison, dans ce cas avec un œuf au plat et yakitori.

- Saimin (soupe hawaïenne) : mélange à l'américaine des traditions culinaires d'Asie orientale, du Portugal et de Polynésie. Cette soupe comporte habituellement des nouilles de riz très longues et aussi, dans des proportions variables, des ciboules, du kamaboko japonais, des calmars, de la linguiça portugaise, du Spam, des œufs, du kimchi, des raviolis chinois et du chou chinois.
- Soupe à l'alphabet : sorte de soupe de poulet dans laquelle les nouilles sont en forme de lettres. Très populaire auprès des parents qui enseignent les bases de la lecture à leurs enfants.
- Soupe d'arachides (peanut soup) : il en existe des recettes très anciennes, qui remontent à l'époque coloniale en Virginie. Ce mets est venu avec les esclaves africains, originaires du Bénin, du Mali et de Côte d'Ivoire.
- Soupe de crabes femelles (she-crab soup) : mets presque certainement influencé par des Écossais qui se sont installés dans les Carolines au cours des années 1700. Il tire son nom de la pratique d'ajouter des œufs de crabe à cette soupe crémeuse à la couleur légèrement rose rougeâtre. Les recettes modernes ont tendance à inclure du xérès, afin de donner de la couleur et de remplacer les œufs de crabe, les crabes femelles étant maintenant rejetés à la mer par les pêcheurs afin de favoriser la reproduction.
- Soupe de haricots blancs du Michigan (Michigan bean soup) : une soupe aussi appelée en anglais Senate bean soup (en français : « soupe de haricots du Sénat ») en raison de sa popularité dans la cafétéria du Congrès américain. Elle est composée de haricots blancs, de basilic, de jambon en dés, de céleri et de pommes de terre dans un bouillon de jambon.
- Soupe de haricots noirs : c'est une soupe à base de riz, de bouillon de poulet, de tomates, de haricots noirs, d'olives et de poivrons. C'est une soupe classique du Sud-Ouest, d'origine espagnole.

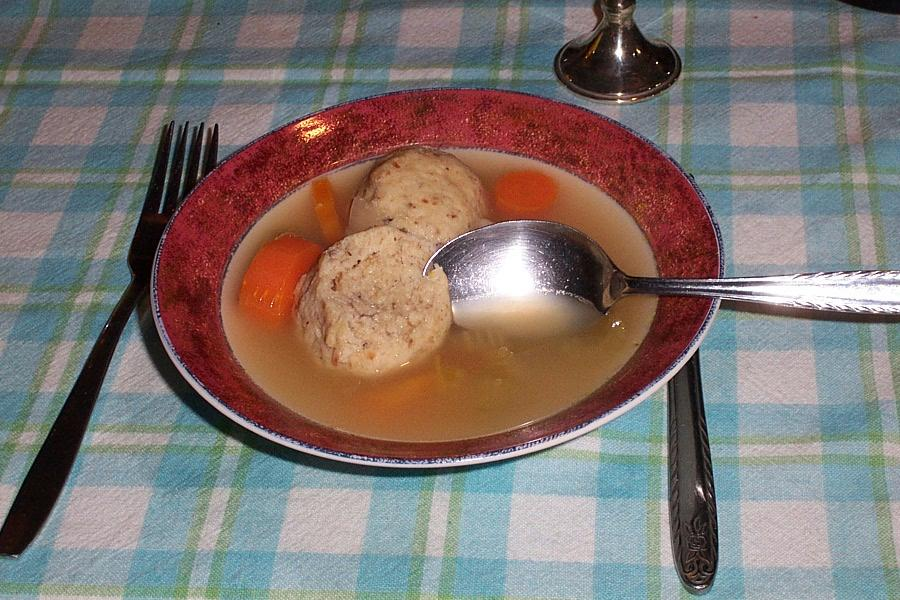
Un bol de soupe aux matzah balls, boulettes à la chapelure de pain azyme. Cette soupe originaire de l'ancienne Zone de Résidence est arrivée à New York entre 1890 et 1920, et était vendue à l'origine chez les traiteurs juifs, probablement pour utiliser les restes du séder de Pessa'h. C'est aujourd'hui un aliment de base de la cuisine new-yorkaise, et se déguste aussi bien chez les Juifs que chez les non-Juifs.

- Soupe de poulet (chicken soup) : tous les pays connaissent le bouillon de volaille et l'Amérique ne fait pas exception. Il en existe deux versions. La première est celle des ashkénazes et constitue un mets très populaire à New York, chez les Juifs comme chez les Gentils, que ce soit à la maison ou acheté chez le traiteur. Les mères new-yorkaises ont pour habitude de la donner à leurs enfants grippés. On l'appelle par plaisanterie la « pénicilline juive ». Cette version comporte des boulettes faites de chapelure de matza et de graisse de poulet et, chez les plus religieux, elle peut contenir certains abats spécifiques. Il est appelé matzah ball soup (en français : « soupe de boulettes de matza ».) La seconde version, plus fréquente en dehors de New York, contient habituellement du poivre noir, du bouillon de poulet, des poireaux ou des petits oignons, des carottes, du céleri ainsi que des nouilles aux œufs très semblables aux Spätzle, des nouilles allemandes. Il est appelé chicken noodle soup (en français : « soupe de poulet avec nouilles »).
- Soupe de queue de bœuf créole (creole oxtail soup) : dans le Vieux Sud et la Louisiane coloniale, les esclaves et les pauvres ne mangeaient habituellement que les abats : les viandes de choix étaient réservées aux maîtres. Aujourd'hui, cette soupe est faite de tomates, de mirepoix, d'ail, de maïs, de haricots verts, de pommes de terre et d'épices.
- Soupe de tortue serpentine (snapper soup) : une soupe très ancienne de l'ère coloniale, mais très populaire aujourd'hui dans le Maryland, la Pennsylvanie, la Louisiane et le Delaware. Les variantes de cette soupe ont des origines diverses et proviennent soit de Louisiane (influence de la cuisine française du XVIIIe siècle), soit des États du Mid-Atlantic (influence des recettes britanniques de la fin du XVIIe siècle). La viande de cette soupe vient presque toujours d'une grande tortue américaine appelée en anglais snapping turtle, (en français : « tortue serpentine ») indigène de l'est des États-Unis et du bassin du Mississippi. Aujourd'hui, les tortues sont protégées (l'espèce fut à un moment menacée de disparition, mais sa reproduction est aujourd'hui mieux comprise) et une licence doit être fournie pour des fins d'exploitation et de consommation.
- Yaka mein: C’est une spécialité de La Nouvelle-Orléans; elle tire son nom de la prononciation cantonaise de la phrase « one order of noodles » (en français: une commande de nouilles). Il est apparu à la Nouvelle-Orléans dans les années 1920. Le plat est un hybride inhabituel de la cuisine créole avec une cuisine du Guangdong en Chine où la poitrine de bœuf, les spaghettis ou les nouilles lo mein, l’assaisonnement créole, les oignons verts et les œufs durs sont cuits ensemble pour faire une soupe; il a été inventé comme un remède contre la gueule de bois.

#### Ragoûts
- Booyah (nom dérivé du mot français « bouillir ») : il s'agit d'un ragoût populaire pour les grands rassemblements dans le Wisconsin et dans les États proches des Grands Lacs. Il nécessite deux jours de préparation.
- Chili con carne : ce ragoût, traditionnel chez les cow-boys, fait partie des grands classiques de la cuisine de l'Ouest. Chaque année, il y a un concours à Terlingua au Texas pour déterminer quel sera le chili le plus piquant et le plus savoureux. Il y a aussi une variante végétarienne appelée chili sin carne (en français : « chili sans viande ») qui se compose de trois sortes de haricots et de sauce tomate.

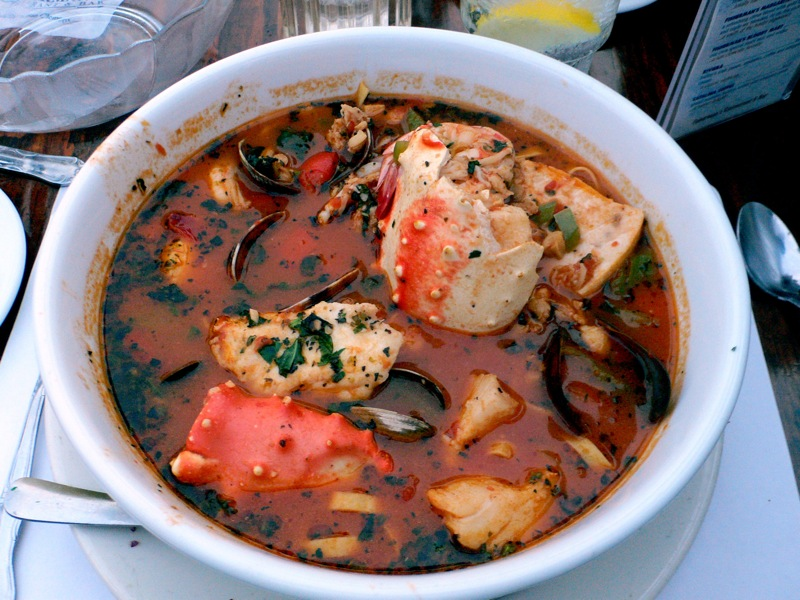
Le cioppino, spécialité de San Francisco inventée il y a cent ans par les pêcheurs italiens et portugais pour faire cuire les fruits de mer invendus.

- Cioppino : ce mets est un parent très proche de la bouillabaisse et autres ragoûts de poissons méditerranéens. Il est probablement né à San Francisco parmi les pêcheurs immigrants qui consommaient ainsi leurs invendus. Il est à base de tomates, de crabe, de moules et de crustacés et habituellement servi avec du pain à tremper dans la sauce.
- Goulasch américain : les goulaschs et les ragoûts d'Europe de l'Est ont fait leur entrée aux États-Unis il y a un siècle, et y ont été réintroduits après l'effondrement de l'Union soviétique. Les immigrants d'Europe de l'Est se sont souvent installés à Chicago et dans le Midwest où l'influence slave sur la cuisine est très forte, la nourriture copieuse se mariant particulièrement bien avec les hivers froids et neigeux à −15 °C. La version américaine du goulasch a une saveur prononcée de tomate et les morceaux de viande y sont remplacés par du bœuf haché ; on y ajoute souvent de l'orge, des macaronis coudés, des poivrons, des haricots et du maïs. C'est un mets très simple et très apprécié au dîner lors des froides soirées d'hiver[94].
- Huîtres à la casserole (oyster stew) : les recettes de ce ragoût descendent directement de recettes anglaises du XVIIe siècle. C'est un mets d'hiver apprécié sur la côte Est des États-Unis, en particulier au Massachusetts et en Virginie.

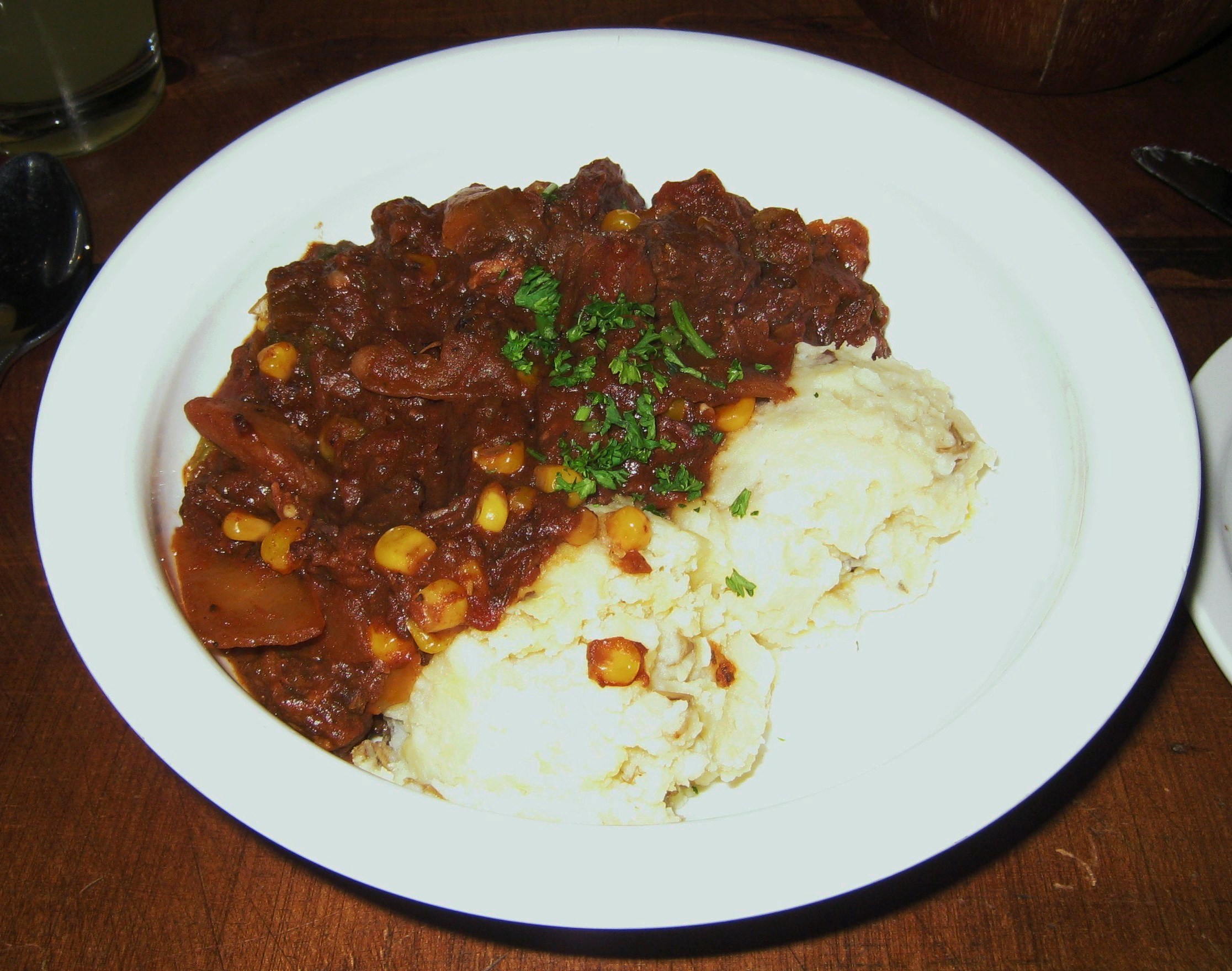
Kentucky burgoo.

- Kentucky burgoo : ce ragoût au nom étrange est d'origine ancienne et fait partie des traditions culinaires des habitants des collines. Il s'agit d'un ragoût très copieux à base de légumes locaux et de gibier sauvage, en particulier de gros gibier et de dinde. Il réclame plusieurs journées de préparation et il est souvent servi lors des grands repas pris en commun où chacun apporte sa contribution, connus sous le nom de potluck en Amérique du Nord. Une variante de ce ragoût est souvent servi au Kentucky Derby pour le déjeuner[95].
- Ragoût de Brunswick (Brunswick stew) : il s'agit d'une spécialité du Vieux Sud, en particulier sur la côte. Il est normalement cuit dans une très grande marmite pour un grand nombre de personnes, lors de pique-niques et des potluck organisés par les églises. Les ingrédients sont essentiellement des haricots de Lima, du maïs, du gombo, des pois et du céleri cuits dans un bouillon épais de purée de tomate avec des morceaux de porc, de bœuf ou parfois la viande de lapin.
- Ragoût de Frogmore (Frogmore stew) : un mets délicieux et très riche, originaire des îles au large des côtes de la Caroline du Nord, de la Géorgie et de la Caroline du Sud. Les descendants des esclaves venus d'Afrique de l'Ouest au XVIIIe siècle et au XIXe siècle pour travailler dans les rizières conservent une partie de leur culture d'origine et préparent aujourd'hui ce mets épicé à base de chorizo, de citrons, de pommes de terre, d'épis de maïs, de crabe, de crevettes, de sauce piquante, de bière et d'épices. Ce mets est aujourd'hui apprécié tant des Blancs que des Noirs et c'est une spécialité de la ville de Charleston[96],[97].
- Ragoût de Mulligan (Mulligan stew ou hobo stew) : une recette de pauvre, inventée dans les années 1930 par des vagabonds (hobo), des hommes et des femmes qui avaient perdu leur emploi durant la Grande Dépression. Les ingrédients reflètent généralement ce que les habitants des campements de fortune pouvaient se permettre. Ce ragoût est mentionné dans la chanson Big Rock Candy Mountain, de Harry McClintock, dont le thème est le rêve de paradis d'un vagabond[98].
- Ragoût épicé Philadelphie (Philadelphia pepper pot) : une autre fusion de trois cuisines différentes. Les Allemands ont apporté les quenelles, les Anglais les tripes et les Africains la méthode de cuisson et les épices. Ce ragoût est à peine plus vieux que les États-Unis et il est mentionné dès le XVIIIe siècle.
- Ragoût de poulet du Sud (Southern chicken stew ou chicken mull) : type de ragoût originaire de Caroline du Nord et de Géorgie, traditionnellement servi en automne et en hiver. On fait d'abord bouillir un poulet. On conserve le bouillon qu'on fait épaissir avec de la farine, de la crème et du lait, auxquels on ajoute du poivre noir, du beurre et des légumes. On y ajoute le poulet désossé, servi avec du riz. C'est un mets fréquemment servi lors des collectes de fonds d'organisations religieuses et également à la table familiale[99].

## Mets d'accompagnement, hors-d'œuvre et salades

### Accompagnement
- Cornichon à l'aneth (dill pickle) : cette recette de cornichons a été apportée par les Polonais, les Juifs et les Allemands. Les cornichons sont mis à fermenter dans de la saumure avec de l'aneth, de l'ail, du raifort et du piment de la Jamaïque. Très souvent présents dans les sandwichs.
- Cornilles (black eyed peas) : introduites aux États-Unis du Sud au XVIIe siècle comme nourriture pour les esclaves. Elles sont aujourd'hui consommées toute l'année. Dans le mets texan appelé en anglais Texas caviar, les cornilles sont marinées dans une vinaigrette à l'ail haché et servies froides.
- Courgeron rôti (roasted acorn squash) : on le consomme le plus souvent à la récolte qui a normalement lieu en octobre. Dans cette recette très simple, on coupe le courgeron en deux, on ôte les graines et on remplit le centre d'un mélange de beurre, de sirop d'érable, de piment de la Jamaïque, de cannelle, et de deux sortes de poivre. On l'enveloppe de papier d'aluminium et on le fait griller au four ou à la braise dans une cheminée.
- Feuilles de chou vert (collard greens) : un mets d'accompagnement très prisé des Afro-Américains. Les Noirs le servaient autrefois le jour du Nouvel An, le vert des feuilles symbolisant l'espoir de faire fortune.
- Funeral potatoes : plat mormon servi dans l'Utah, au sein des familles membres de l'Église des Saints des Derniers Jours, à l'occasion de funérailles (d'où le nom du plat). Sorte de gratin de pommes de terre à base de cheddar saupoudré de beurre mixé avec des corn-flakes[100].
- Latke : ces galettes de pommes de terre, d'œufs et de farine sont servies au cours des célébrations de Hanoucca, l'huile de friture rappelant le miracle de la fiole d'huile. Depuis l'extermination de la majorité des Juifs d'Europe pendant la Seconde Guerre mondiale, c'est en Amérique que cette tradition se poursuit. Les latke y sont consommées par tous, Juifs et Gentils, principalement pendant les fêtes du mois de décembre.
- Maque choux : recette issue des traditions cadienne et choctaw. C'est un mélange de tomates, d'ail, de céleri, d'oignons, de maïs et de poivron, braisé dans une casserole avec du bouillon de poulet et de la crème.
- Poke (plat); prononcé « po-que » en hawaïen et en anglais. Ce mets est généralement servi comme accompagnement ou comme repas léger à Hawaï. Il s'agit d’une véritable fusion des cuisines japonaise, philippine, coréenne, polynésienne et américaine. Il se compose de tranches de thon albacore (appelé ’ahi en hawaïen) enrobées de fleur de sel. Le thon est ensuite mariné dans une sauce de soja, de noix kukui grillées, d’huile de sésame, d'algues et/ou de piments hachés. D'autres variantes incluent d'autres types de poisson cru, de poulpe séché, de la tomate, de l'ail, du chou rouge, des œufs de poisson, du sambal olek (une sauce piquante indonésienne et malaisienne), ou une espèce hawaïenne d'oignon, Maui sweet onions (en français : « l'oignon doux de Maui »). Ce plat est aujourd'hui très populaire dans toute la polynésie.
- Pommes McIntosh (McIntosh apples) : cette pomme est originaire du Canada, mais elle est extrêmement populaire aux États-Unis depuis deux siècles. En raison de sa petite taille, elle fait traditionnellement partie du déjeuner à emporter des écoliers. Les chefs cuisiniers de Nouvelle-Angleterre en utilisent la pelure avec de la cannelle pour élaborer une compote de pommes rose. Cette pomme est tellement populaire que l'entreprise Apple a choisi son nom pour désigner ses ordinateurs, bien que du propre aveu de Jef Raskin, ce soit avec une faute d'orthographe.
- Purée de pommes de terre (mashed potato) : les pommes de terre sont présentes aux États-Unis depuis l'époque coloniale, mais elles sont devenues très populaires quand des millions de personnes ont fui l'Irlande entre 1820 et 1890. Les immigrants irlandais ont transmis la recette de la purée à leurs descendants, qui représentent aujourd'hui un Américain sur cinq. La recette est très simple : les pommes de terre sont épluchées, cuites à l'eau salée et réduites en purée avec un peu de lait à l'aide d'un mixeur électrique. La purée est servie avec une sauce au jus de viande ou avec du beurre.
- Ail des bois sauté (sauteed ramps) : l'ail des bois ou oignon sauvage fait partie du régime alimentaire traditionnel des habitants des Appalaches qui le consommaient au printemps. Aujourd'hui, cet oignon a les faveurs des meilleurs chefs de New York et fait son apparition sur les marchés de fermiers de l'Est. Il est habituellement sauté avec des pommes de terre.
- Riz espagnol (Spanish rice) : un mets de base des États-Unis du Sud-Ouest. Il contient généralement des olives.
- Riz jaune : une préparation très simple où le riz est cuit dans un bouillon de poulet. Très populaire au Texas et dans les régions du Sud.
- Riz sale (dirty rice) : c'est un accompagnement cadien typique de La Nouvelle-Orléans. On l'appelle ainsi car la recette originale comporte des gésiers de poulet, considérés comme « sales ». La version créole (inventée par les Noirs) a tendance à intégrer des haricots noirs ; les deux variantes sont fortement épicées.

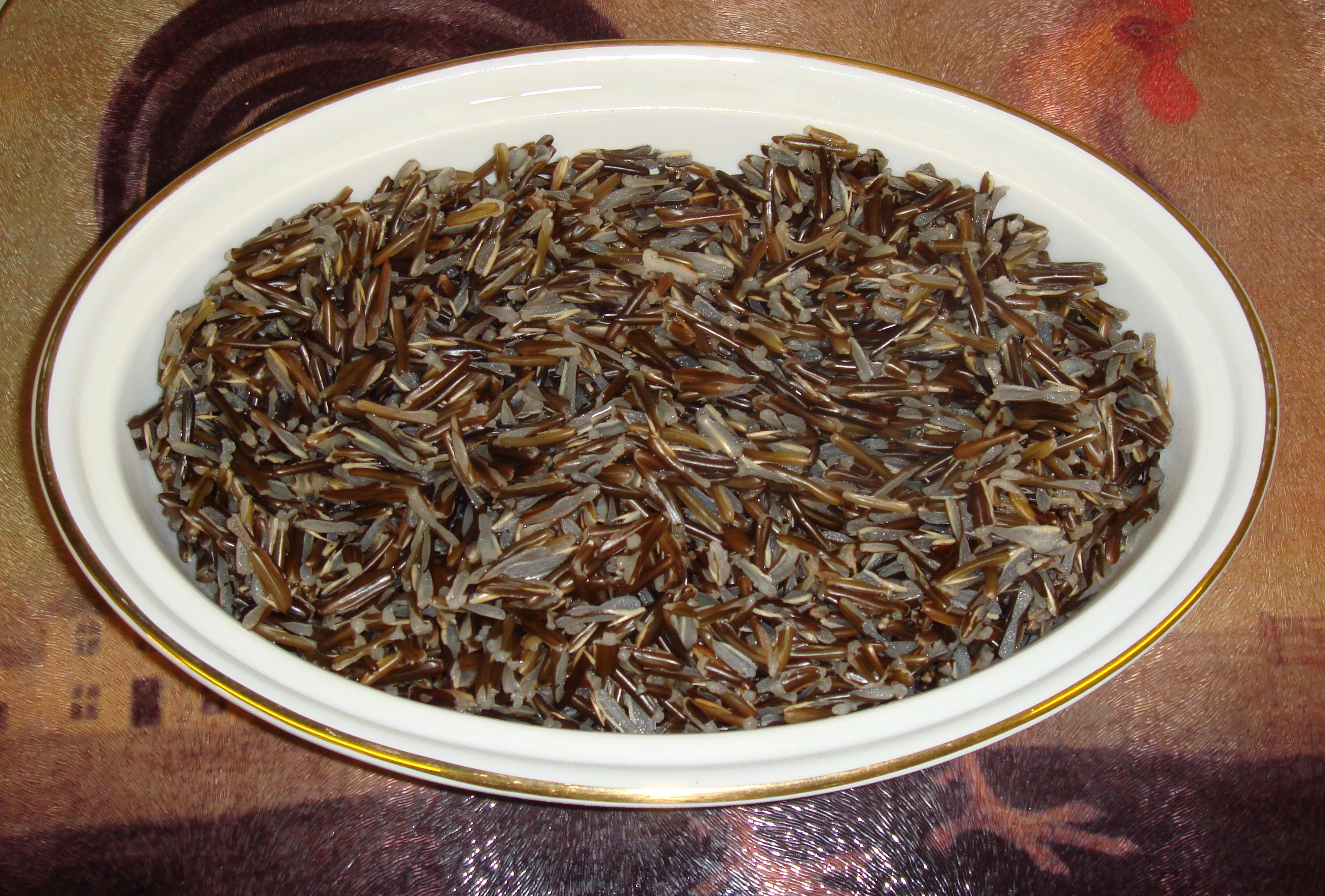
Riz sauvage.

- Riz sauvage (wild rice) : type de riz d'origine amérindienne. Il ne pousse que sur les rives des Grands Lacs. La tribu Anishinabe l'appelle manoomin.
- Succotash : c'est un mets d'origine amérindienne, dont le nom vient du mot narragansett msíckquatash. Il est généralement constitué de maïs et de haricots de Lima.

### Hors-d'œuvre
- Agrumes : les États-Unis sont le deuxième producteur d'agrumes au monde, après le Brésil. Tous les ans, huit États et le territoire de Porto Rico produisent plusieurs millions de tonnes d'au moins douze types d'agrumes. En Californie, le citron, le citron Meyer et l'orange de Valence sont particulièrement appréciés des chefs californiens, comme Alice Waters. Le Texas, le Nouveau-Mexique et l'Arizona produisent des oranges sanguines, importantes pour les célébrations de Noël et, dans de nombreux quartiers, les orangers de Valence poussent sur les trottoirs où les passants peuvent les cueillir. Porto Rico et Hawaï cultivent des oranges issues de variétés chinoises et espagnoles, ainsi que le cédrat main de Bouddha, principalement utilisé pour son zeste. La Floride est bien connue pour ses pamplemousses et ses oranges juteuses qui poussent dans tous les comtés et qui sont la première source de jus d'orange. En Louisiane, le kumquat est appelé « le fruit » par les habitants francophones. Il est généralement consommé en marmelade[101],[102],[103],[104],[105].
- Ailes de poulet à la mode de Buffalo (Buffalo wings) : un mets populaire pour les grands rassemblements, surtout lors d'événements sportifs importants retransmis à la télévision. Il est habituellement très épicé et relevé à la sauce de piment fort.
- Beignets de farine de maïs (hushpuppy) : beignet probablement inventé par des chasseurs du sud des États-Unis, qui faisaient des beignets de maïs pour calmer leurs chiens (« Hush, puppy! », en français « Silence, chiot ! »).
- Beignets de tomates vertes (fried green tomatoes) : dans le Sud, la saison des tomates ne se termine pas avant la fin septembre. Par conséquent, la meilleure façon d'utiliser des tomates insuffisamment mûries avant le gel est de les faire frire dans l'huile après les avoir enrobées de semoule de maïs et de farine.
- Calamari : les Italiens ont été les premiers immigrants à manger des calmars, désignés par leur nom en italien. Le mets est tout simplement du calmar coupé, pané et frit et servi avec une sauce.
- Cuisses de grenouille (frog's legs) : au départ, les habitants du Midwest et des zones proches du golfe du Mexique apprirent des Français à chasser de nuit les ouaouarons et les grenouilles léopards, en utilisant des lanternes pour voir le reflet de leurs rétines et des tridents pour les harponner. Aujourd'hui, les grenouilles sont habituellement tuées en cuisine, les cuisses sont panées et frites et elles sont ensuite vendues dans des camionnettes à des festivals de comté ou de rodéos. On les trouve aussi dans les restaurants créoles, cuisinées au vin blanc, avec du beurre et des champignons.
- Crevettes à décortiquer et à manger (peel-and-eat shrimp) : une spécialité originaire de l'est du Texas et de la côte du Golfe, mais extrêmement populaire dans toutes les zones côtières, y compris en Floride. Elle se compose de grosses crevettes bouillies dans une marmite avec du beurre, de la bière blonde, du jus de citron, de l'eau et des épices. Les crevettes sont servies entières, peel-and-eat, accompagnées d'une sauce à base de ketchup, de raifort et de poivre de Cayenne.
- Figues de Floride : ce fruit est moins connu que les célèbres oranges de Floride. Les Espagnols introduisirent le figuier commun en Floride en 1575, ignorant l'existence de deux autres espèces de figuiers autochtones dont le Ficus aurea. Les Indiens séminoles se servirent des figues comme une source de subsistance pour les colons et les esclaves fugitifs. Les deux variétés de figues sont aujourd'hui utilisées en cuisine, généralement en confiture. On les retrouve, farcies de gorgonzola ou de cream cheese, dans les restaurants chics de Miami[106],[107].
- Huîtres Rockefeller (Rockefeller oysters) : la recette originale de ce classique américain a été créée à La Nouvelle-Orléans. Les huîtres sont farcies avec des herbes vertes, de la chapelure et une sauce au beurre puis cuites au four[108].
- Palourdes Casino (clams casino) : un hors-d'œuvre inventé dans le Rhode Island. Il se compose d'un type de palourde américaine (mercenaria mercenaria) appelée quahog farcie avec de la chapelure, du beurre, de l'huile d'olive, du vin blanc, de l'ail, du persil et garnie de lard. Ce mets a été inventé par des immigrants italiens et est devenu très populaire après son apparition au menu des restaurants[109].
- Pastèque ivre (drunk watermelon) : elle est habituellement consommée lors des barbecues estivaux, surtout dans le Sud. Sa forte teneur en alcool la fait réserver aux adultes. Un litre et demi de vodka, de tequila ou de rhum est versé dans un trou percé dans une grande pastèque qui est laissée à macérer au réfrigérateur pendant vingt-quatre heures. Elle est ensuite coupée en tranches et servie, marquée d'un signe distinctif afin que les plus jeunes convives ne la confondent pas avec une pastèque normale[110].
- Piments farcis (stuffed peppers) : mets très épicé originaire du sud-ouest des États-Unis. La farce est à base de pain et de viande dans un piment habanero ou jalapeño.
- Rocky mountain oysters : ce mets typique de l'Ouest est servi la plupart du temps dans les bars ou lors des rodéos. Malgré son nom, « huîtres des montagnes Rocheuses », il ne comporte aucun fruit de mer. Les Espagnols qui furent les premiers colons dans l'ouest du pays y apportèrent leurs connaissances sur l'élevage et le commerce du bétail et la pratique de la castration des veaux. Afin de ne rien laisser se perdre, ils inventèrent un mets à base d'animelles qu'ils appelèrent huevos de toro, en français, « œufs de taureau », toujours servi dans le nord du Mexique. Les cowboys et les ranchers les font cuire à la friture, préalablement enrobées de semoule de maïs avec du poivre et du sel. Le nom de Rocky mountain oysters vient de l'apparence et du goût du résultat final.

### Salades
- Crab Louie : une salade de crabe originaire de San Francisco servie généralement froide sur de la laitue émincée avec ou sans œuf dur. La sauce est composée de mayonnaise, de crème épaisse, de sauce Worcestershire, de sauce chili, de poivre vert et d'oignons verts finement tranchés[111].
- Salade César (Caesar salad) : les anchois de la sauce sont parfois remplacés dans certaines versions modernes par du poulet grillé ou des crevettes décortiquées[112].
- Salade Cobb (Cobb salad) : c'est une salade copieuse inventée à Hollywood dans les années 1930, composée d'endives, de cresson, de laitue romaine, de tomates, de bacon, d'œufs durs, d'avocat, de ciboulette, de poulet bouilli et de roquefort, habituellement servie avec une vinaigrette au vin rouge[113],[114].
- Salade de conques (conch salad) : populaire en Floride et à Porto Rico, préparée avec des conques fraîches marinées dans du citron vert avec des oignons hachés, du céleri, des piments et des poivrons. Les recettes du nord des États-Unis sont très nettement d'inspiration napolitaine et utilisent des bulots au lieu de strombes géants. Le nom de ces bulots en anglais américain est scungilli, dérivé directement du nom napolitain scuncigli[115],[116].
- Salade du chef (Chef salad) : salade composée d'œufs durs, d'une ou de plusieurs viandes tels que le jambon, la dinde, le poulet ou le rôti de bœuf, de tomates, de concombre et de fromage, sur un lit de laitue verte ou d'autres légumes à feuilles.
- Salade aux œufs : Salade composée de mayonnaise et d'œufs durs, parfois assaisonnée de paprika. Très courante dans les sandwichs,  et toujours servi froid.
- Salade de pommes de terre (potato salad) : un mets introduit en Amérique par des immigrants venus d'Allemagne du Nord. La version américaine contient souvent du céleri haché, de l'œuf dur, de la mayonnaise et du poivre noir. Cette salade est souvent servie en été, pendant les barbecues.
- Salade de poulet à la chinoise (Chinese chicken salad) : invention californienne. De la laitue, des tranches de poulet cuit, de l'huile de gingembre ou de sésame, des châtaignes d'eau, des pousses de bambou et des tranches de mandarines sont mélangés dans un bol et servis frais[117],[118].
- Salade Waldorf (Waldorf salad) : salade inventée à l'hôtel Waldorf-Astoria à New York en 1893. C'est une salade composée de pomme et de céleri coupés en julienne, de noix, de laitue et d'une sauce mayonnaise. Des versions modernes y font entrer des canneberges séchées[119].
- Coleslaw : inventée par les colons hollandais de New York, c'est une salade qu'on consomme couramment en accompagnement de sandwichs et lors des barbecues. Elle contient du chou râpé, du chou rouge, des carottes râpées, du poivre noir et une petite quantité de mayonnaise.

## Sauces, condiments et pâtes à tartiner
- Beurre d'arachide (peanut butter) : une denrée de base dans toutes les cuisines américaines, très fréquente dans les sandwichs des enfants et dans les desserts.
- Beurre de pomme (apple butter) : avant l'avènement du transport maritime international, les gens de l'est des États-Unis conservaient une partie de leur récolte de fruits pour survivre aux hivers froids et enneigés. Le beurre de pomme est encore produit aujourd'hui. C'est une pâte à tartiner typiquement consommée au petit déjeuner ou comme garniture pour les gâteaux.
- Confiture de pomme de mai (mayhaw jelly) : la pomme(tte) de mai, espèce d'aubépine, pousse dans les marécages du sud-est et les Amérindiens qui vivaient dans le sud la firent connaître aux colons qui remarquèrent sa parenté avec l'aubépine à un style. La confiture fabriquée avec les baies de cet arbuste est de nos jours toujours appréciée dans le Vieux Sud.
- Confiture de mûre de Boysen : la mûre de Boysen est un croisement entre une framboise européenne et une mûre américaine, apparu non loin de Los Angeles. On en fait une confiture très populaire dans les États de la côte du Pacifique.
- Confiture de liane de grenade (maypop jelly) : les Cherokees consommaient un proche parent de la grenadille d'Amérique du Sud auquel ils avaient donné le nom d'ocoee ; d'où son nom louisianais de « liane de grenade ». Les colons britanniques renommèrent ce fruit maypop car il surgit (en anglais pop) comme par miracle tous les ans au mois de mai. C'est une plante de jardin très commune dans le Sud, dont les fruits sont utilisés en confiture.
- Confiture de pommette (crabapple jelly) : une denrée de base dans les cuisines de Nouvelle-Angleterre et des États des Grands Lacs, généralement consommée sur du pain grillé[120].
- Confiture de prunes des grèves (beach plum jam) : la prune des grèves qui pousse sur les plages néo-anglaises est de la taille d'une balle de golf. C'est un fruit très recherché pour les confitures.
- Crème aigre (sour cream) : élément essentiel dans le réfrigérateur de chaque Américain. Il est utilisé dans les Grands Lacs comme un accompagnement pour les pierogis apportés par les Européens de l'Est et mangés encore aujourd'hui par leurs descendants. Il est utilisé dans le Sud-Ouest comme un accompagnement pour la cuisine tex-mex et, dans l'Est, il est utilisé pour la cuisson, pour créer un goût âpre dans les glaçages ou en pains, comme le coffee cake.
- Green Goddess dressing (« sauce déesse verte ») : sauce de salade à base de mayonnaise, de crème aigre, de cerfeuil, de ciboulette, d'anchois, d'estragon, de jus de citron, et de poivre.
- Gelée ou sauce aux canneberges (cranberry sauce) : la sauce typique de Thanksgiving, presque toujours servie avec la dinde rôtie. Dans le Massachusetts, c'est un des ingrédients du sandwich Myles Standish ou Pilgrim, qui tire son nom du célèbre puritain Myles Standish. La dinde, la sauce aux canneberges et les noix sont placées dans une tortilla et mangées avec de la mayonnaise et de la laitue, un peu comme dans un burrito géant.
- Moutarde de bière américaine (Midwestern beer mustard) : un condiment de base dans le centre des États-Unis dans lequel la bière lager remplace le vinaigre. Elle est plus âcre que la moutarde américaine traditionnelle et est toujours marron clair.
- Moutarde jaune (yellow mustard) : une moutarde très douce de couleur jaune électrique en raison de la présence de curcuma. On y trouve parfois du miel.
- Red eye gravy : une sauce faite avec du café et le jus du jambon de Noël, et servie avec celui-ci.
- Rémoulade louisianaise (Louisiana remoulade) : cette rémoulade est très différente de la sauce rémoulade originale. Elle est généralement de couleur rouge et contient du sel, de l'ail, du poivre de Cayenne, du vinaigre et de la sauce piquante. Elle est extrêmement épicée et habituellement servie sur des crevettes. Elle est d'origine française et ouest-africaine.
- Salsa verde : à ne pas confondre avec la sauce piquante verte, qui utilise du jus de piment, et non pas des piments entiers. Cette sauce verte est un condiment de base en Arizona, au Texas, en Californie du Sud, au Nevada et au Nouveau-Mexique. Elle est préparée avec des variétés très épicées de piments réduits en purée, comme les piments jalapeños, habañeros, poblanos ou mulatos. On y ajoute des tomatilles, du jus de citron vert, de l'oignon blanc et de la coriandre. Cette sauce est cuite à la poêle et souvent servie avec du porc ou du poisson.
- Sauce de biftek : sauce dérivée de la recette britannique pour la sauce brune. Il est constitué de proportions variables de tomates, des anchois, de vinaigre, plusieurs épices et des raisins secs. Comme son nom l'indique, il s'agit d'un accompagnement très commune à un bifteck de porterhouse grillé.
- Sauce blanche petit-déjeuner (white country gravy) : cette sauce est très similaire à une béchamel française, mais elle est fortement assaisonnée de poivre noir. Elle est fréquemment servie dans le Sud avec des petits pains (biscuits) et des saucisses pour le petit déjeuner ou avec du poulet frit pour le déjeuner.
- Sauce au fromage bleu : un type de sauce inventée par le chef Bobby Flay et très populaire à la maison comme au restaurant. C'est une préparation très simple faite de yaourt et de fromage bleu et destinée à accompagner les biftecks.
- Sauce piquante (hot sauce) : il en existe différentes versions qui ont subi de multiples influences. Celles de Floride tirent leur inspiration des Caraïbes et comportent presque toutes des piments scotch bonnet et des agrumes. En Louisiane, la sauce est très épicée avec du poivre de Cayenne et du vinaigre. Le Nouveau-Mexique et certaines régions du Texas ont des sauces piquantes de couleur verte : les piments sont des variétés locales, mélangées avec des oignons avant d'être grillés. Toutes ces sauces sont extrêmement piquantes.

- - Sauce Tabasco:  Il s’agit d’une très ancienne marque de sauce chili qui remonte à 1868[121]. Tout comme aujourd’hui, la Nouvelle-Orléans était un port d’escale et un centre commercial majeur ; même avant l’achat de la Louisiane en 1803, c’était la porte d’entrée du quatrième plus long fleuve du monde[122].Une grande partie du commerce du Mexique passait à l’origine par ses eaux… y compris un type spécifique de piment Tabasco. Les habitants ont transformé le piment en une sauce piquante de 35 000 unités Scoville [123]sur l’île de Petite Anse. Cette pratique se poursuit à ce jour, ce qui en fait un aliment de base important dans tout le pays ; on le mange souvent avec des œufs brouillés au petit-déjeuner[124].

- Sauce au retour (Comeback sauce) : une spécialité de l'État du Mississippi. La recette de cette sauce est un mélange de vinaigrette Mille-Îles et d'une sauce rémoulade cajun. Elle est généralement servie en accompagnement d'huîtres ou de calmars frits.
- Sauce ranch (ranch salad dressing) : la vinaigrette la plus populaire d'Amérique, inventée en Californie vers 1954. Elle est faite de babeurre, de crème aigre, de yaourt, de mayonnaise, d'oignons verts hachés, d'ail en poudre et d'épices variées.
- Sirop d'érable (maple syrup) : contrairement à la croyance européenne, le Canada n'est pas le seul pays qui produit du sirop d'érable qu'on trouve également en Nouvelle-Angleterre, dans l'État de New York et en Pennsylvanie. C'est un ingrédient couramment utilisé dans les bonbons et occasionnellement comme parfum de crème glacée[125].
- Trempette à l'oignon (onion dip) : un type de sauce crémeuse à la saveur d'oignon. On y trempe des crudités, par exemple des fleurettes de chou-fleur et de brocoli ou des bâtonnets de carotte et de céleri.
- Vinaigrette Mille-Îles (Thousand Island salad dressing) : le nom anglais de cette sauce vient des îles du fleuve Saint-Laurent, à la frontière entre l'Ontario et l'État de New York en particulier. C'est une vinaigrette très populaire pour les salades et dont une proche parente, la sauce Big Mac de McDonald's, est très connue en dehors des États-Unis.

### Miels américains
L'abeille n'est pas originaire d'Amérique du Nord. Elle y a été introduite par les Européens à différentes époques. Les Amérindiens qui virent les abeilles s'échapper pour former des ruches dans la nature furent souvent intrigués par l'apparition de miel et par sa signification pour leurs religions animistes,. Aujourd'hui, les États-Unis produisent 300 variétés connues de miel, dont bon nombre n'existent nulle part ailleurs. Dans le Sud, le miel est encore souvent servi cru avec un rayon de miel dans le pot, une tradition provenant des Français et des Anglais. Dans le Nord, c'est souvent un miel crémeux.
Énumérées ici sont quelques-unes des espèces les plus importantes.
- Miel de fleurs de bleuet (blueberry blossom honey) : un miel au parfum très délicat produit à partir des petites fleurs de bleuet nain. Originaire de Nouvelle-Angleterre et du Nord de New York[129].
- Miel à la manzanita du Californie (California manzanita honey) : le mot espagnol manzanita signifie, en français, « petite pomme ». La manzanita est ainsi nommée parce que ses baies rouges ressemblent à des pommes minuscules. Native des montagnes proches de Los Angeles et de San Diego, cette plante est une source de nectar pour un miel savoureux très typé. On retrouve aussi ce miel dans la nature, produit par des abeilles africanisées et qui ne peut en conséquence être récolté que par des experts ou des inconscients[130].
- Miel de mesquite (mesquite honey) : le mesquite est un petit arbuste qui pousse uniquement dans les déserts du Texas, du Nouveau-Mexique et de l'Arizona, et dont les Amérindiens se servaient autrefois comme plante médicinale. Aujourd'hui, les Amérindiens et les apiculteurs en font un miel très doux souvent utilisé dans la cuisine du Sud-Ouest[131].
- Miel de fleurs ōhi'a lehua (lehua honey) : la fleur de Lehua est consacrée à Pélé, déesse hawaïenne du feu. Elle ne pousse que dans les forêts tropicales à proximité des volcans. Aujourd'hui, les Hawaïens l'utilisent pour faire un miel très parfumé, orange pâle et quelquefois parfumé au nectar d'hibiscus[132].
- Miel de fleur d'oranger (orange blossom honey) : le National Honey Board of America répertorie 80 fournisseurs connus de miel de fleur d'oranger aux États-Unis[133]. La majorité de ces producteurs sont en Californie, en Floride, au Texas, au Nouveau-Mexique et en Arizona. En Floride, la fleur de l'oranger Hamlin produit un miel au goût d'agrumes très intense. En Californie, dans la vallée de San Joaquin, c'est la fleur d'oranger de Valence, un descendant de vieilles variétés d'oranger plantées par les Espagnols, qui fournit un miel de couleur ambre clair et de saveur douce. Dans les autres États, la fleur d'oranger provient d'orangers issus d'une variété d'orange sanguine sicilienne, la Moro dont le miel de couleur rosâtre a un léger arôme de framboise.
- Miel de tupelo (tupelo honey) : un miel produit à partir d'une espèce d'arbre, le « tupelo aquatique », indigène aux marais du Vieux Sud. Il a un goût acidulé très distinctif. Il est très fréquent de trouver ce type de miel à l'état sauvage aussi bien que dans des bocaux contenant un rayon de miel[134].

## Pains et viennoiseries
- Bagels : ce petit pain, introduit à New York il y a un siècle par les Juifs ashkénazes, est très populaire dans tout le pays ; il était à l'origine consommé lors du chabbat. Il est courant à New York de prendre au petit déjeuner un bagel aux graines de pavot, grillé et garni de fromage à la crème, d'oignon et de saumon fumé, à déguster à la manière d'un sandwich. De nouvelles variétés sont apparues dans d'autres régions, comme les bagels à la cannelle et aux raisins secs ou les bagels à l'ail.

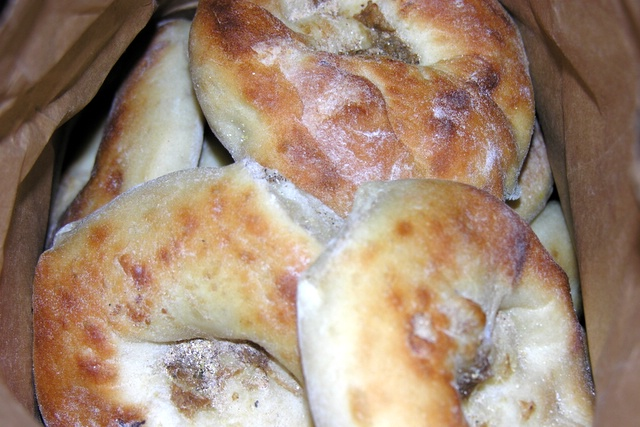
Le bialy.

- Bialy (en) : un pain introduit à Brooklyn par des Juifs polonais au début du XXe siècle. Ce petit pain mesure environ 15 cm de diamètre, avec une petite dépression au milieu remplie d'ail, et est cuit au four pendant environ une heure. Il est parfois utilisé pour faire des sandwichs. Son nom est une contraction du mot yiddish bialystoker et il est relié à l'histoire tragique du ghetto juif de Bialystok, dont 90 % des habitants furent massacrés, à Białystok, puis à Treblinka. Ce pain est l'un des seuls témoignages qui nous restent de leur culture.
- Petit pain anglais (biscuit) : ce petit pain du Sud descend directement des scones d'Écosse et d'Angleterre. Il comporte du babeurre et du bicarbonate de soude comme agent levant et il est le plus souvent servi au petit déjeuner et au dîner.
- Bretzel (pretzel) : les bretzels sont arrivés au Nouveau Monde avec les Allemands, principalement les Bavarois. Il en existe de deux sortes. La première est de grande taille et de forme torsadée, à la mie tendre, la seconde est petite et craquante et généralement consommée en dehors des repas. Les bretzels sont souvent accompagnés de moutarde.
- Pain de maïs (cornbread) : il y a deux sortes de pain de maïs. Le premier, au babeurre, est cuit au four. Le second, cuit à la poêle et qui possède une croûte croustillante, accompagne fréquemment le chili con carne. Ils proviennent de mélanges de vieilles recettes européennes et amérindiennes, ces dernières en ce qui concerne l'utilisation du maïs.
- Bugnes (crullers) : les colons hollandais ont apporté ces tourtisseaux avec eux à La Nouvelle-Amsterdam. C'est de la pâte à choux torsadée et enrobée de sucre glace ou de chocolat.
- Hallah : un pain apporté par les Juifs immigrés de différents pays d'Europe et consommé dans les cinq villes principales, sauf à Houston, où peu de Juifs se sont installés[réf. nécessaire]. C'est un pain tressé et doré à l'œuf avant cuisson, dont il existe plusieurs variantes, à la farine de blé ou à la farine d'avoine, avec parfois du miel. Il est consommé par les Juifs tout comme par les Gentils. Les traiteurs l'utilisent comme pain pour sandwich et les New-Yorkais comme base pour le pain perdu.
- Honey bun :  En français, le nom ignifie literalment  «petit pain du miel». C'est un petit délice originaire du  Sud (à Caroline du Nord), très semblable aux roulés à la cannelle. C'est une pâte au levain parfumée à la cannelle et glacée au miel et aux noix de pécan.
- Johnny cake : c'est la variante nord-américaine des crêpes européennes élaborée à partir de lait et de farine de maïs. Connu sous différentes dénominations qui témoignent de l'évolution de la recette à travers les siècles et de ses usages comme à l'époque des pionniers, qui les appelaient journey cakes (« gâteaux de voyage »). La recette originelle est souvent attribuée à la tribu Shawnee ; les esclaves noirs de la côte au XVIIIe siècle utilisaient aussi de la farine de maïs pour préparer le Jonakin. Aujourd'hui, il est servi accompagné de tranches de lard et/ou du sirop d'érable[135]. Aliment de base en Nouvelle-Angleterre depuis près de trois cents ans, en particulier dans le Connecticut et à Rhode Island.
- Muffins : moins sucrés que les muffins consommés en France, ils sont le plus souvent dégustés au petit déjeuner avec du beurre. Les variétés les plus populaires sont aux bleuets, aux canneberges, aux mûres, à la carotte avec des raisins secs, à la farine de maïs avec de la banane et des noix. Le muffin au chocolat, populaire en France, est très rare aux États-Unis.
- Navajo fry bread : un pain traditionnel chez les Amérindiens du Sud-Ouest. Il est en forme de disque, fabriqué avec de la farine de maïs et frit à l'huile, très semblable au puri de l'Inde. De nombreuses variétés utilisent un type de maïs de couleur différente de ce qu'on trouve habituellement dans les supermarchés, de sorte que le pain peut paraître bleuté.
- Nœud à l'ail : pain à l'ail surtout servi dans les pizzerias de New York.
- Pain Anadama : il s'agit d'un pain de la Nouvelle-Angleterre. La recette date de plus de cent cinquante ans. À base de farine de blé, de semoule de maïs et de mélasse, elle produit un pain tendre et spongieux.
- Pain aux bananes (banana bread) : un type de pain sucré dans lequel l'agent levant est de la levure chimique, couramment consommé au petit déjeuner. De nombreuses variantes incluent des noix du noyer noir ou des pacanes.
- Pain de citrouille (pumpkin bread) : dérivé du pain aux bananes, c'est une spécialité des États du Nord. Il est habituellement parfumé à la cannelle et contient des raisins secs.
- Pain complet de Nouvelle Angleterre (New England brown bread) : un pain fabriqué avec plusieurs sortes de farines, farine complète et farine de seigle, avec de la mélasse, ce qui lui donne une couleur brun foncé. Une spécialité de la Nouvelle-Angleterre qui est souvent servie avec des baked beans.
- Pain au levain de San Francisco : ce type de pain au levain est consommé depuis la ruée vers l'or en Californie en 1849. De nombreuses boulangeries de San Francisco (par exemple la Boudin Bakery) peuvent faire remonter leurs recettes et leurs cultures de levain à plus de cent cinquante ans. Le levain utilisé comprend des espèces de Lactobacillus spécifiques qui lui donnent un goût aigre particulier. La mascotte de l'équipe de football américain locale (les 49'ers de San Francisco) tire son nom de ce pain, « Sourdough Sam ».
- Pain marbré de seigle (marble rye bread) : un pain dont les origines sont anglo-saxonnes, allemandes et juives. La recette comporte de la farine blanche, de la farine de seigle clair et du levain de pain pumpernickel. La croûte est dorée à l'œuf et parfois saupoudrée de graines de sésame. Le résultat est un pain moelleux avec une épaisse croûte brun foncé et une mie marbrée. Ce pain au goût aigre sert de base aux sandwichs au corned-beef et au pastrami.
- Pancake : Cette crêpe est la descendante du Pfannkuchen allemand et des crêpes d'Angleterre et des Pays-Bas. L'utilisation de la levure chimique date du XIXe siècle. Elle est habituellement servie au petit déjeuner avec du sirop d'érable et des fruits frais.
- Petit pain croissant (crescent roll) : la forme est semblable à celle du croissant français, mais il n'est pas fait à base de pâte feuilletée et n'est presque jamais sucré. Sa croûte est de couleur brun clair. Il est toujours mangé pour le dîner, celui de Noël en particulier.
- Petits pains Parker House (Parker House rolls) : ces petits pains au lait sont façonnés à partir d'une boule de pâte étirée en forme d'ovale, puis pliée en deux. La mie est tendre, beurrée et assez sucrée, la croûte est croustillante.
- Popovers : type de petits pains faits avec une pâte aux œufs, très similaire à celle du Yorkshire pudding.

## Fromages
- Brick cheese : fromage jaune pâle du Wisconsin dont le goût s'accentue fortement à maturité. Il est généralement consommé avec de la polenta de maïs et une sauce tomate.
- Cottage cheese’’
- Colby : fromage à pâte pressée demi-cuite produit à Colby dans le Wisconsin. Il a une saveur douce qui est semblable à celle du cheddar, mais il n'est pas préparé comme le cheddar, le caillé étant généralement lavé avec du petit lait. Il ne vieillit pas et doit être consommé jeune.
- Cougar Gold : fromage de l'État de Washington. Il devient friable avec l'âge.
- Humboldt Fog : fromage à pâte pressée non cuite au lait de chèvre fabriqué par Cypress Grove Chevre, une entreprise d'Arcata, dans le comté de Humboldt (Californie).

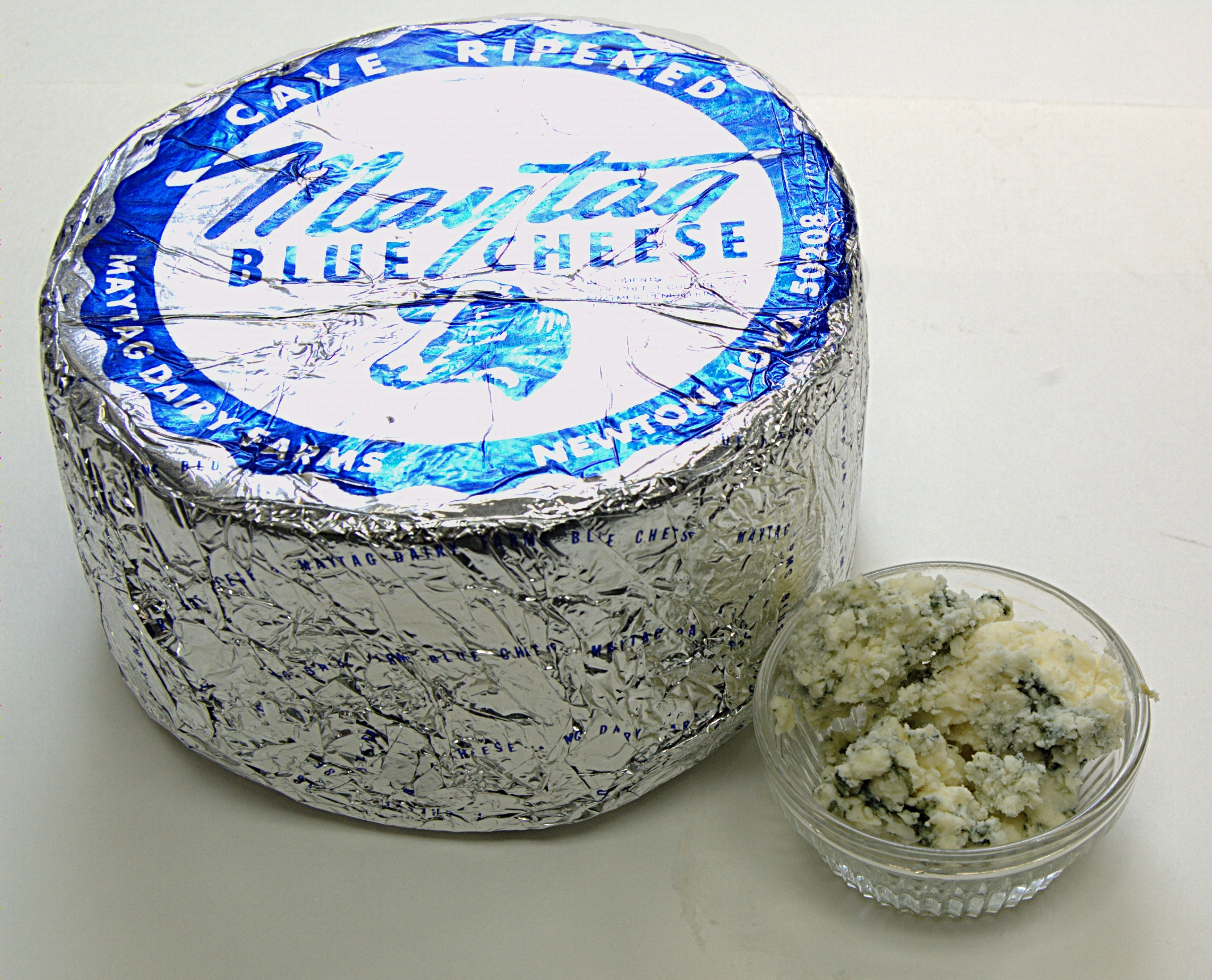
Le Maytag Blue, un ingrédient courant dans les salades. Comme tous les fromages américains, il est fabriqué avec du lait pasteurisé.

- Liederkranz : un fromage de lait de vache, au goût très semblable à celui du limbourg renommé pour son odeur puissante, mais les bactéries et le processus de maturation diffèrent. Il a été créé à New York en 1891
- Maytag Blue : un fromage à pâte demi-dure de l'Iowa. Il a été inventé en 1941 par les petits-fils du fondateur d'une entreprise de machines à laver. Il a une texture friable.
- Monterey Jack : ce fromage à pâte demi-molle a été inventé par les moines hispanophones en Californie dans les années 1840. Il est fabriqué avec du lait pasteurisé et a un goût doux et crémeux. Il en existe une version connue sous le nom de pepperjack ; cette version comporte des jalapeños en dés et est extrêmement épicée.
- Philadelphia cream cheese : marque commerciale de cream cheese (fromage à la crème), ingrédient essentiel dans certaines recettes américaines de gâteau au fromage. Il a une texture qui est très similaire à celle du Neufchâtel français[réf. nécessaire], mais sa croûte n'est jamais fleurie. Il est le plus souvent utilisé en cuisson.
- Port wine cheese : fromage crémeux de couleur orangée ou rouge, contenant du porto.
- Pimento cheese : très appréciée dans le Vieux Sud, cette préparation à base de fromage est très populaire lors des grandes fêtes. Fromage de cheddar, sel, poivre, poivre de Cayenne, mayonnaise et piments ou olives farcies au piment sont mélangés dans un bol avec d'autres condiments. Le pimento cheese est servi avec des craquelins.
- Red Hawk : un fromage de Californie du Nord, très odorant, au goût très piquant, généralement consommé avec du vin rouge.
- Swiss cheese : fromage de type emmental d’origine américaine.
- Teleme Cheese

## Vins et boissons alcoolisées

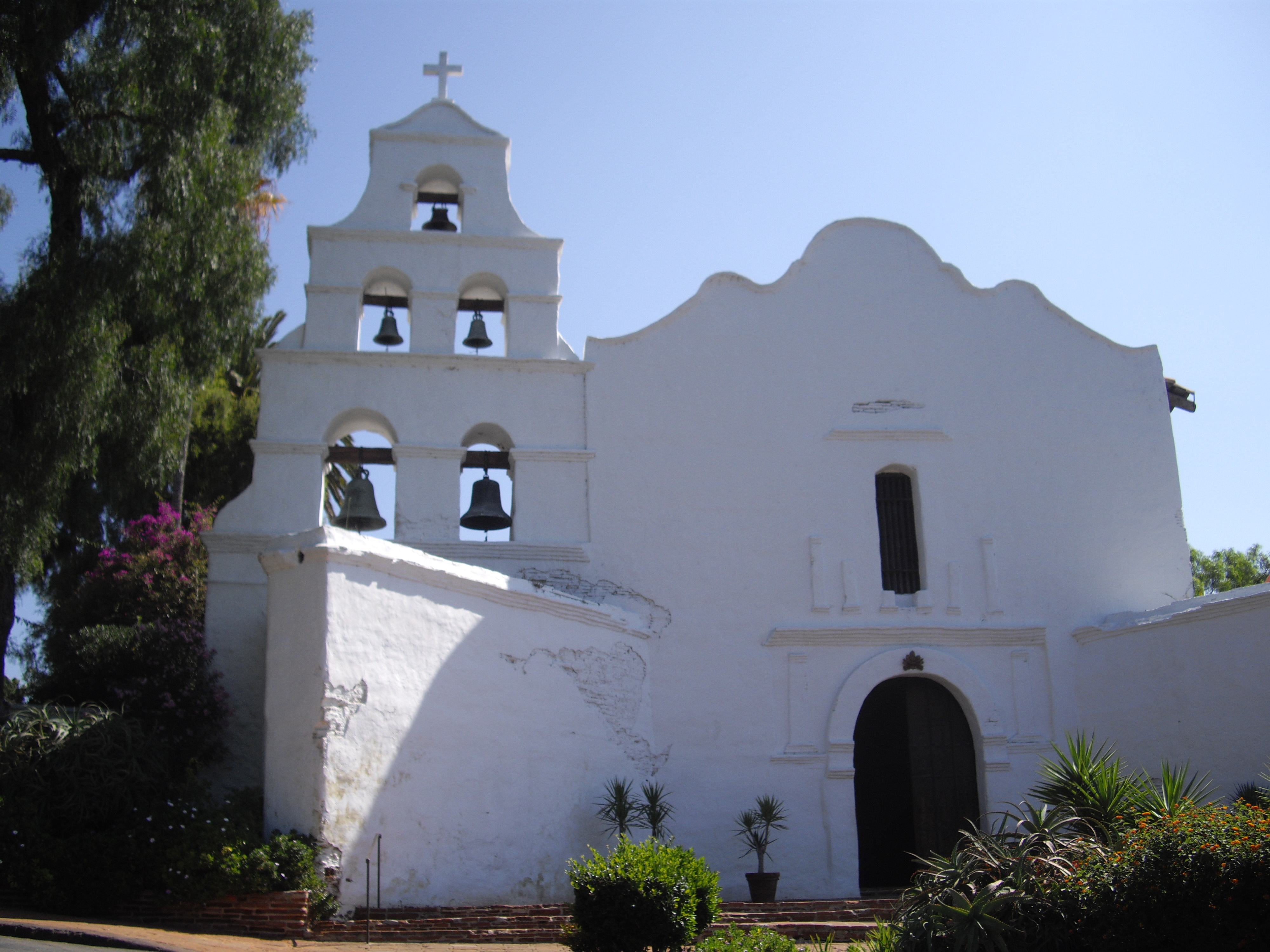
Mission San Diego de Alcalá, site de la première vigne de Californie. Pendant dix ans des efforts importants ont été fournis pour ré-implanter les variétés anciennes de vigne, de figuier et d'olivier sur les terres appartenant aux missions. Le succès fut tel que les Californiens se sont mis à planter des oliviers et des figuiers dans leurs propres jardins et les restaurants ont ajouté ces nouvelles productions à leur carte.

L'alcool est consommé en Amérique depuis l'époque coloniale, depuis le moment où la bière est arrivée au Nouveau Monde avec les premiers colons britanniques en 1607. Les premiers vins de Californie remontent vers 1779, après la plantation par un moine espagnol de la première vigne dans un monastère près de ce qui est aujourd'hui la ville de San Diego. Entre 1775 et 1830, les moines franciscains plantèrent des figuiers, des ceps de vigne du cépage Listán Prieto de Castilla et une variété ancienne d'olivier. Les oliviers et les vignes fournissaient à la fois pour la table et pour l'administration des sacrements (l'huile d'olive sert à la fabrication du Saint chrême). Sous l'égide de la mission principale de San Diego, les plantations se poursuivirent à Santa Barbara, à San Juan Capistrano et plus particulièrement à la très petite église d'où naîtrait un jour la ville de Los Angeles. Le nom complet de cette petite église, église-fille de celle de San Gabriel Arcangel, est Nuestra Señora Reina de Los Ángeles del Río Porciúncula, ou en français, « Notre-Dame, Reine des Anges de la rivière Porciúncula », nom très révélateur de son objectif initial et de son histoire agricole.
Les Français et les Anglais tentèrent à plusieurs reprises de planter des vignes dans l'est des États-Unis ; même Thomas Jefferson s'y essaya à Monticello. Ils ignoraient malheureusement comment se défendre du phylloxéra et de plus les cépages choisis étaient souvent mal adaptés au climat. Par exemple, le cabernet franc est originaire d'Aquitaine où le temps est pluvieux et où les températures dépassent rarement 20 °C en été et ne tombent que rarement sous 10 °C en hiver. Il ne pouvait pas survivre dans un climat où les températures estivales dépassent 30 °C et les températures hivernales tombent sous 0 °C. Les premiers colons de Caroline du Nord avaient essayé de faire du vin avec le raisin Scuppernong, bon raisin de table qui s'était révélé décevant pour la vinification. Presque deux siècles s'écoulèrent avant que des immigrants allemands arrivés à New York ne découvrent comment greffer leurs rieslings qui résistaient au gel sur les plants de vignes autochtones, créant finalement des vignobles dans l'est du pays.
Le rhum est connu aux États-Unis depuis le XVIIe siècle et y est encore aujourd'hui couramment consommé, à la maison comme dans les débits de boissons. Au XVIIe siècle et au XVIIIe siècle, la mer des Caraïbes fut un centre majeur pour le commerce de fruits et d'épices qui ne pouvaient pas être cultivés en Europe, y compris la canne à sucre. Les treize colonies britanniques d'origine (en particulier la Nouvelle-Angleterre) en profitèrent pour développer l'industrie de la construction navale et le commerce : les navires revenaient de la Caraïbe avec la canne à sucre que les marchands transformaient en mélasse, l'ingrédient clé de la fabrication du rhum. Le gouvernement britannique poussa les colons à utiliser le rhum comme monnaie d'échange pour acheter des esclaves en Afrique, encourageant ainsi le commerce triangulaire, et quand les colons se mirent eux-mêmes à consommer du rhum, le roi interdit aux colons de commercer avec les territoires espagnols et français de la mer des Caraïbes, voulant ainsi les forcer à échanger exclusivement avec les colonies britanniques de cette zone. C'est là une des causes de la guerre révolutionnaire américaine : la contrebande avec les Caraïbes (y compris pour le rhum) était très répandue. Aujourd'hui, il existe deux types de rhum qui sont populaires aux États-Unis, l'un qui obéit au goût britannique et dans lequel la saveur de mélasse est prononcée, et l'autre plus léger, correspondant davantage au goût espagnol comme à Porto Rico et à Cuba.
Dans le Sud-Ouest, les boissons alcoolisées préférées, tout comme la cuisine locale, ont subi l'influence extrêmement forte des hispanophones. Cette partie du pays n'a été pleinement intégrée aux États-Unis qu'en 1912. Aujourd'hui, les vagues d'immigrants venues d'Amérique centrale et du Mexique ne font que renforcer l'influence hispanique des origines. Les cowboys de l'époque de la conquête de l'Ouest buvaient de la tequila dont la recette était héritée des colons espagnols qui les avaient précédés de plus d'un siècle. La tequila était très populaire car elle était facile à distiller (les agaves se trouvant aussi bien dans le désert des États-Unis qu'au Mexique) et elle pouvait servir pour le troc dans les épiceries-bazars ou dans les postes de traite. Elle se conservait plus longuement que d'autres alcools au chaud dans une sacoche et comme les mineurs et les homesteaders (les bénéficiaires du Homestead Act) avaient pour elle un penchant égal, c'était une boisson de base dans les saloons. Sa distillation s'opérait souvent à l'échelle locale car le reste de la nation ne commença à s'y intéresser que dans les années 1920. Les États-Unis et le Mexique ont connu des conflits au sujet de la fabrication de la tequila qui ont été résolus en 1996 par l'ALENA (le gouvernement mexicain était mécontent de ce qu'il considérait comme un vol de propriété intellectuelle, en particulier après 1950). La tequila est aujourd'hui un élément essentiel utilisé dans les bars et dans la cuisine (on l'ajoute dans les sautés, comme on le ferait d'un vin ; on l'utilise aussi pour les grillades). Des produits similaires venus d'Amérique hispanophone, comme la chicha, le mezcal et le pulque, qui avaient été longtemps absents de la région, y ont fait leur retour sous l'influence des nouveaux immigrants.
Il est très fréquent de mélanger différents types d'alcool avec toutes sortes de liquides pour créer des cocktails, dont les recettes se comptent par milliers. On trouve de tout, du classique whisky-coca jusqu'au poinsettia, dans lequel un vin mousseux de qualité comme un champagne français ou, plus rarement, un spumante italien, est mélangé avec du jus de canneberge (la couleur en est rouge sang, un peu comme les fleurs de la plante mexicaine qui lui a donné son nom, et qui est une décoration de Noël courante dans les foyers nord-américains).
Les cocktails portent parfois des noms humoristiques. Par exemple, le duck fart, le fuzzy navel, et la car bomb (en français : le « pet de canard », le « nombril velu », et la « voiture piégée ») sont tous d'authentiques cocktails américains. La plupart des noms sont inspirés par la composition du cocktail (ou dans le cas du duck fart, sa couleur jaune). Cependant, le nom peut être trompeur. Il y a ainsi un cocktail appelé Long Island Iced Tea qui ne contient pas de thé, mais qui a une très forte concentration de plusieurs alcools différents. Le Coca-Cola est son ingrédient principal.
Le cidre de pomme est disponible aux États-Unis en deux variétés : l'une, appelée cidre, a un taux d'alcool d'environ 12 %, et l'autre, appelée cidre doux, totalement dépourvue d'alcool, est consommée par tous, enfants et adultes. La première variété est commune dans le nord-est du pays (notamment au New Jersey). La seconde, de couleur ambrée, est une sorte de jus de pomme. Ce second genre de cidre est celui qui est généralement consommé en famille à Noël ou pour l'Action de Grâce et il est alors consommé chaud avec des épices infusées, comme du vin chaud.

### Vins

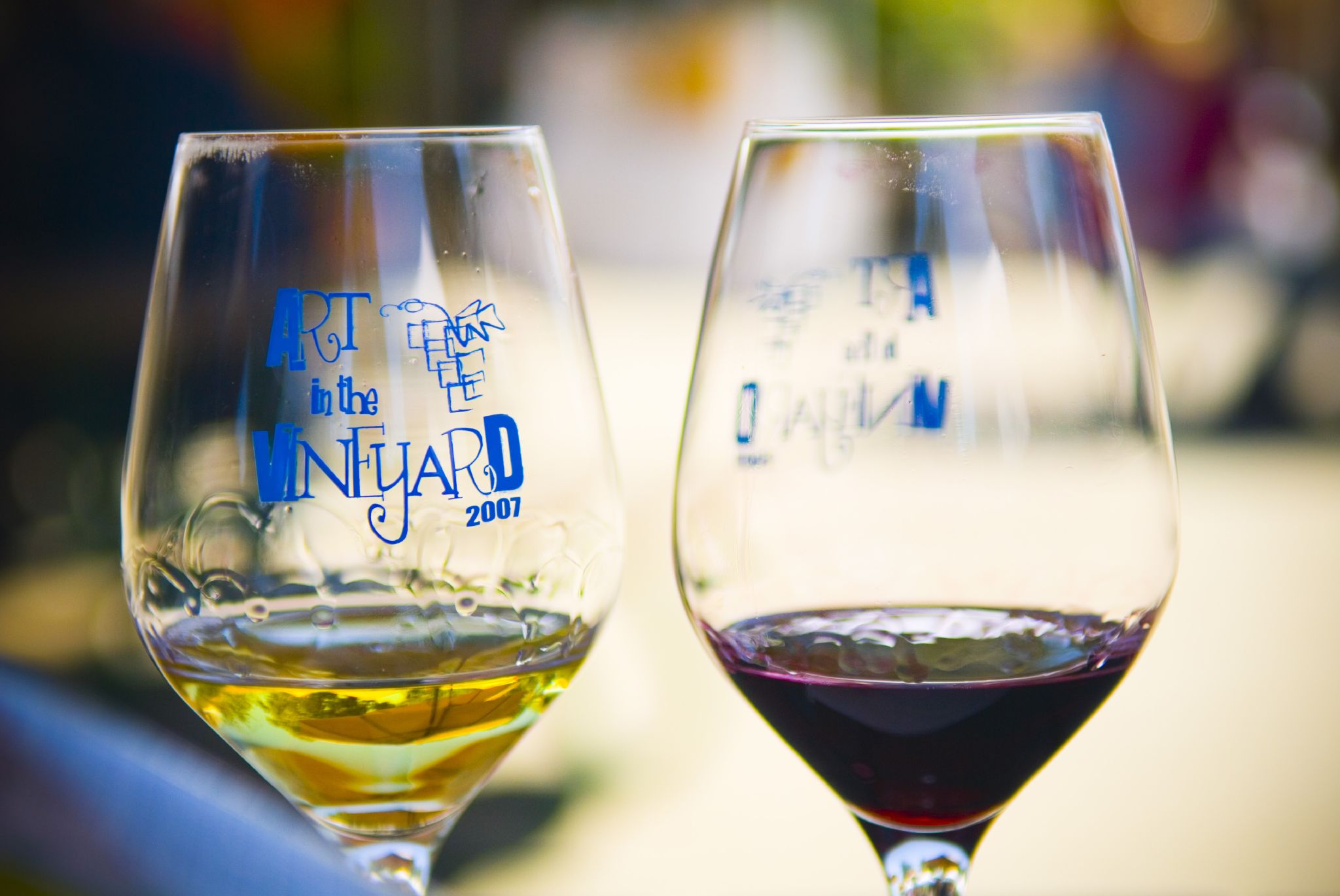
Vins rouges et blancs de Californie.

- Barboursvile Vineyards : un producteur de Virginie fondé en 1976 sur une ancienne plantation conçue en 1814 par Thomas Jefferson pour son ami Thomas Barbour. Actuellement détenu par une famille italo-américaine, le vignoble est situé dans le centre de la région viticole américaine de Shenandoah Valley, à 32 km au nord de Monticello. Il donne des vins de bonne qualité tels que rieslings, nebbiolos, cabernet sauvignon et malvaxias qui ont séduit les palais les plus exigeants à Washington[136],[137].
- Chateau Montelena : un producteur qui est très célèbre pour ses chardonnays et rieslings. L'un des vignobles les plus célèbres pour ses vins blancs en Amérique[138].
- Clinton Vineyards : un nouveau producteur de la côte Est. Un créateur de vins mousseux dans le nord de la vallée de l'Hudson (nord de New York.) Un favori des nantis influents de New York, dont l'ancien président Bill Clinton (ce vin a été servi lors du mariage de sa fille)[139].
- Heitz Wine Cellars (en) : un producteur qui est renommé comme le maître de Grignolino en Amérique[140]. Classé troisième dans la revanche de 2006 du Jugement de Paris.
- Gypsy Canyon : un producteur situé dans les montagnes près de Santa Barbara, en Californie, sur un vignoble fondé à l'origine vers 1887. Aujourd'hui, Gypsy Canyon a l'honneur de cultiver une variété très rare de raisin appelé en anglais le mission grape, mieux connu des Européens comme Listán Prieto de Castilla. Ce cultivar de raisin est presque éteint en Europe en raison de l'épidémie de phylloxéra qui a détruit la vigne originale castillane vers 1885. Cependant, les graines emportées en Californie par les moines franciscains deux siècles plus tôt ont survécu et prospéré. Aujourd'hui, le producteur actuel utilise les raisins pour faire un vin de dessert issu de la recette originale inventée par les moines, Angelica, et une seule bouteille peut coûter 150 euros[141],[142].
- Kendall-Jackson : un producteur qui se spécialise dans les vins du marché intermédiaire pour la table mais aussi l'une des plus riches entreprises de Californie[143].
- Ridge Vineyards (en) : un producteur dans les Santa Cruz Mountains et le comté de Sonoma connu pour ses cabernets sauvignons, des chardonnays et zinfandels.
- Robert Mondavi Winery : la cave du vigneron pionnier dans le Nouveau Monde, Robert Mondavi.
- Stag's Leap Wine Cellars : un autre vignoble de Napa Valley, célèbre pour ses merlots. Il a remporté de nombreux prix en compétition avec des labels français, y compris le Jugement de Paris de 1976.

### Rhums
- Bacardí : ce rhum est originaire de Santiago de Cuba. La famille qui possédait la distillerie s'enfuit à Porto Rico après l'accession au pouvoir de Fidel Castro. Aujourd'hui, la distillerie est toujours à Porto Rico.
- Captain Morgan : nommé d'après le pirate et gouverneur de la Jamaïque, Henry Morgan. Il a une couleur très sombre et les variétés premium ont une saveur jamaïcaine typique.
- Cruzan Rum : rhum fabriqué uniquement à Sainte-Croix dans les Îles Vierges, d'influence danoise.
- Don Q : le rhum le plus vendu et le plus cher de Porto Rico. Il est indispensable pour une piña colada authentique.
- Thomas Tew : rhum de Rhode Island. Au XVIIe siècle et au début du XVIIIe siècle, Newport, Rhode Island était un port important pour le commerce triangulaire, à la fois dans la vente et la production de rhum. Une distillerie locale s'est servie du nom du pirate Thomas Tew pour commercialiser son rhum qui a une saveur marquée de mélasse et a été présenté à l'émission de télévision Dirty Jobs en 2011[144].
- Old New Orleans : ce rhum d'influence française est incroyablement rare en Amérique. Traditionnellement, le rhum produit à La Nouvelle-Orléans était le plus étroitement lié à celui d'Haïti : pirates et corsaires comme Jean Lafitte utilisaient La Nouvelle-Orléans comme port d'escale et y buvaient les mêmes rhums. Aujourd'hui, ce distillateur local utilise de la canne à sucre cultivée en Louisiane.

### Whisky et bourbon
- Beam Yellow Label : rye whisky.

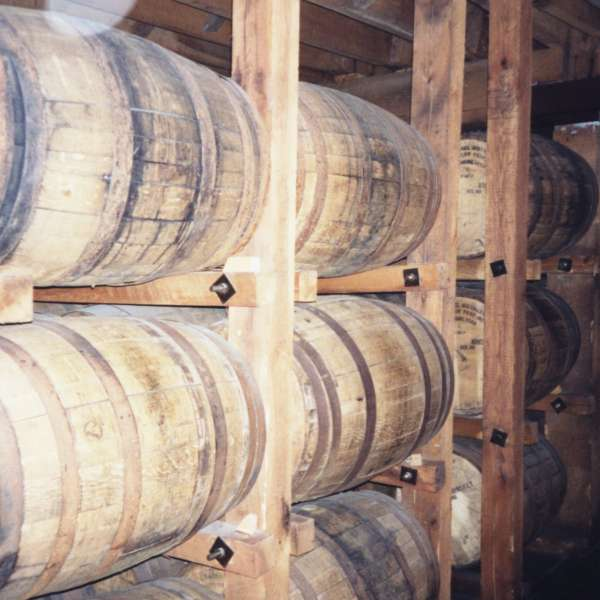
Fûts de whisky Jack Daniels, qui doit vieillir au moins trois ans. La tradition remonte à plus de deux cents ans.

- Collier and McKeel : whisky du Tennessee.
- Dad's Hat: À une certaine époque, le rye whisky était très populaire en Amérique et fabriqué principalement en Pennsylvanie. Ce n'est que depuis quelques années que le rye whisky est revenu en Pennsylvanie, et cette marque est très populaire.
- Jack Daniel's : whisky filtré à travers du charbon de bois d'érable à sucre avant d'être placé dans des barils pour vieillir. Ingrédient courant des sauces barbecue du Tennessee et du Missouri.
- Moonshine : un whisky de maïs extrêmement puissant qui est de tradition dans la région des Appalaches, mentionné dans la chanson de John Denver Take Me Home, Country Roads. Sa production est très dangereuse du fait de la haute inflammabilité du produit et il est facile de commettre des erreurs dans sa distillation. C'est pourquoi ce whisky a longtemps été illégal. Il est à l'origine de la NASCAR : pendant la Prohibition, les moonshiners des Appalaches faisaient confiance à des conducteurs de voitures rapides pour livrer leur whisky dans la vallée et échapper à la police.
- Mountain Moonshine : moonshine produit légalement, populaire auprès des étudiants du Sud.
- Old Crow : le whisky préféré du général Ulysses S. Grant, 18e président des États-Unis.
- Old Overholt : rye whiskey très ancien, brassé depuis 1810. Il est commercialisé lorsqu'il a quatre ans d'âge.
- Whistlepig Rye whisky très cher.
- Wild Turkey : bourbon puissant qui peut contenir jusqu'à 55 % alcool pur. Surnommé The Dirty Bird (« l'oiseau immonde »). C'est la boisson préférée du journaliste Hunter S. Thompson.
- Woodford Reserve : bourbon du Kentucky. Concepteurs de la méthode sour mash, et l'une des rares distilleries qui n'ont pas été détruites par la Prohibition.

### Cidres et autres boissons alcoolisées
Le cidre a une très longue histoire aux États-Unis, et en fait c'était l'un des tout premiers alcools produits dans le colonies britanniques au XVIe siècle. Nicholas Spencer, un parent éloigné de Diana, princesse de Galles, était autrefois le secrétaire de la Virginia House of Burgesses. En 1676, il se lamenta un jour sur la cause des émeutes de ces deux dernières années : « All plantations flowing with syder, soe unripe drank by our licentious inhabitants, that they allow no tyme for its fermentation but in their braines. » (traduction approximative en français : Toutes les plantations donnent beaucoup de cidre, et nos résidents licencieux n'attendront même pas qu'il fermente complètement pour le boire et s'enivrer). Cent ans plus tard, John Adams a déploré la qualité de l'alcool à Philadelphie et a écrit une lettre à sa femme, Abigail, lui disant combien il souhaitait pouvoir goûter sa recette.
Malheureusement, le temps n'était pas clément pour cette boisson. Au cours du XIXe siècle, sa popularité a décliné, en partie à cause des immigrants d'Europe centrale et orientale et aussi de l'explosion d'immigrants d'Irlande : tous préféraient la bière, en particulier les lagers et les pilsners, et dans le cas des Irlandais, le whisky et le poítín, beaucoup plus forts esprits. Au moment de la Prohibition, la boisson a à peine survécu en Nouvelle-Angleterre. Cela n'a pas empêché les fanatiques de la ligues de Temperance de brûler ou d'abattre des pommiers contenant des pommes à cidre pour s'assurer qu'aucun alcool ne serait brassé à partir de la récolte … et plus tard, des agents fédéraux ont suivi les fanatiques, avec le Volstead Act comme excuse. Le livre The Cider House Rules montre à juste titre que la plupart des pomiculteurs de la Nouvelle-Angleterre sont passés à la production de cidre sans alcool dans les années 1940, lorsque les événements du roman se déroulent.
C'est resté ainsi jusque dans les années 1980. À cette époque, certains des anciens équipements de cidre de la Nouvelle-Angleterre étaient réparables et l'interdiction avait été abrogée depuis de nombreuses années. Des lois plus récentes ont permis dans certaines juridictions de créer de l'alcool à la maison pour un usage personnel. La Californie avait remporté le Jugement de Paris au cours de la décennie précédente et la demande de vin californien est montée en flèche. Certains des équipements utilisés par ces vignerons particuliers pouvaient également être utilisés pour la fabrication du cidre : les vignerons californiens pouvaient également être invités à fournir tout équipement excédentaire dont ils disposaient. Des catalogues existaient également. À Boston, il y avait aussi une importante communauté d'expatriés irlandais qui maintenait la préférence pour le cidre, comme en témoigne l'exportation du cidre Bulmer vers la Nouvelle-Angleterre vers la fin du XXe siècle.
Aujourd'hui, après une très longue absence, le cidre est de retour. De nombreux États des deux côtes distillent au moins une marque de cidre, généralement d'un type très similaire aux styles anglais, mais plus léger et sucré. Il existe une multitude de brasseurs locaux et aussi de marques nationales, comme Woodchuck Cider.
Les anciennes variétés de pommes plantées dans les années 1920, les survivantes, sont redécouvertes sur des terres abandonnées et sont soigneusement cataloguées et expérimentées. Par exemple, la Napa Valley en Californie est très célèbre pour ses vins, mais peu de gens en dehors des États-Unis savent qu'avant de faire pousser des raisins de cuve, ils faisaient pousser des pommes. Aujourd'hui, un petit nombre de ces arbres survivent encore, généralement du cultivar Gravenstein. , à l'origine un cultivar de pomme danois. Auparavant, cela ne valait presque rien en tant que récolte, perdant la bataille contre les vignobles, mais aujourd'hui, il est à nouveau rentable de vendre la récolte aux cidreries.La ville de New York se trouve juste à l'extérieur de la vallée de l'Hudson, qui cultive des pommes depuis des siècles. Il est devenu courant d'avoir du cidre à la pression dans les tavernes.

#### Cidres et leurs proches
- Ace Cider : un cidre de Californie, en Sonoma.
- Angry Orchard: une marque nationale de cidre brassé en Nouvelle-Angleterre.
- Bellwether cider : cidre mousseux artisanal de la région de Lake Placid, New York.
- Bold Rock:une variété artisanale brassée uniquement en Caroline du Nord.
- Ciderjack : type d'alcool très rare qui provient probablement des recettes de liqueur de calvados. Il est fabriqué par un procédé semblable au cidre de glace québécois, mais la teneur en alcool est dangereusement élevée. Au début de la Grande Dépression, quand l'alcool était encore illégal, beaucoup d'hommes sont devenus aveugles à cause d'erreurs dans le brassage. Pour cette raison, il est également connu en anglais américain comme White Lightning (en français : « la foudre blanche »)
- Farnum Hill Cider : un cidre léger du New Hampshire contenant 7,5 % d'alcool.C'est l'un des premiers cidres produits en Nouvelle-Angleterre depuis la Prohibition, avec les premières bouteilles créées dans les années 1980[147].
- Laird's: c'est l'une des plus anciennes entreprises/distilleries d'alcool du pays ; leur recette de applejack remonte à 1792. Avant cela, un Écossais, Alexander Laird, a ouvert la distillerie dans le New Jersey en 1698 où il a inventé un type puissant de applejack et a transmis la recette à travers de nombreuses générations. Miraculeusement, cette liqueur a survécu à la Prohibition lorsque de nombreuses autres ont fait faillite et est aujourd'hui un incontournable des cocktails comme le rose jack ou l'appletini[148].
- Woodchuck cider : type de cidre infusé dans le centre du Vermont. Il est brassé en utilisant un type de levure utilisée normalement dans le champagne en France, mais qui produit un équilibre de douceur et d'amertume dans le cidre. L'animal sur l'étiquette est une marmotte, ironiquement appelée « mangeur de pommes tombées ».
- Virtue Cider : une marque de cidre du Michigan, mais disponible partout dans les Grands Lacs. Cette cidrerie produit un cidre haut de gamme appelé Lapinette, selon des méthodes similaires aux cidres normands[149].

#### Autres boissons alcoolisées
- Everclear : un des alcools les plus puissants du monde, il peut contenir jusqu'à 95 % d'alcool pur. Son seul rival en Europe est la Poteen irlandaise qui est illégale dans la plupart des pays de l'Union européenne.
- Maui Blanc : vin issus de l'ananas. La recette est probablement un descendant de la recette à d'origine d'Okinawa, au Japon. Ce vin est un ajout populaire dans les cocktails locaux.
- Mike's Hard Lemonade : alcopops très populaire auprès des étudiants universitaires à l'échelle nationale.
- SKYY vodka : la société qui brasse cette vodka à San Francisco fait don de certains de ses déchets pour la recherche sur les biocarburants. Il est également la vodka préférée pour faire le cocktail Cosmopolitan.
- Southern Comfort : une liqueur fabriquée dans le Sud depuis 1874. La première liqueur fut servie en Louisiane par un barman immigré d'Irlande. Une boisson favorite de Janis Joplin.

### Bières
La production de bière est très diversifiée aux États-Unis et les marques les plus célèbres dépendent de la région. À part des bières les plus connues, comme le Budweiser, chaque région est dotée d'une variété de microbrasseries, le nord-ouest et la Nouvelle-Angleterre ayant le plus grand nombre per capita :
- Anchor Steam, populaire en Californie ;
- Brooklyn Lager, une bière de New York, nommée d'après le quartier de Brooklyn où se situe la principale brasserie ;
- Fat Tire, populaire en Arizona et au Nevada ;
- Harpoon Brewery, une bière de Boston, Boston étant jadis un siège pour les baleiniers, d'où le mot harpoon (en français : « harpon ») dans le nom ;
- Long Trail Ale, une bière du Vermont ;
- Magic Hat, une autre bière du Vermont ;
- National Bohemian Beer, une bière du Maryland brassée depuis 1885. Familièrement, elle est connue comme Natty Bo et est une des boissons préférées lors des jeux de baseball des Orioles de Baltimore ;
- Old Dominion, une bière de Virginie. Les Américains appellent la Virginie le Old Dominion (français : « Vieux Domaine ») parce qu'elle est la plus ancienne colonie d'origine britannique et a été habitée pendant 405 ans à compter de 2012[pas clair]. Cette bière est très populaire à Washington, se trouve aussi jusqu'en Caroline du Nord et est une bière typique du Sud avec une saveur légère ;
- Red Brick, une bière de Géorgie ;
- Samuel Adams (bière), une bière de Boston très populaire en Nouvelle-Angleterre et nationalement ;
- Schlafly, une bière de Missouri ;
- Sierra Nevada ;
- Smuttynose, une bière du New Hampshire ;
- Yuengling, une bière très ancienne de Pennsylvanie. Lorsque les Américains ont perdu le match de finale de hockey aux Jeux olympiques d'hiver 2010, le président américain Barack Obama a envoyé au premier ministre canadien Stephen Harper une caisse de Yuengling avec une caisse de Molson Iced Beer dans le cadre de leur pari[150].

## Desserts

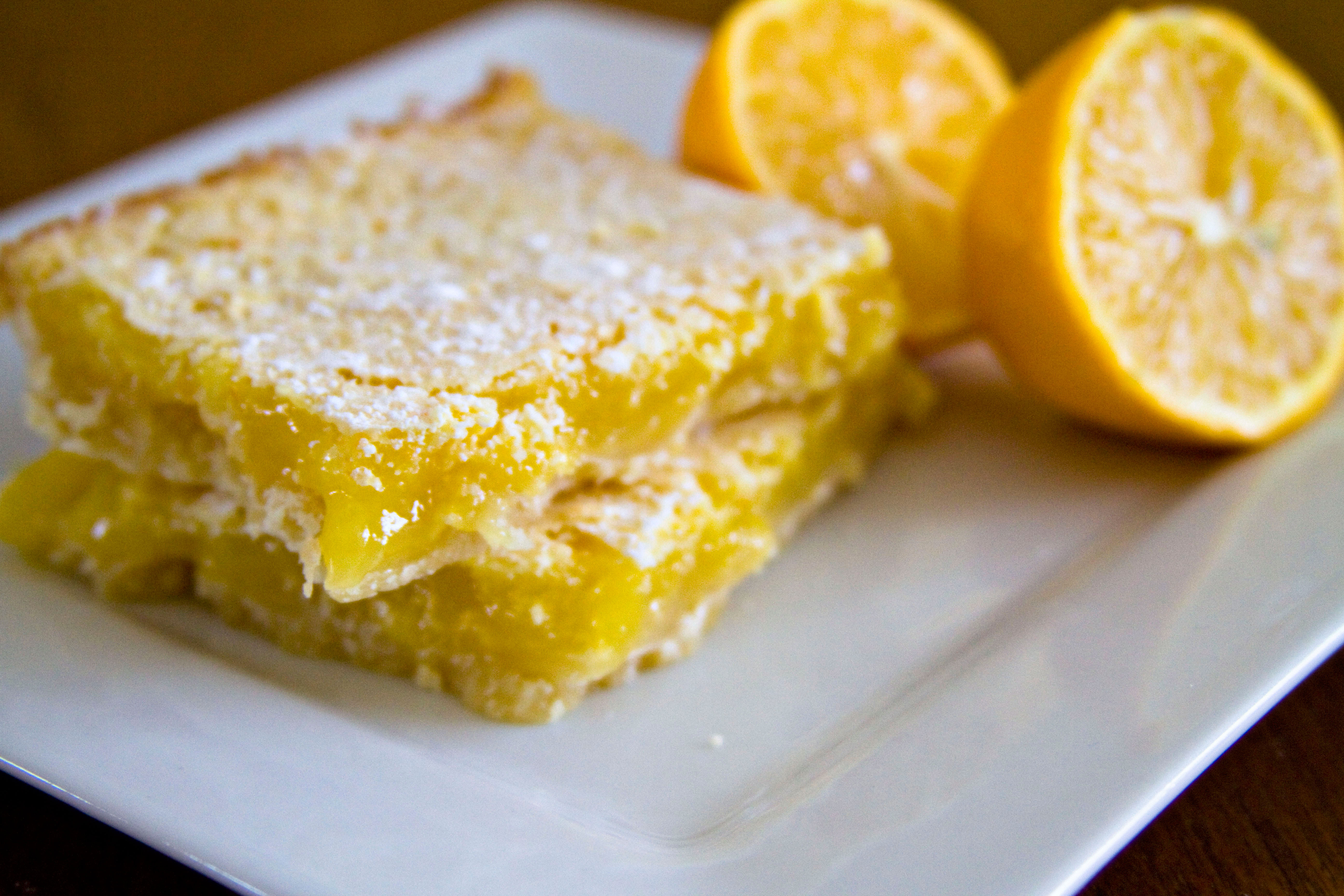
Les carrés au citron. Dans ce cas, on utilise le Citron Meyer, une sorte d'agrume très populaire de Californie.

### Pâtisseries
- Carré chocolat aux noix (brownie with walnuts).
- Carré au citron (lemon square) : pâtisserie très populaire, cuite au four. La base est un biscuit sablé au beurre. Le dessus est fait de crème de citron et contient du zeste de citron; certaines variantes utilisent du citron Meyer pour un goût plus sucré. Toute la pâte est recouverte de sucre en poudre. La recette est tirée d'un livre de cuisine publié en 1963 ; d'autres variantes modernes utilisent des citrons verts et des oranges au lieu de citrons.
- Carré Rice Krispies : il s'agit d'une recette très simple où les céréales de riz sont mélangées à du beurre et de la guimauve fondus, et moulées en carrés. La recette a été inventée en 1939 ; c'est une pâtisserie classique servie en particulier aux enfants.
- S'more : le nom de ce dessert vient de l'expression anglaise some more, impliquant que la personne en voudrait un peu plus. Il est composé d'une guimauve cuite sur une flamme et prise en sandwich entre un carré de chocolat et deux biscuits Graham.
- Whoopie pie : bien que contenant le mot anglais de « tarte », il ne s'agit pas d'une tarte. C'est en fait une spécialité de la Nouvelle-Angleterre où la crème à la vanille est prise en sandwich entre deux morceaux de gâteau au chocolat en forme de disque. Il est habituellement mangé avec les mains.

### Tartes
- Tarte aux bleuets (blueberry pie):  Ne pas confondre avec la tarte française, car la recette n'utilise que des espèces d'origine nord-américaine. Très populaire en été et comme dessert pour le 4 juillet.
- Tarte aux cerises (cherry pie): au XVIIe et au XVIIIe siècles, les colons britanniques des Midlands de l'Ouest ont souvent fait des compotes et les confitures de merisier. Leurs recettes s'étaient avérées très précieuse dans le Nouveau Monde et, aujourd'hui, les recettes ont évolué dans une tarte généralement servie au moment du 4 juillet. La recette demande des cerises aigres fraîchement dénoyautées ou issues du cerisier noir (Prunus serotina).
- Tarte au citron (lemon pie) : il existe deux sortes de tartes au citron populaires aux États-Unis. La première est une tarte garnie d'une crème au citron et surmontée d'une meringue, dont la recette est très similaire aux recettes britanniques datant des années 1760. La seconde est une invention du XXe siècle appelée lemon ice-box pie créée un peu avant 1950, au goût acidulé, à base de lait condensé, de citrons, d'un fond de tarte au beurre et d'une garniture de crème fouettée. Elle ne nécessite pas de cuisson.
- Mississippi mud pie : ce dessert doit son nom à la présence massive de chocolat noir qui rappelle les eaux boueuses du cours inférieur du fleuve Mississippi.
- Tarte à la citrouille (pumpkin pie) : cette tarte est fondamentalement un flan à base de purée de citrouille sucrée et contient souvent un mélange de cannelle, de piment de la Jamaïque, de muscade et de clous de girofle. C'est un élément essentiel des fêtes de l'Action de Grâce et de Noël.

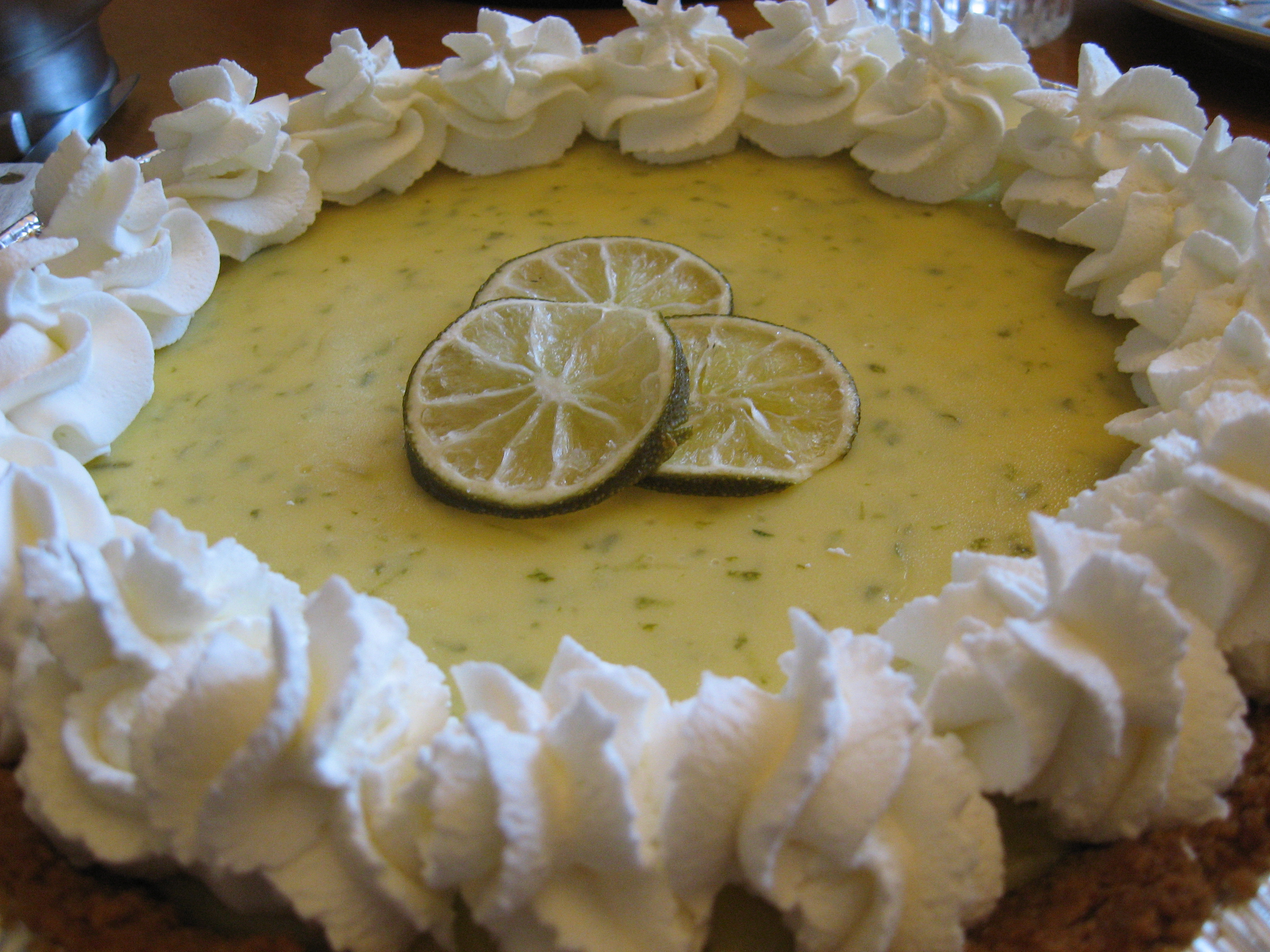
Une véritable tarte au citron vert des Keys. Les ingrédients comprennent généralement du jus et du zeste de citron vert frais, du lait condensé sucré, et un fond de tarte à base de biscuits Graham.

- Tarte au citron vert des Keys (Key lime pie) : il y a un type de citron vert spécifique, citrus aurantifolia,   de l'archipel à l'extrémité de la Floride qui est très acidulé et très petit, de la taille d'une boule de flipper. Ces citrons verts sont nécessaires pour faire une vraie tarte au citron vert des Keys avec un fond de tarte aux biscuits Graham.
- Tarte de Shoofly (en) (Montgomery pie, shoofly pie) : cette tarte trouve son origine chez les Allemands de Pennsylvanie, mais a un goût semblable à une tarte à la mélasse britannique. Elle emprunte son nom au comté dans lequel elle est née.
- Tarte aux patates douces (sweet potato pie) : tarte du Vieux Sud, inventée par les Afro-Américains. La patate douce est épluchée, écrasée et cuite dans une crème à la cannelle et aux clous de girofle et servie chaude avec de la crème glacée à la vanille, le plus souvent à Noël ou à Thanksgiving.
- Tarte aux pommes (apple pie) : les Hollandais et les Anglais avaient beaucoup de recettes de tarte aux pommes datant d'avant la Renaissance et les ont apportées avec eux au Nouveau Monde. Ces recettes ont fusionné pour n'en former qu'une, très précieuse culturellement parlant. Ainsi, quand on demandait aux soldats américains de la Seconde Guerre mondiale pourquoi ils se battaient, la réponse standard était, For Mom and apple pie (en français : « pour ma maman et la tarte aux pommes »)[151]. Les variétés de pommes nécessaires pour cette tarte sont des pommes américaines acides (Newtown Pippin, Sonoma Gravenstein, Northern Spy). La recette est simple. Les pommes sont épluchées, épépinées et coupées en tranches, puis enrobées d'un mélange de beurre, de cannelle, de muscade, de sucre roux, de jus de citron et d'extrait de vanille ; elles sont ensuite cuites dans une pâte brisée. Le moule à tarte est généralement cannelé comme dans la recette britannique d'origine. La croûte supérieure consiste parfois en lanières de pâte qui forment un treillis.
- Tarte aux pacanes (pecan pie) : le pacanier est natif uniquement du Centre et du Sud des États-Unis, et ceci est l'utilisation la plus célèbre de sa noix en cuisine. D'autres recettes requièrent plutôt la noix piquée du noyer blanc (hickory), espèce similaire, qui donne une saveur plus fumée au dessert.
- Grasshopper pie : une tarte dont on trouve la première mention au début des années 1960 dans le New York Times[152]. Elle tire son nom de sa couleur vert intense semblable à celle d'une sauterelle et elle a un très fort goût de menthe. Le fond de tarte est fait de chapelure de gaufrettes au chocolat concassées et la garniture est un mélange de crème de menthe, crème de cacao, gélatine, crème et blancs d'œuf. Elle est ensuite garnie de sirop de chocolat et de crème chantilly et servie fraîche.
- Tourte à la rhubarbe et aux fraises (strawberry-rhubarb pie) : ce type de tarte est uniquement disponible en juin ou mai, car il combine rhubarbe tardive et fraise précoce. C'est un aliment de base des États proches des Grands Lacs.
- Tarte au vinaigre (vinegar pie) : sur les routes de l'Ouest, les pionniers qui se déplaçaient pour acquérir un lopin de terre préparaient une tarte rudimentaire à l'aide de farine, d'œufs, de sucre et de vinaigre. La version contemporaine incorpore d'autres ingrédients tels que des clous de girofle ou de la cannelle[153].

### Biscuits
- Biscuits aux épices de Moravie (Moravian spice cookies) : ce biscuit est un descendant direct de desserts inventés par les germanophones émigrés en Caroline du Nord il y a deux cent cinquante ans. La recette est très étroitement liée au Lebkuchen allemand et est aujourd'hui un élément traditionnel de Noël dans de nombreuses régions du Sud. Des variations modernes incluent des zestes de citron confits, du chocolat et des noix du noyer noir.
- Biscuits aux flocons d'avoine et raisins secs (oatmeal raisin cookies) : ce dessert américain est le descendant du bannock écossais, qui, au fil du temps, a été modifié pour devenir un dessert sucré et moelleux plutôt qu'un aliment du petit déjeuner. La première recette de ce biscuit a été publiée en 1884, mais entre 1884 et 1947, les ménagères ont augmenté la quantité de sucre et les raisins secs ont fait leur apparition dans la recette[154],[155].
- Bizcochito : un classique du Sud-Ouest, en particulier au Nouveau-Mexique où la recette originale a été inventée par les colons espagnols. C'est un biscuit au beurre croquant, parfumé à l'anis ou à la cannelle, et généralement consommé pour de grandes occasions comme Noël ou les baptêmes. Il est fréquemment accompagné de café.
- Cookie (chocolate chip cookie) : le mot américain cookie est dérivé d'une expression hollandaise qui signifie « une petite galette », mais il a un sens plus précis en anglais américain : pour un locuteur natif de l'anglais américain, un cookie est juste un biscuit sucré sec. La recette de ce célèbre dessert a été publiée en 1930 dans le Massachusetts et le cookie est rapidement devenu un classique national, servi avec du lait très froid.
- Cookie noir et blanc (black and white cookie) : il s'agit d'un biscuit rond et moelleux, nappé sur une moitié de fondant à la vanille et sur l'autre moitié de chocolat noir fondu. Il a été inventé dans les pâtisseries de New York.
- Corne d'amande (almond horn) : une spécialité des épiceries fines et des pâtisseries juives de New York qui descend de recettes de biscuits de Noël autrichiens et hongrois. Il s'agit d'un grand biscuit en forme de fer à cheval remplie de pâte d'amande et de poivre noir et recouvert d'amandes effilées. Les deux extrémités sont trempées dans du chocolat noir[156].
- Fortune cookie : type de biscuit aux amandes qui contient un message caché à l'intérieur. C'est un biscuit introduit vers 1895 à San Francisco par des immigrants japonais. On pense que les boulangers japonais ont modifié une recette de leur pays natal. À l'époque de la Seconde Guerre mondiale, la pratique s'étendit au Chinatown de San Francisco, puis dans les restaurants chinois partout aux États-Unis.
- Joe Frogger : ils ont été inventés à la fin du XVIIIe siècle au Massachusetts par un fermier noir libre nommé Joseph qui vivait près d'un étang rempli de grenouilles, d'où le nom. C'est un biscuit fabriqué à partir de mélasse noire, de clous de girofle, de gingembre ; il a un goût poivré.
- Hermits : un type de biscuit de la Nouvelle-Angleterre. Les biscuits sont très moelleux et tendres et regorgent d'épices ainsi que de dattes, de noix et de raisins secs.
- Snickerdoodles:  un type de biscuit natif aux la Nouvelle Angleterre. Il est très populaire en décembre et début janvier lors des célébrations de Noël et du Nouvel An : environ 70 % des citoyens des États-Unis s'identifient comme chrétiens.   ils sont généralement composés de beurre, d'huile végétale, de crème de tartre et d'un mélange piquant de cannelle et de sucre.

### Bonbons

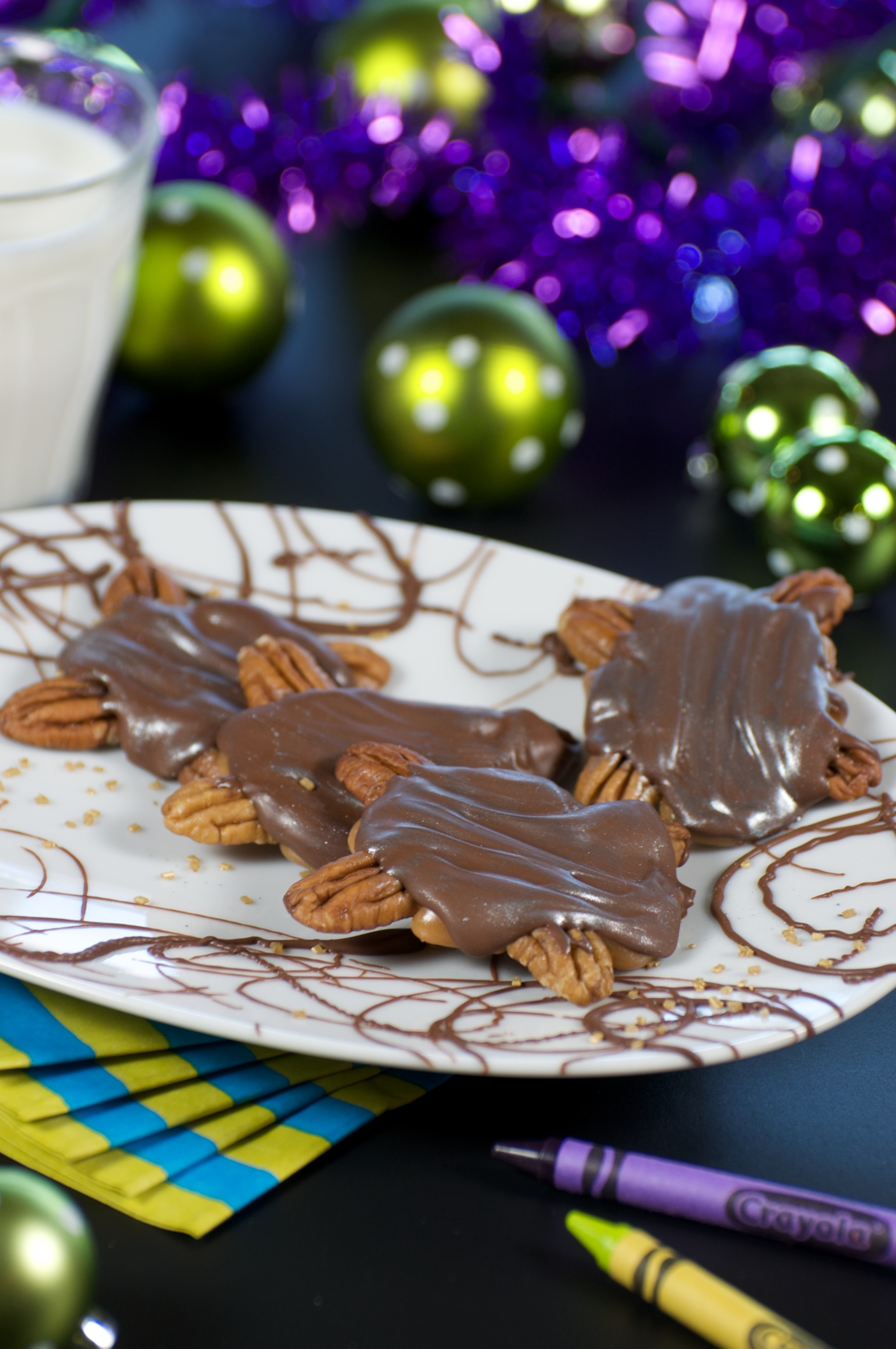
Les tortues au chocolat.

- Buckeye (en) nommé pour les noix d'un arbre indigène appelé Buckeye, un parent du marronnier d'Inde. Ce bonbon a un centre crémeux parfumé au beurre de cacahuète et il est trempé dans du chocolat.
- Nougatine aux arachides (peanut brittle) : une friandise originaire du Sud, fabriquée selon une recette similaire à celle du toffee anglais, avec une saveur très prononcée d'arachide.
- Pommes aux caramel (caramel apples) : un parent de la pomme d'amour, populaire aux États-Unis à la période de Halloween. Il s'agit d'une pomme acide embrochée sur un bâtonnet et trempée dans du caramel chaud ; certaines variétés incluent des arachides hachées. En particulier, ce bonbon est très populaire à l'Halloween pour un "trick-or-treat" ou comme dessert lors de fêtes de Halloween.
- Salt Water Taffy : un type de caramel fait d'eau salée, de sirop de maïs et de beurre inventé dans le New Jersey dans les années 1800. C'est une petite douceur extrêmement populaire sur la Côte Atlantique pendant l'été. Il existe différents arômes.
- Tortues du chocolat (chocolate turtles) : confiserie qui est probablement d'origine familiale, mais qui a d'abord été popularisée à Los Angeles dans les années 1930. C'est un bonbon où les arachides ou les pacanes sont couvertes de caramel et de chocolat au lait de sorte que, par le haut, il ressemble à une tortue qui sort furtivement la tête[157].

### Gâteaux et génoises
- Cheesecake : la recette traditionnelle de ce gâteau au fromage réclame du cream cheese ou, plus rarement, de la crème aigre. Cependant, il existe au moins quatre variétés de cheesecake servies aux États-Unis, dont trois ont été apportées par les immigrants européens. La première variété est servie parmi les descendants d'immigrants allemands dans les États de la région des Grands Lacs. Il est à base de fromage Quark. La deuxième variété de New York est basée sur des recettes juives (le fromage contient de la présure qui n'est pas casher) et la recette de New York utilise donc de grandes quantités de crème et d'œufs. La troisième variété est dérivée de recettes napolitaines pour pastiera, une tarte servie à Pâques à base de ricotta. Elle est servie uniquement dans le Nord-Est.
- Gâteau des anges (angel food cake) : une génoise légère avec un glaçage à la vanille.
- Gâteau à la chiffon (chiffon cake) : Ce gâteau a été inventé en Californie dans la première moitié du XXe siècle. Sa texture est naturellement moelleuse.

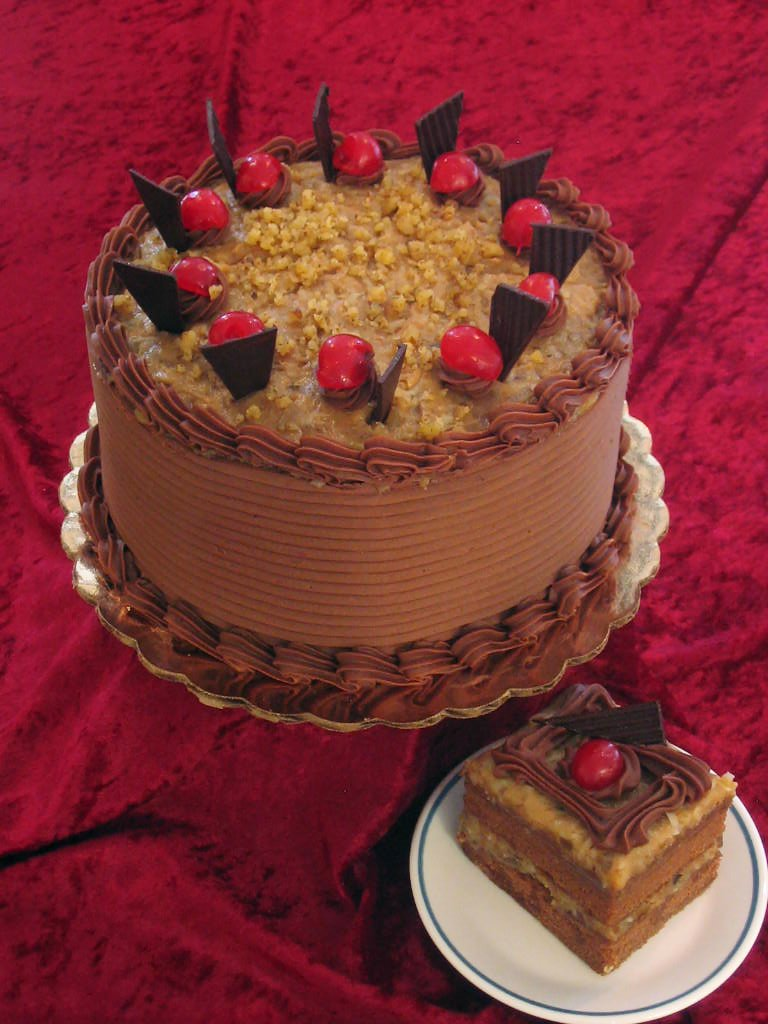
German chocolate cake.

- Gâteau du diable (devil's food cake) : gâteau au chocolat très riche.
- Gâteau de Dame Baltimore (Lady Baltimore cake) : spécialité du nom de l'épouse de George Calvert, 1er baron Baltimore, dans le Maryland, et servie dans le Sud pendant l'été.
- Gâteau drapeau (flag cake) : tradition récente pour le Jour de l'Indépendance. Il s'agit d'un simple gâteau à la vanille cuit sous la forme d'un grand rectangle. Le dessus et les côtés sont décorés d'abord avec un glaçage au beurre ou un glaçage de fromage à la crème Philadelphia. Il est ensuite décoré avec des fruits frais de juillet, de tranches de fraises pour les bandes et de bleuets frais pour le canton. Le résultat ressemble au drapeau américain[158],[159].
- Gâteau aux fruits: Presque tous les pays d'Europe on au moins une gâteau aux fruits et les recettes de cette catégorie de dessert remontent au Moyen Âge, voir plus tôt. Il n'est pas donc surprenant que les États-Unis aient hérité de leurs premières recettes d'Angleterre au XVIIIe siècle : Amelia Simmons, l'une des premières auteures d'un livre de cuisine pour la cuisine américaine, a même une variante dans son livre de cuisine de 1796 appelée election cake. Malheureusement, il n'a pas la même prestige aux États-Unis qu'en Europe. Johnny Carson a un jour plaisanté dans les annés 1960: «Le pire cadeau de Noël est le gâteau aux fruits. Il n'y a qu'un seul gâteau aux fruits dans le monde entier et le gens continuent de s'en envoyer les uns aux autres» Même avant Carson, c'était un cadeau dont on se moquait beaucoup, comme en témoignent les dessins animés bien plus anciens de la Warner Brothers et ce qui était autrefois un luxe est devenu (et reste toujours) une blague nationale. La recette est toujours réalisée cependant et est très riche en noix, cerises et prunes confites, et soit en whisky américain ou sherry[160],[161].

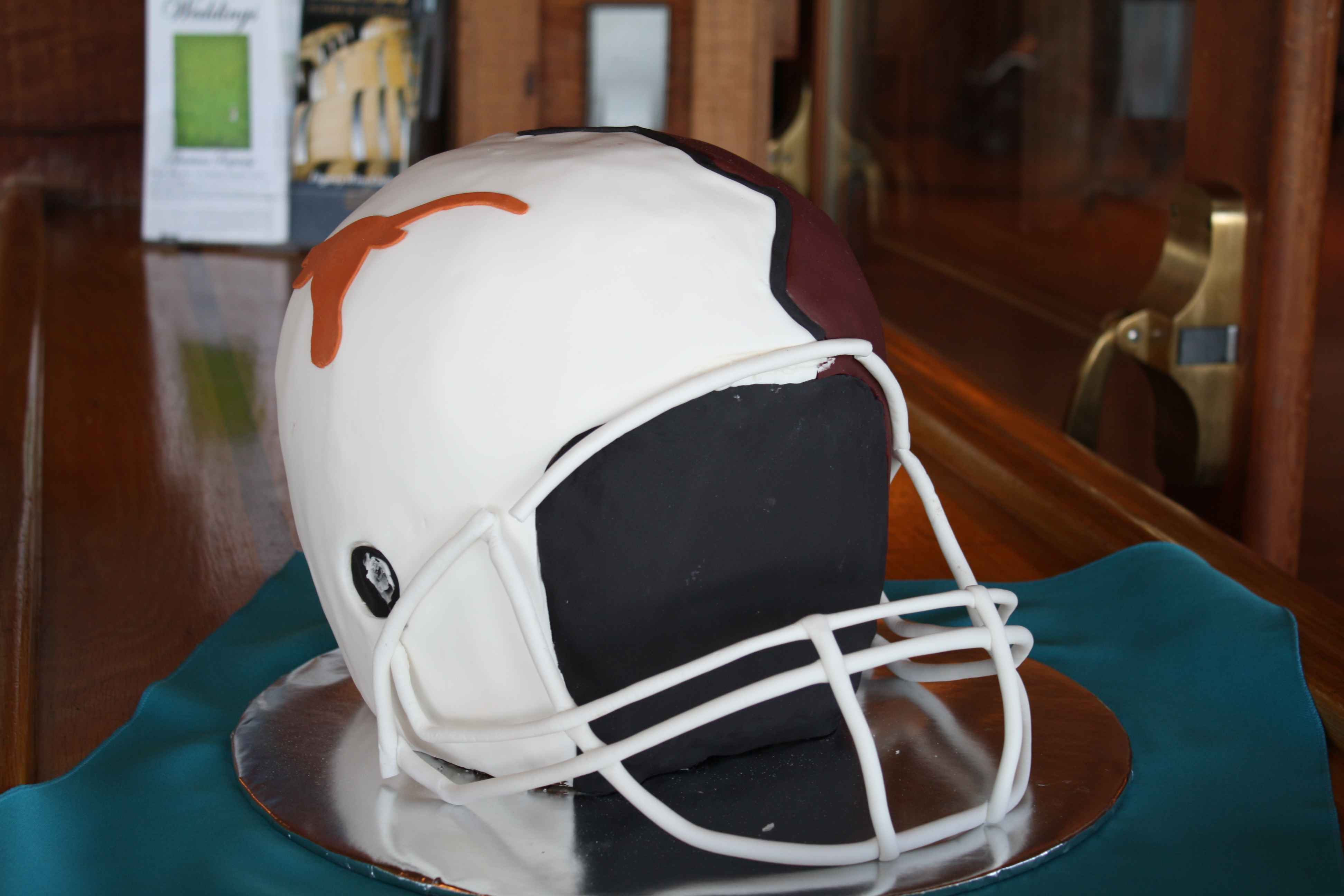
Un gâteau du marié typique, en forme de casque de football américain et décoré de fondant. Dans ce cas précis, le marié était un ancien étudiant de l'université du Texas, tandis que la mariée avait étudié à Texas A & M, ce qui explique que chaque moitié du gâteau porte les couleurs d'une équipe différente.

- Gâteau du marié (groom's cake) : une ancienne tradition de mariage originaire du sud des États-Unis[162], mais maintenant très populaire à l'échelle nationale. Sa diffusion dans l'ensemble du pays remonte à la sortie du film Potins de femmes en 1989. L'habitude de servir des gâteaux en forme de tatou lors de fêtes est devenue une plaisanterie entre les épouses et les maris[163],[164]. Il s'agit d'un deuxième gâteau servi lors des mariages en plus de la pièce montée. Normalement, il a une saveur plus riche et est beaucoup plus susceptible de contenir de l'alcool ou des fruits[165],[166]. Il est généralement présenté comme une allusion plaisante à la personnalité de l'époux. Pour un marié archéologue, il ressemblera au fouet d'Indiana Jones et à son chapeau, alors que pour un fan de Star Wars, il aura la forme de Yoda en smoking, et ainsi de suite.
- Gâteau à la noix de coco (coconut cake) : simple gâteau à la vanille avec un glaçage à la crème au beurre fait avec du lait de coco et de l'essence de vanille. Il est ensuite saupoudré de noix de coco râpée.
- Gâteau au chocolat German (German chocolate cake) : malgré le mot anglais German, ce gâteau n'est pas originaire d'Allemagne ni d'aucun autre pays européen. Il tire son nom de Sam German qui a inventé un type spécifique de chocolat noir en Amérique dans les années 1850. Le gâteau est un gâteau fourré très riche. Le gâteau est fait de chocolat noir et le glaçage est fait de chocolat au lait. Le milieu est fourré d'un mélange de caramel, de noix de pécan et de noix de coco râpée et le dessus du gâteau est également recouvert de ce mélange. Il est ensuite garni de rosettes de chocolat et de cerises au marasquin[167].
- gâteau renversé à l'ananas (pineapple upside-down cake) : gâteau préparé d'une façon très similaire à une tarte Tatin. Habituellement, il est surmonté de rondelles d'ananas et peut contenir du rhum.
- Hummingbird cake : gâteau du sud des États-Unis d'origine jamaïcaine.
- Gâteau Blackout (Blackout Cake): Le mot "blackout" signifie en anglais "panne de courant" ou "pas de lumiere". Il a été inventé pendant la Seconde Guerre mondiale à New York; A l'époque, il était interdit d'allumer les lumières la nuit à cause du danger des sous-marins allemands. (L'arrondissement de Brooklyn, où l'inventeur de ce gâteau avait sa boulangerie, était aussi l'emplacement du Chantier naval de Brooklyn, qui était l'un des plus grands fabricants de cuirassés pour les Alliés. Le secret était essentiel.)[168] En fait, c'est gâteau au chocolat très riche. La recette nécessite de la poudre de cacao hollandaise et du chocolat noir non sucré pour le gâteau, du pudding au chocolat pour la garniture et des miettes de chocolat pour garnir l'ensemble du gâteau.
- Gâteau à la chantilly: une favorite hawaïen.
- Tarte à la crème de Boston : Malgré son nom, ce dessert est en réalité une délicate génoise. Un spécimen typique est rempli d’une crème anglaise à la vanille épaisse et glacée d’une ganache au chocolat.

### Autres Desserts

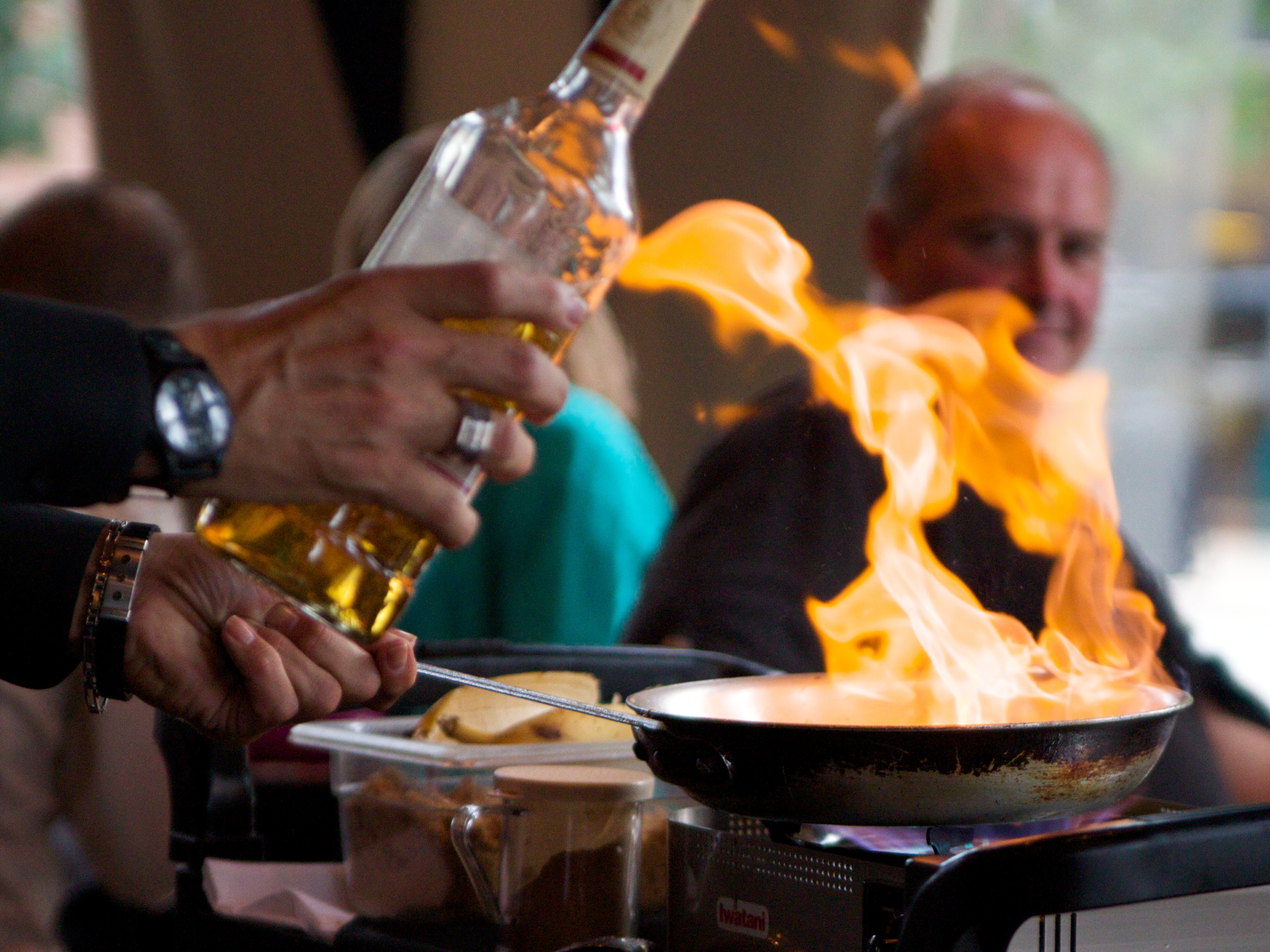
La préparation traditionnelle de Bananes Foster.

- Bananes Foster : dessert originaire de La Nouvelle-Orléans, créé dans un restaurant local au cours du XXe siècle. La recette demande de la cannelle, des bananes, du beurre, de la cassonade, du rhum et de la liqueur de banane qui seront tous mis dans une casserole et mis incendiées pour caraméliser les ingrédients. Il est souvent servi avec de la glace à la vanille[169].
- Beignet : spécialité de La Nouvelle-Orléans, habituellement enrobée de sucre glace.
- Churros : un casse-croûte favori originaire du Sud-Ouest, mais populaire dans les parcs d'attractions et les cirques. Hérité à l'origine des recettes de la Nouvelle-Espagne, la version américaine est beaucoup plus simple que la version mexicaine, car ils ne sont jamais remplis de chocolat et se mangent avec les doigts dans une serviette en papier.
- Cobbler aux pêches (peach cobbler) : les pêches ont été énormément cultivées dans le sud des États-Unis depuis l'époque coloniale. Dans le Vieux Sud, les premiers cobblers cuisaient, pense-t-on, dans une marmite en fonte posée dans l'âtre. Les recettes modernes exigent des pêches fraîches mélangées à de la cannelle, du sucre et de la noix de muscade cuites au four avec une pâte jusqu'à caramélisation du sucre des pêches. D'autres variations du nord des États-Unis utilisent des cerises et des pommes[170].
- Gâteau du chevalier éméché (tipsy squire cake) : datant du XVIIIe siècle, ce descendant du trifle britannique est exclusivement servi dans le Vieux Sud lors des fêtes et festivals. Il est composé de restes de quatre-quarts rassis, de crème aux œufs, de confiture de fruits comme le beurre de pomme ou la confiture de fraises et de grandes quantités d'eau-de-vie ou de sherry. Il est garni de crème fouettée.
- Gâteau de saleté (dirt cake)  Ce n’est pas vraiment un gâteau, mais un cousin du trifle britannique qui est principalement fait de chocolat. Les ingrédients typiques comprennent le pudding au chocolat, des morceaux de brownie broyés ou un vieux gâteau au chocolat rassis, des biscuits Oreo écrasés et des vers gommeux. Les vers sont faits pour donner l’impression qu’ils rampent dans et hors de la pâtisserie. C’est un dessert apprécié servi aux petits enfants à l'occasion des fêtes d'Halloween, car il imite ce qui se passe dans un cimetière[171],[172].
- Glace pilée (shaved ice) : beaucoup de desserts classiques américains ont été réalisés en n’utilisant rien de plus que de la glace pilée et des sirops sucrés, chacun introduit en Amérique par les différents groupes. Un premier exemple est le snow cone, très populaire lors des matchs de baseball durant l'été. Il est fait de glace pilée et servi dans un cornet de papier, avec des sirops de couleurs vives, pour être mangé comme une crème glacée. Il est devenu très populaire pendant la Seconde Guerre mondiale lorsque le lait était rationné aux États-Unis afin de financer le programme Prêt-Bail et d'aider l'armée américaine, et que la crème glacée est devenue difficile à produire. Un second exemple est le piragua, vendu à Porto Rico, en Floride, et à New York pendant l'été dans des petits stands, lorsque la température dépasse 29 °C. La glace, finement broyée, est en forme de pyramide et accommodée avec des sirops d'orange, de grenadille, de la canne à sucre, du tamarin, de la noix de coco et de l'ananas. Un troisième exemple est le Hawaiian Shave Ice et est un descendant direct du kakigōri japonais introduit à Hawaï par des immigrants japonais. Les sirops sont souvent à base de litchis, de goyaves, de prunes salées séchés (umeboshi), de la crème de noix de coco et de mangues. Cette glace est servie avec une paille et garnie de lait condensé sucré.
- Hasty pudding : pouding originaire de Nouvelle-Angleterre, mentionné dans la célèbre chanson de la guerre révolutionnaire, Yankee Doodle. La recette de ce dessert a très peu changé en deux cents ans. C'est un pudding de boulangerie fait de farine de maïs, de mélasse, d'épices, de noix et de raisins secs[173].
- Kulolo : un pouding fait de taro, de sucre brun et de lait de coco. Un classique de la Polynésie et de Hawaï en particulier[174].
- Noodle kugel : pouding sucré aux raisins secs, fromage blanc et nouilles, cuit dans une cocotte. Ce mets a été inventé par les Juifs américains et est un dessert courant pour les occasions spéciales. Il apparaît souvent au potluck dans les écoles et est consommé par les juifs et les chrétiens de la même manière.
- Crème glacée aux cerises noires (black cherry ice cream) : dans l'Est des États-Unis, il existe une espèce très particulière de cerisier sauvage appelée black cherry en anglais parce que le fruit est gros et de couleur presque noire. Normalement, il a une saveur très acidulée, mais lorsqu'il se retrouve dans de la crème glacée il atteint un goût plus relevé que la cerise européenne qui est très populaire.
- Pouding aux bananes (banana pudding) : un dessert très riche des États-Unis du Sud, qui comprend de la crème à la vanille, des tranches de banane, des biscuits à la vanille et est surmonté d'une meringue. Un des desserts préférés d'Elvis Presley dans ses dernières années[175].
- Pouding au kaki américain (persimmon pudding) : un des plus anciens desserts indigènes connus aux États-Unis. Les Amérindiens ont essayé de faire croître les kakis dans le cadre de leur régime alimentaire, et les colons ont adapté de vieilles recettes de desserts cuits à la vapeur[176].
- Sopaipilla : beignets à la cannelle inspirés des beignets de la cuisine traditionnelle juive espagnole. Servis partout en Amérique latine, on les trouve aussi au menu des familles et restaurants-bars du Sud-Ouest nord-américain[177].
- Sundae : ce dessert très riche se décline en milliers de variations dans tout le pays, mais il comprend toujours au moins deux boules de crème glacée, une sorte de sauce dessert sucrée, des nappages (noix, bonbons, petits vermicelles sucrés, etc.) et de la crème fouettée avec une cerise. Il a été inventé dans les années 1890.

## Spécialités régionales

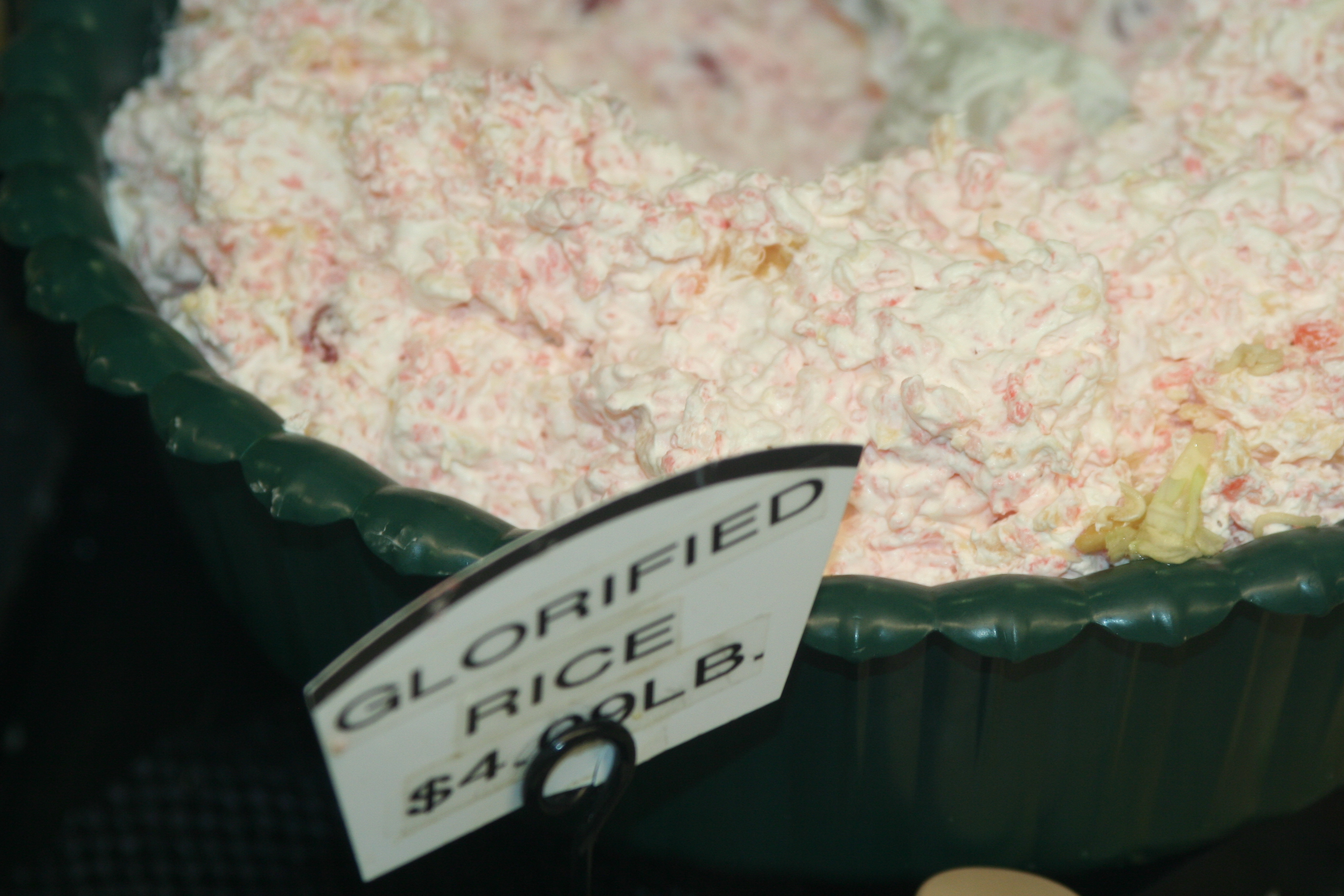
Glorified rice, dessert de l'Upper Midwest, vendu dans un magasin.

- Cuisine amérindienne
- Cuisine californienne
- Cuisine texane
- Cuisine cadienne
- Cuisine amish
- Cuisine de la Nouvelle-Angleterre
- Cuisine du Sud des États-Unis
- Cuisine virginienne

## Publications principales
- Bon Appétit (en)
- Food & Wine

## Associations principales
- (en) « Sweet Potato », sur greensowing.com (consulté le 31 mai 2021)
- American Culinary Federation
- James Beard Foundation